# JR East série 205
Pour les articles homonymes, voir Serie 205 (homonymie).
La série 205 (205系, 205-kei) (205けいでんしゃ/205 keidensha ou 205系電車) est un type de rames automotrices électriques (EMU), utilisées pour les services de banlieue et périurbains, introduit en 1985 par les chemins de fer nationaux japonais (JNR), et actuellement exploité par la East Japan Railway Company (JR East) dans le grand Tokyo, la West Japan Railway Company (JR West) dans le Keihanshin, et KAI Commuter en Indonésie.

## Histoire
Ce modèle est apparu en 1985, à la fin de la période JNR, en tant que train de banlieue économe en énergie pour remplacer les séries 103 et 201 .Et même après la division et la privatisation de JNR, les JR East et JR West ont continué à augmenter le nombre de voitures via des commandes, et finalement, 1 461 voitures ont été fabriquées.
La méthode de contrôle d'excitation, qui était en cours de développement pour le prochain modèle de train type banlieue/peri-urbain ( série 211 ), a également été adoptée pour la série 205, ainsi que le nouveau bogie léger sans traversin. La structure légère en acier inoxydable et le frein pneumatique à commande électrique ont également été adoptés . Les nouvelles innovations introduites sur ce modèle, ont également été utilisées dans de nombreux nouveaux trains apparus durant la période de la disparition des chemins de fer nationaux japonais(JNR)  soit durant la décennie 1980.
Cette série de train est emblématique des trains de banlieue tokyoïtes des années 80-90.

### Contexte
La production  de la série 201 , en tant que train de banlieue de nouvelle génération pour remplacer les série 103 en 1981 (Showa 56), a été portée à plus de 1 000 voitures tout en essayant de réduire divers coûts lors de la production de masse. Cependant, le coût de fabrication de la commande du hacheur était élevé, et la JNR, qui était dans une situation financière difficile à l'époque, avait besoin d'un véhicule qui pourrait réduire les coûts à l'achat et à l'exploitation,.
En 1984 , la révision des horaires pour mars 1985 va augmenter la capacité de transport de la Yokohama Line et de la Musashino Line, et, de plus, un véhicule de type pendulaire (un train de banlieue) sera nécessaire pour remplacer la série 103(8 voitures par formation) vieillissante sur la Yamanote Line, ligne très chargée . À ce stade, il était urgent de décider s'il fallait ajouter la série 201 sur la Yamanote Line, ou introduire un nouveau type de véhicule. Finalement, fin juin 1984, il a été décidé de fabriquer la Série 205 comme un véhicule de type navetteur. En raison de la nécessité d'être prêt avant la révision de l'horaire (mars 85), en incluant, y compris la période de formation de l'équipage , l'achèvement et la livraison de la première formation a été effectuée fin janvier 1985, la conception et la production s'étant déroulées sur une courte période de seulement 7 mois .
Dans le plan original des chemins de fer nationaux japonais, il y avait pour objectif de renouveler toute la flotte de la zone métropolitaine(soit 11 lignes majeures de la JNR), et il était prévu de se concentrer sur la ligne Chūō-Sōbu après avoir équipé la ligne Yamanote en premier .

## Description

### Extérieur
Ce train a une carrosserie traditionnelle à 4 portes, de longueur 20 m , mais la carrosserie des voitures a une structure entièrement en acier inoxydable,. Ce type de carrosserie en acier inoxydable léger, surnommé "type véhicule Tokyu" peut être désormais fabriquée par d'autres constructeurs au Japon, ce qui est devenu le déclencheur majeur de la propagation ultérieure des wagons de chemin de fer en acier inoxydable au Japon à partir de la décennie 90. Contrairement à l'acier ordinaire , les travaux d'entretien sont moins importants en raison de la réduction significative du poids. L'absence de peinture intégrale (choix de mise en place de bandes de couleurs de lignes, au lieu de peindre toute la carrosserie) permet un substantiel gain de poids. En utilisant une carrosserie en acier inoxydable et autre détails, le poids de chaque voiture est d'environ 7 tonnes plus léger que la série 201.
L'extérieur est équipé d'une grande fenêtre descendante en une étape avec un équilibreur, à l'exception de la première production (voiture de pré-série 0 précédant la production ), sur le panneau extérieur avec les perles de renfort (traitement à la presse d'une forme convexe avec une section transversale mince par des rouleaux). Le changement de conception des fenêtres en modèle de descente en une étape est inspiré du métro municipal de Yokohama Type 2000 . Lorsque le responsable de la conception des véhicules de JNR a visité l'usine de Tokyu Vehicle Manufacturing (ci-après abrégé en Tokyu Vehicle) au moment de l'achèvement du véhicule de pré-série de la série 205, le type Yokohama City 2000, qui était fabriqué en même temps, était aligné côte à côte avec cette série 205. .. Le responsable JNR qui a vu la fenêtre de descente en une étape a déclaré : "La fenêtre de descente en une étape est plus propre. S'il s'agit d'un corps en acier inoxydable, il n'y a pas de souci de corrosion, donc il n'y a pas de problème d'entretien. Ce type de fenêtre sera appliqué ensuite sur la Série 205.
De plus, en adoptant la "bande de couleur de ligne ferroviaires japonaises" (chaque ligne japonaise possède une couleur qui est appliqué sur le train et non celle de l'opérateur) sous la forme d'une ligne horizontale au-dessus et au-dessous des vitres avec une bande de film collé , cela donne à l'utilisateur une indication très claire de la ligne auquel  appartient le train,. Au départ, il n'y avait qu'une seule couleur, sur les bandes, mais après l'arrivée de JR, jusqu'à trois couleurs ont été utilisées.
L'avant a un design asymétrique avec du noir autour de la vitre avant, reflétant le style de Tokyu qui a participé au design, comme pour la précédente série de train, la série 201 , mais la position du phare est sous la vitre. Ce changement de position peut être considéré comme une suite de la série 203 qui l'avait adopté. De plus, une bande de couleur de ligne est également disposée à l'avant, et les phares sont disposés en travers de la  bande de couleur. Pour les véhicules exploités par la JR East (à l'exclusion de ceux de la ligne Yamanote), un indicateur de destination a été ajouté sur le côté supérieur droit à l'avant, mais en réalité, il y avait de nombreux cas où seul le nom de la ligne était affiché, à l'exception des lignes Yokohama et Keiyo.
L'affichage de destination est de type papier sur rouleau défilant, mais à la JR West, il existe un exemple de test d'installation d'un affichage de destination de type pastilles, installé immédiatement après son affectation première. Cette formation a ensuite été remise au système papier sur rouleau. Finalement depuis les années 2000, de nombreux véhicules avec des indicateurs de destination de type pastilles ou diodes ont été introduits lors des rénovations mi-vie.
Les véhicules fabriqués à l'époque JNR sont équipés de portes passagers avec des fenêtres plus petites, similaires à la série 201, pour empêcher les bébés et les enfants d'être attirés et de monter sur les accoudoirs à côté des portes pour regarder, ils ont été destinés à la ligne Yamanote. Mais après la division et la privatisation de la JNR elles ont été changées en une porte avec une fenêtre de taille plus grande .

### Intérieur
L'intérieur de la voiture est basé sur la série 201, la couleur intérieure est crème et le revêtement de sol est marron clair. Le plafond a une structure de plafond plat et chaque cabine est équipée de quatre ventilateurs auxiliaires (Ligne Delia) . Avec la suppression de "la fenêtre de poche de porte" (petite fenêtre entre la porte et la fenêtre principale), des espaces publicitaires ont été installés dans ces lieux. En ce qui concerne le "moteur de porte (dispositif de fermeture de porte)" pour l'ouverture et la fermeture de la porte, la plupart des véhicules utilisent le "type de crémaillère différentielle de type double cylindre de diamètre différent" qui peut être stocké sous le siège.
L'intérieur de la voiture a des sièges longitudinaux, ce qui est la disposition standard des sièges pour les nouveaux trains de banlieue performants de la JNR depuis la série 101 (les variations seront décrites plus tard). Le coin salon (sièges entre la porte et l'intercirculation) au moment de son inauguration était de couleur limon brun (brun foncé) pour trois personnes aux deux extrémités, et noisette (orange clair) pour une personne au centre. Étant donné que le matériau extérieur du siège s'est détérioré au fil du temps depuis JR , il a été remplacé par des produits standard de chaque entreprise. Le climatiseur est équipé d'un modèle centralisé de type AU75G (48,84 kW, 42 000 kcal/h).
Initialement, le porte- bagages était un type de treillis métallique en aluminium, mais il a été changé  à un type de tuyau en acier inoxydable, et la grille de refroidissement a également été changée d' un matériau en aluminium à un produit FRP(Plastique renforcé de fibres) .

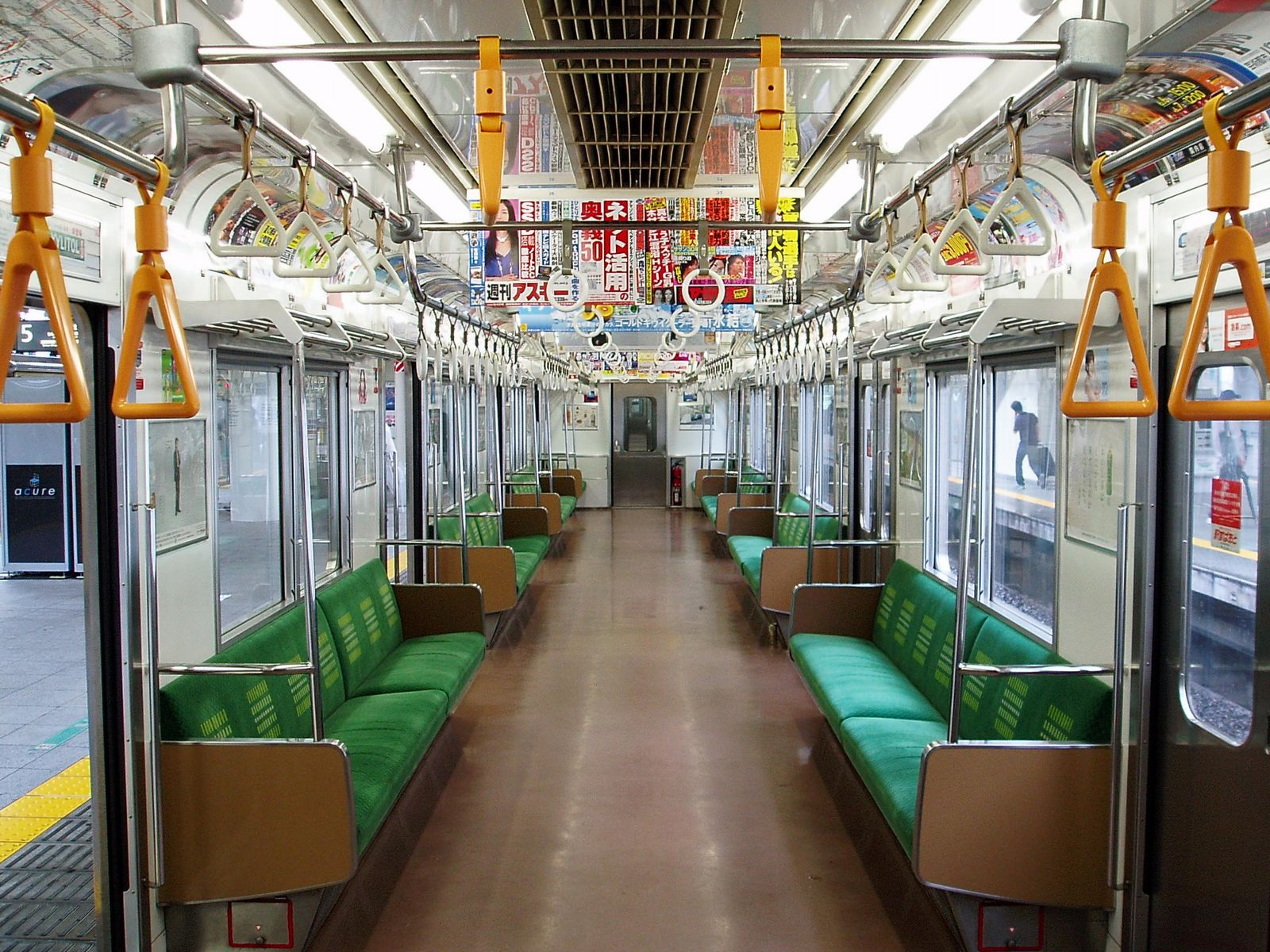
À l'intérieur de la voiture de la ligne Saikyo fabriquée par JR East. À l'époque de la fabrication, la moquette du siège avait une couleur brunâtre, mais depuis les années 2000, elle a été remplacée par une couleur verdâtre. (5 juin 2008)
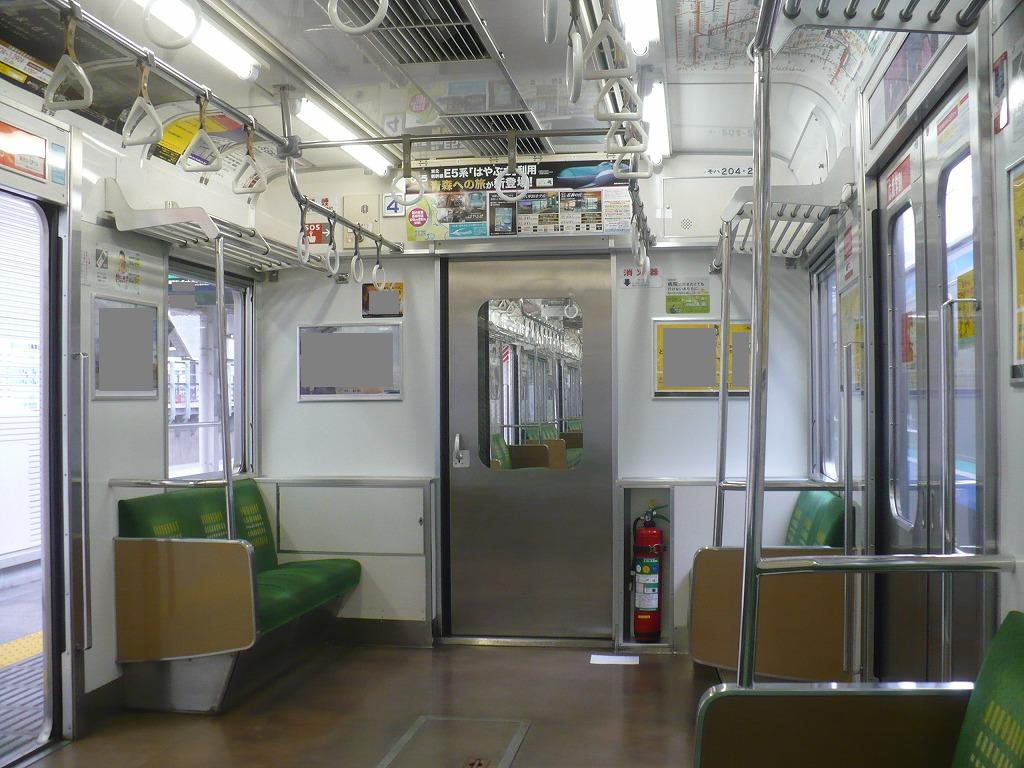
Près de l'intercirculation.
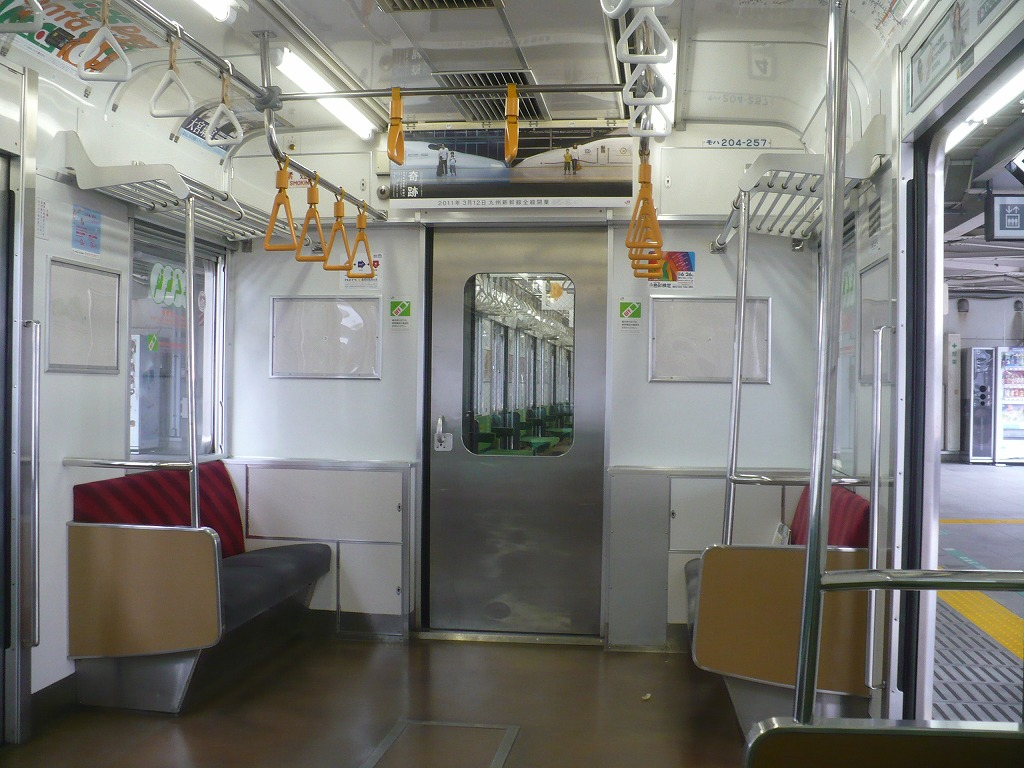
sièges dans la zone des sièges prioritaires.

#### Cabine
Sur la cloison entre la salle de l'équipage et la cabine passagers, la fenêtre a été supprimée ou parfois une petite a été installée, pour pouvoir faire un espace pour l'installation d'équipements. Cependant, sur la série fabriquée à la fin des chemins de fer nationaux japonais (JNR), une lunette arrière a été installée en considération des services aux passagers, etc. La taille de cette fenêtre diffère entre les voitures avec ATC, les voitures sans ATC et les 1000, mais le nombre de fenêtres est de trois.
La disposition de l'équipement et les dimensions de la cabine sont basées sur la série 201. Avec l'introduction des commandes électriques pour les freins, l'adoption d'un manipulateur de puissance à une poignée(manette d'accélération et de freinage) a également été envisagée, mais en raison de divers problèmes tels que la familiarité de la manipulation, il est devenu une combinaison d'un manipulateur de type à axe horizontal et d'un dispositif de réglage de frein de type à axe vertical similaire à la série 201. En adoptant un dispositif de réglage de frein de type à axe vertical, l'espace pour les pieds du conducteur est élargi. De plus, la poignée de frein est de type fixe (plutôt que la méthode d'extraction conventionnelle) et le verrou de la poignée est libéré avec une clé .
La disposition de la cabine est essentiellement comme sur la photo de gauche  (Kuha 204-20) (fabriqué à l'époque JNR, au début fabriqué par JR East et par JR West). Cependant, une partie de la disposition des voitures supplémentaires après JR East a été révisée en installant un simple dispositif de surveillance à partir du milieu (photo de droite, Kuha 204-130).

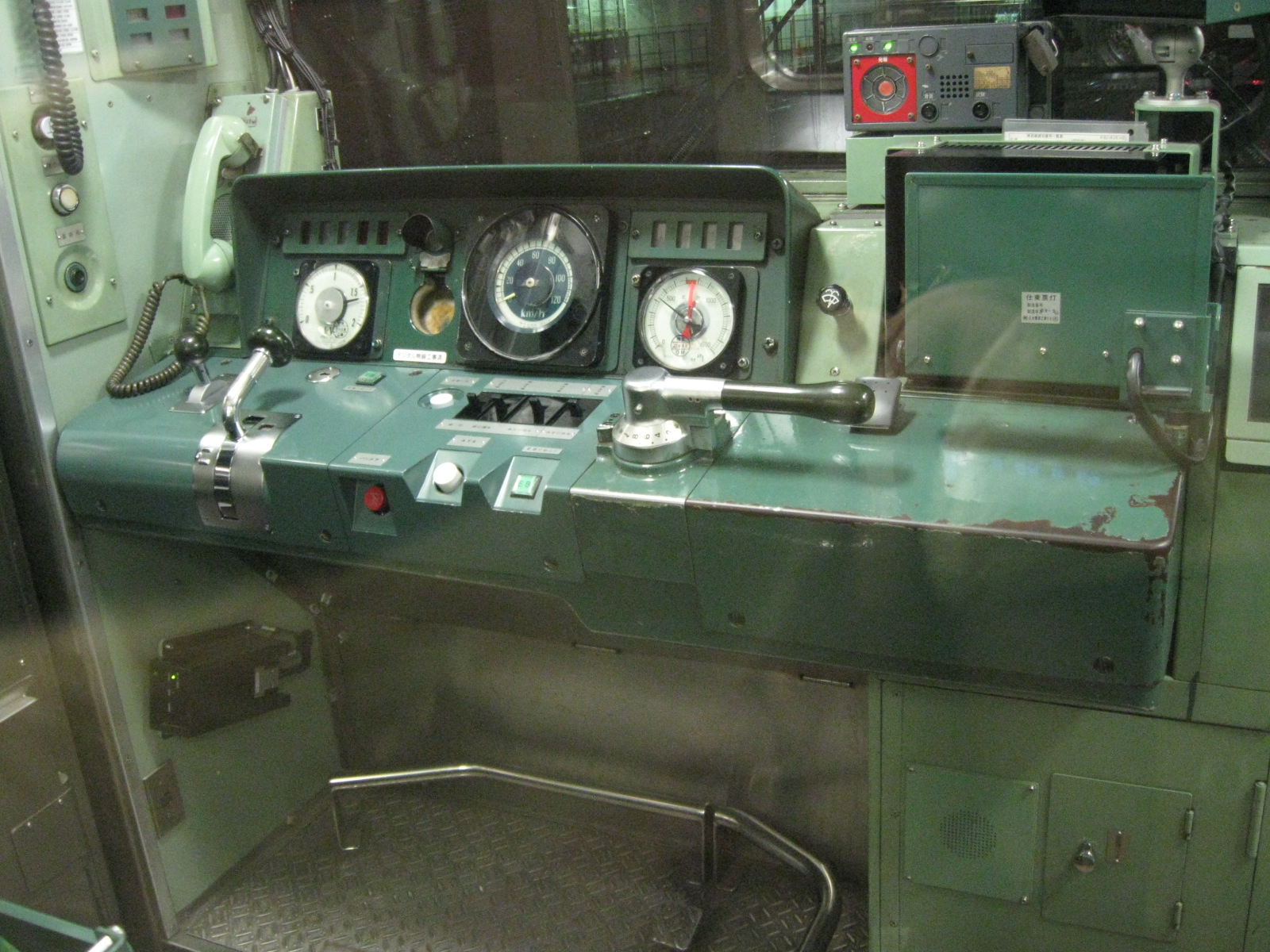
Cabine..notez les manipulateurs a axe horizontal pour la puissance et vertical pour le freinage
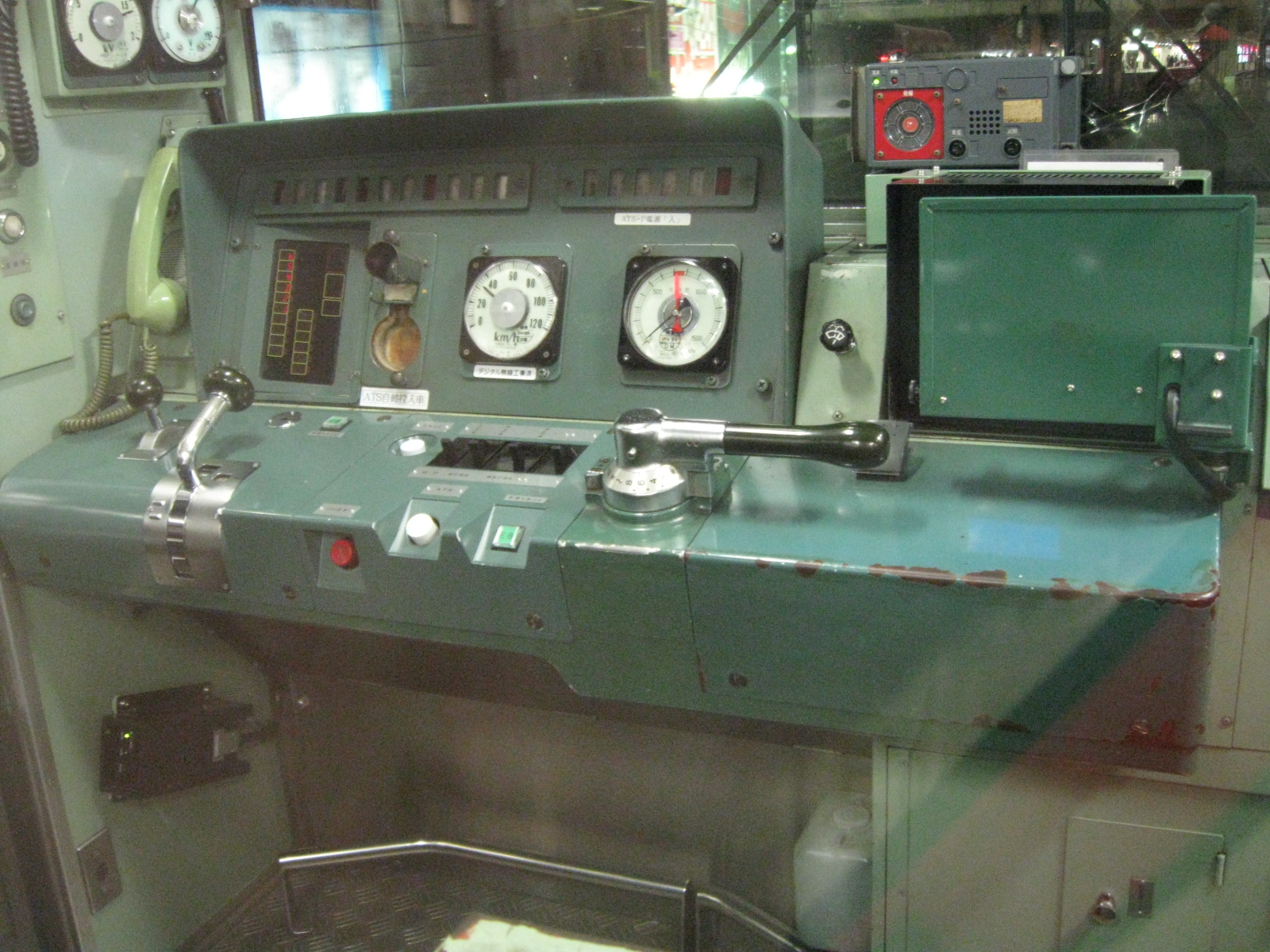
Cabine de fin de serie
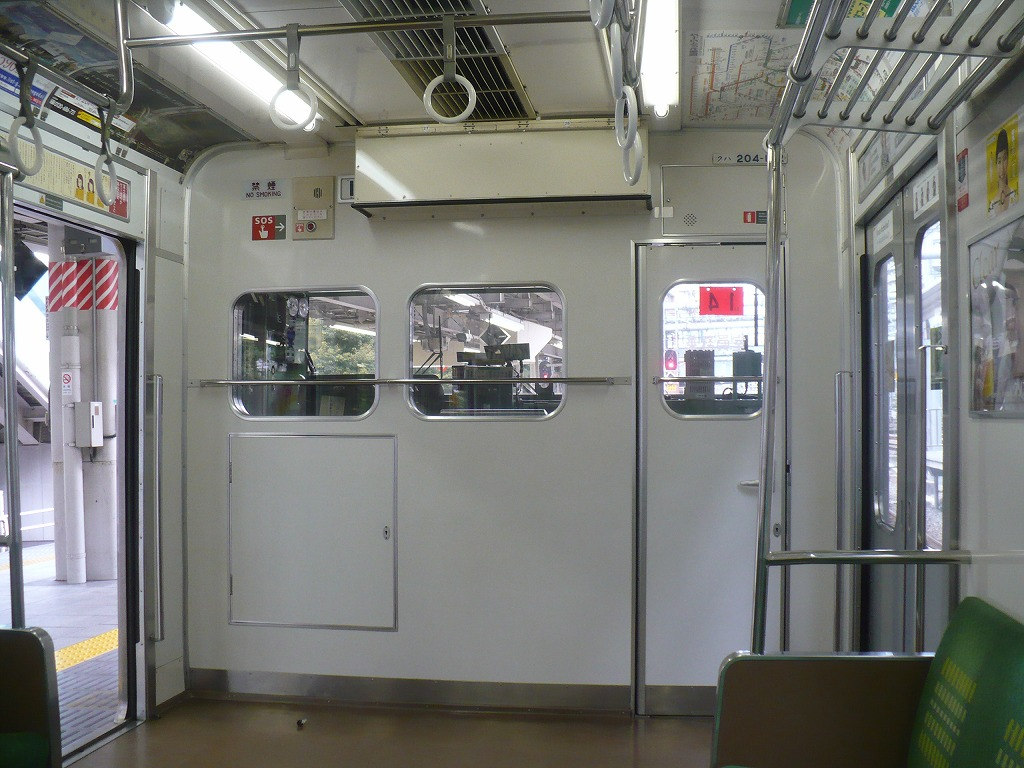
Cloison de la cabine

### Caractéristiques techniques
Comme mentionné plus haut ("en référence"), le système de contrôle par hacheur (induit), adopté dans les séries 201 et 203 est coûteux, de sorte que cette série 205 a un effet d'économie d'énergie et de cout a l'achat, en utilisant une configuration d'équipement relativement simple et plus ancienne, afin qu'elle puisse être produite en masse, même en cas des difficultés financières de la JNR. Le contrôle d'excitation obtenu sur le terrain a été adopté pour la première fois par JNR. La conception originale a été réalisée par Toyo Denki Seizo .

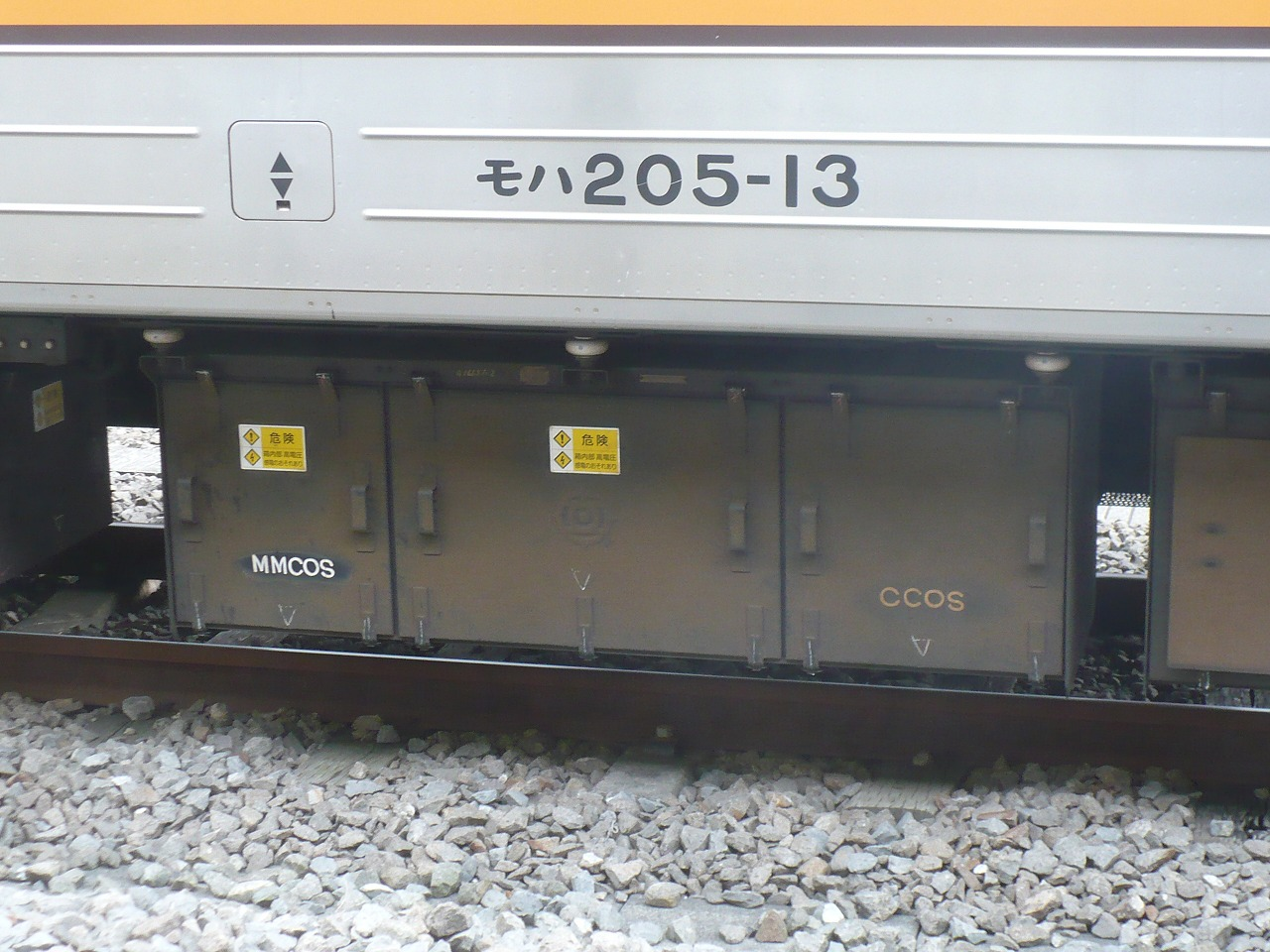
Contrôleur principal de type arbre à cames électrique de type CS57

La méthode d'excitation ajoutée, est, d'un point de vue électromécanique, une extension du contrôle de résistance , le contrôle de fonctionnement de la puissance étant basique(contrôle par résistance et arbre à cames). Le contrôle d'excitation ajouté est utilisé jusqu'à la vitesse nominale du moteur. Étant donné que le contrôle d'affaiblissement du champ ne peut pas être utilisé dès le démarrage, le moteur accélère à l'aide du contrôle électrique de la résistance de l'arbre à cames, et lorsque la vitesse dépasse la vitesse nominale d'environ 20–30 km/h, la vitesse est commutée sur le changement de vitesse en continu à l'aide de la commande d'affaiblissement de champ par la commande d'excitation d'addition de champ. C'est un système hybride utilisant une méthode conventionnelle qui utilise un contrôleur de résistance de type arbre à cames au démarrage suppléé d'un système d'excitation. De la perte se produit pendant l'accélération à basse vitesse, mais comme il y a la commande d'excitation d'addition de champ, qui était populaire sur les chemins de fer privés, le freinage régénératif peut être utilisé pour les freins électriques . Combiné à la carrosserie légère, le résultat est un véhicule économe en énergie, supérieur à la série 201. En particulier, contrairement à la commande du hacheur d'induit(sur les E201), le circuit de commande par résistance(sur les E205) utilise des pièces largement utilisées dans les véhicules conventionnels sans utiliser d' éléments semi-conducteurs coûteux, de sorte que le coût de l'équipement est considérablement réduit. De plus, dans le cas de la méthode du hacheur de champ (Série 201), le moteur principal à courant continu est un moteur à collecteur à enroulement composé ,coûteux. A contrario, dans la méthode d'excitation par addition de champ (Série 205), un moteur principal est de type moteur à collecteur bobiné en série, modèle courant à l'époque sur les trains au Japon donc moins cher à l'achat.

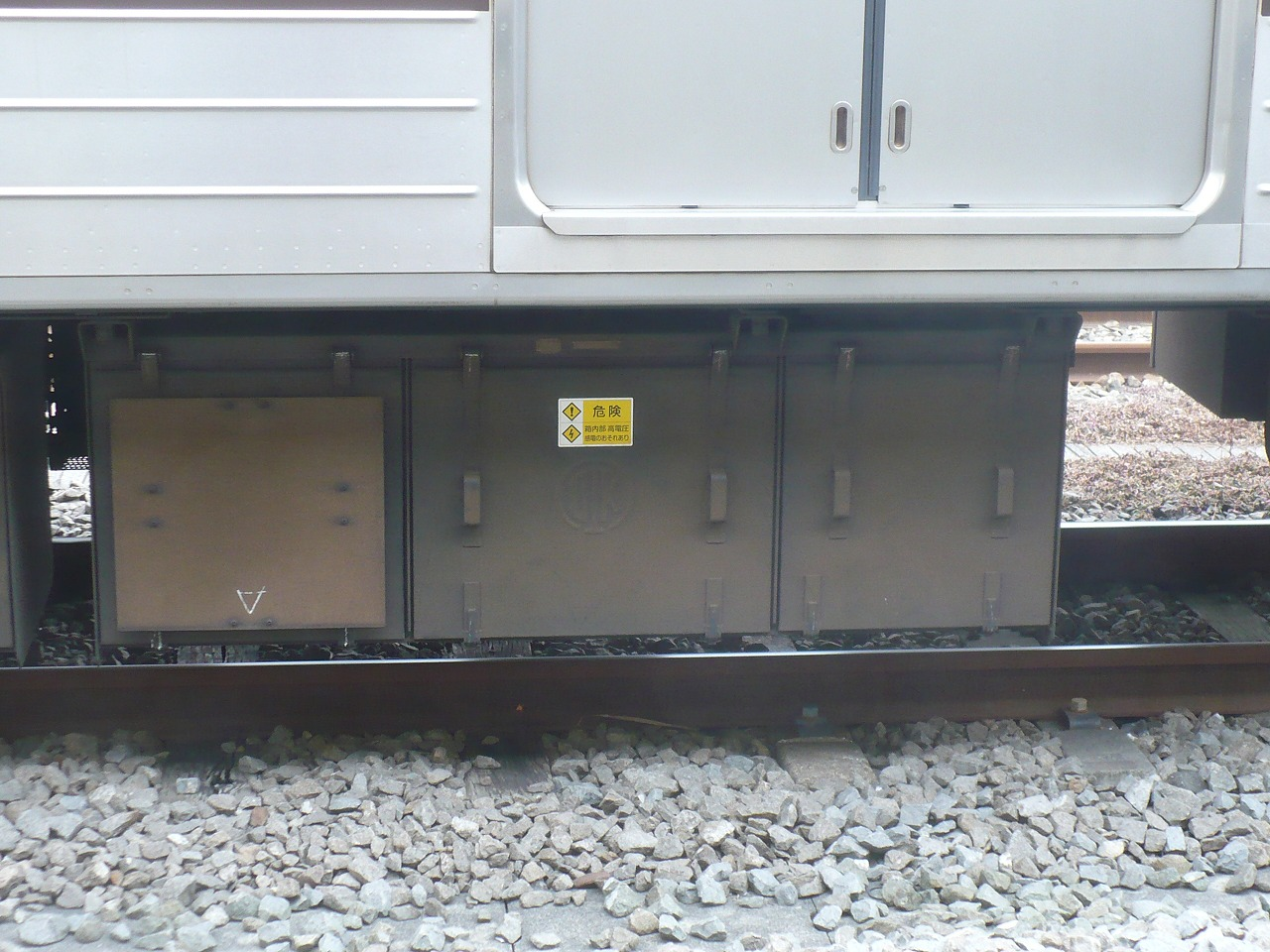
Excitateur de type HS52 (excitateur à addition de champ)

À la suite de la réalisation de tests de fonctionnement de la rame de pré série sur la ligne Yamanote avant introduction, on a noté une consommation d'énergie inférieure à la série 201, en raison de l'amélioration des performances, et de la réduction du poids de la carrosserie, et la consommation d'énergie est considérablement réduite par rapport à la série 103 utilisée sur la ligne à ce moment-là. Le contrôleur principal d'arbre à cames électrique, de type CS57, utilisé dans cette série, est également équipé d'un mécanisme de retour d'encoche qui est utile lorsque les accélérations / décélérations sont fréquentes. Le nombre d'étages du circuit de commande de résistance utilisé lors de ce fonctionnement en puissance est de 13 en série et de 11 en parallèle.
Afin d'effectuer un contrôle test sur le terrain, un excitateur de type HS52 est installé avec le contrôleur principal de type CS57(cependant, après le passage à la JR East, il sera remplacé par le type HS52A, qui sera décrit plus tard) . Cet excitateur contrôle l'affaiblissement du champ et le contrôle du champ lorsque le freinage régénératif est utilisé, et le dispositif est un mélange triphasé qui combine un thyristor (1 600 V -- 800 A) et une diode (1 600 V -- 250 A) (Il se compose d'un empilement de ponts et d'un empilement de diodes de dérivation (1 600 V --  800 A) , ainsi que de dispositifs de commande sans contact tels qu'un transformateur d'excitation et une carte de commande à micro-ordinateur) . Pour contrôler le moteur, le redressement pleine onde (type HS52) / redressement demi-onde (type HS52A) est effectué à l'aide d'un pont mixte triphasé basé sur le courant alternatif triphasé 440V du générateur électrique (MG) pour contrôler la traction moteur.
Il s'agit d'un système 1C8M (1 contrôleur / 8 moteurs) qui contrôle les moteurs principaux de deux voitures motrices(M et M'), et donc 8 moteurs, avec un contrôleur principal monté sur la voiture M(MoHa/Motrice), et un coupleur de courant haute tension de type KE6 est installé entre la voiture M et la M'.Cela fait qu'une formation de 10 voitures (6M4T) soit 6 motrices et 4 voitures, est en fait composé de 3 paires de motrices, avec des voitures intercalées.

#### Moteur de traction
Le moteur de traction de cette série utilise un moteur à collecteur bobiné en série, développé pour la série 713, appelé MT61 . La puissance nominale sur 1 heure est de 120 kW  , ce qui est identique au type MT54 plus ancien , mais le couple dans la plage de basse vitesse a été amélioré en révisant la conception, le facteur de champ lorsqu'il est affaibli a été étendu à 35 % pour une vitesse élevée. Les performances sont assurées à basse vitesse grâce à ce réglage . La vitesse nominale horaire est de 39,0 km/h et la traction nominale horaire est de 8 870 kg par unité.

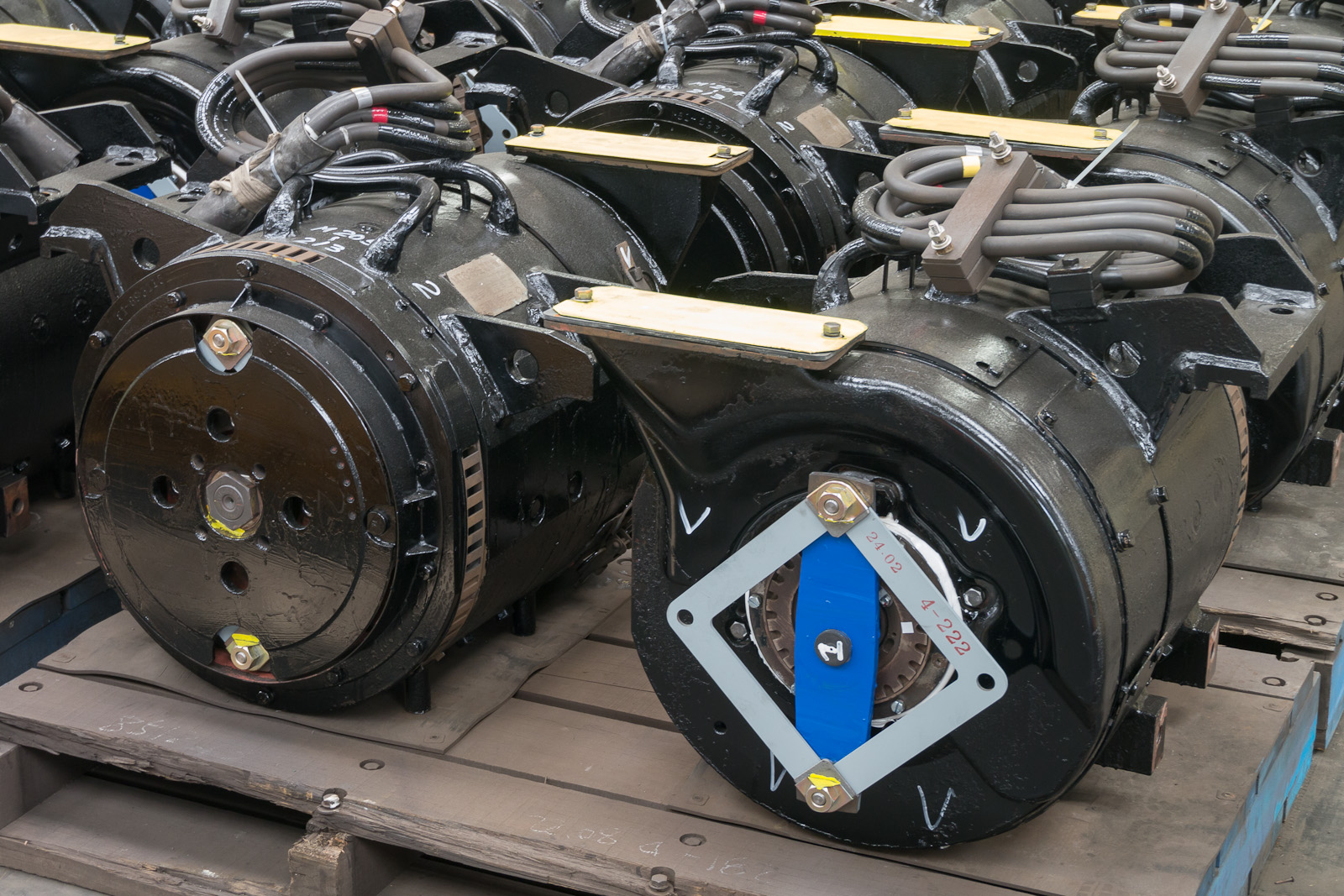
Moteur de traction type MT61. Vous pouvez voir la plaque de déviation devant le moteur sur la droite.

En adoptant ce moteur et un corps de structure en acier inoxydable léger, bien que le rapport de démultiplication soit de 6,07, ce qui est le même que la série 203 (La série 203  est équipée d'un moteur de traction avec une spécification de vitesse de rotation nominale élevée et un rapport de démultiplication de 5,60) Il a presque les mêmes accélérations de démarrage. L'accélération de départ de cette série 205 en composition 6M4T (6 motrices 4 voitures pour la Keihin Tohoku Line) est de 2,4 km/h par seconde .
Les véhicules introduits à partir de  1988 ont une structure de ventilateur de refroidissement similaire à la série 201. Le système de refroidissement originel étant beaucoup trop bruyant en extérieur et assez fort en intérieur.

#### Bogie
Le bogie est un bogie léger sans traversin, nouvellement développé par les chemins de fer nationaux japonais . La méthode de support de boîte d'essieu est une méthode de caoutchouc laminé conique, et elle est fixée des deux côtés de la boîte d'essieu à différentes hauteurs. Le bogie moteur est appelé type DT50 et le bogie porteur est appelé type TR235. Le châssis de bogie a une poutre latérale droite et un tube sans soudure pour la traverse, simplifiant grandement la structure. De plus, le nombre de composants a été réduit en combinaison avec la méthode de boîte d'essieu pour améliorer la maintenabilité, et le poids a été réduit, ainsi que le coût. En conséquence, le poids par bogie est d'environ 1,5 tonne plus léger que le bogie conventionnel. Le système de freinage de base a adopté un frein à bande de roulement à une pression pour le bogie moteur et un système de frein à disque avec une bande de roulement à une pression pour le bogie associé.
Depuis, ce bogie léger sans traversin a été utilisé dans la série 203, série 100 (type DT50A / type TR235A), série 211 (type DT50B / type TR235B), série 415- 1500 (type DT50C / TR235C), série 117-100/200 série ( type DT50C / Il a été adopté les uns après les autres dans les véhicules des chemins de fer nationaux japonais fabriqués en même temps, comme le type TR235B).

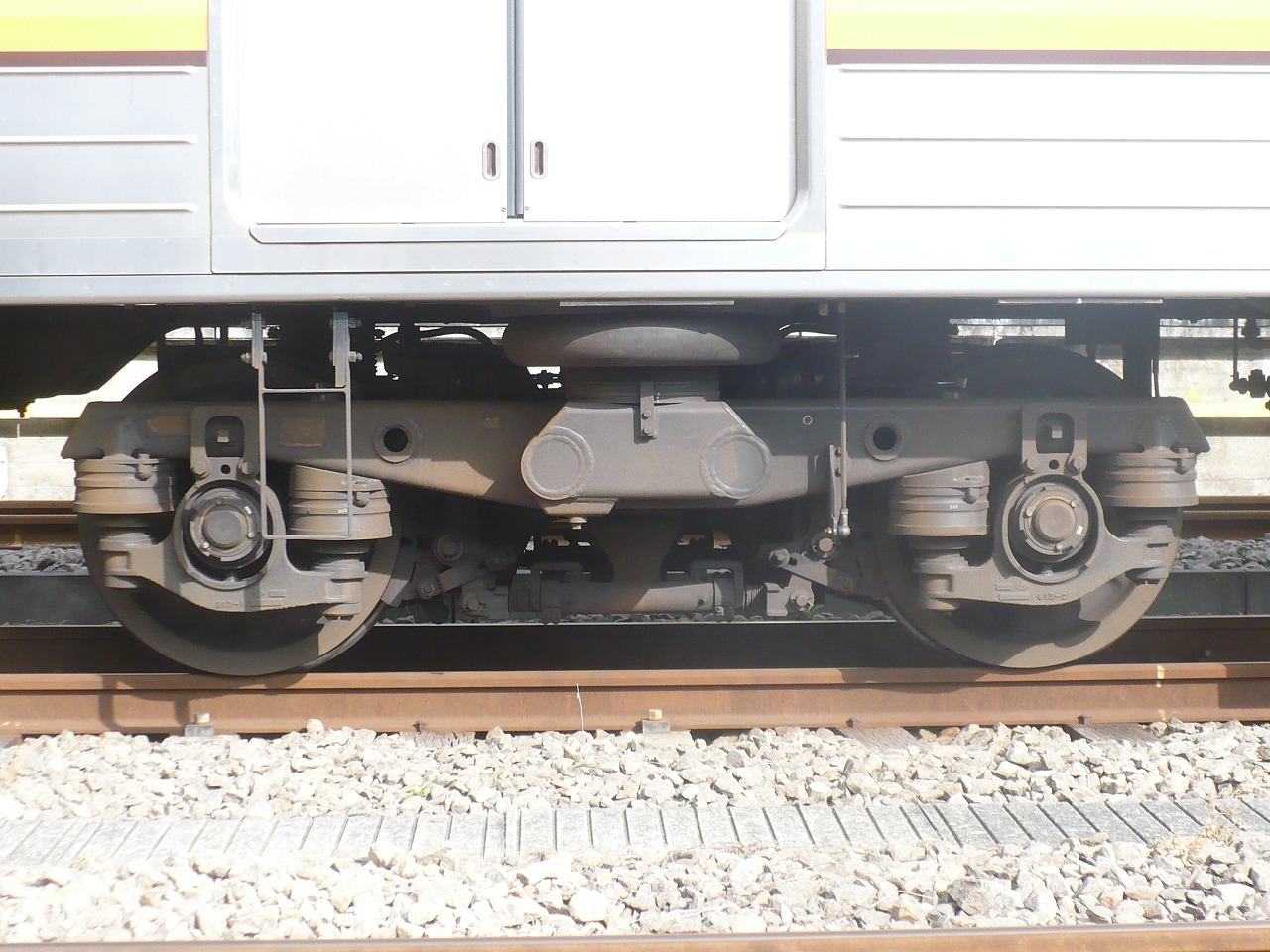
Bogie moteur type DT50
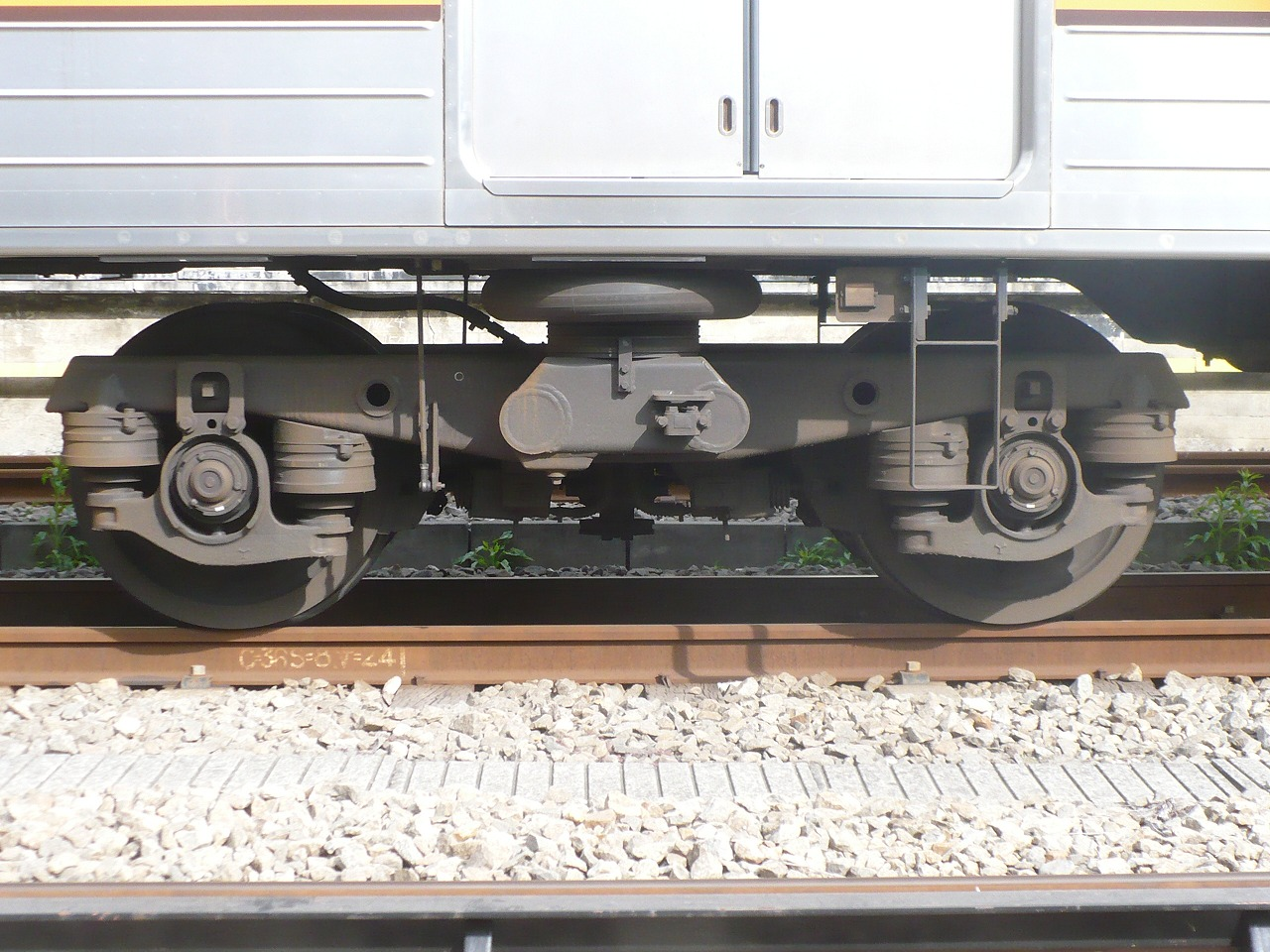
bogie porteur  type TR235
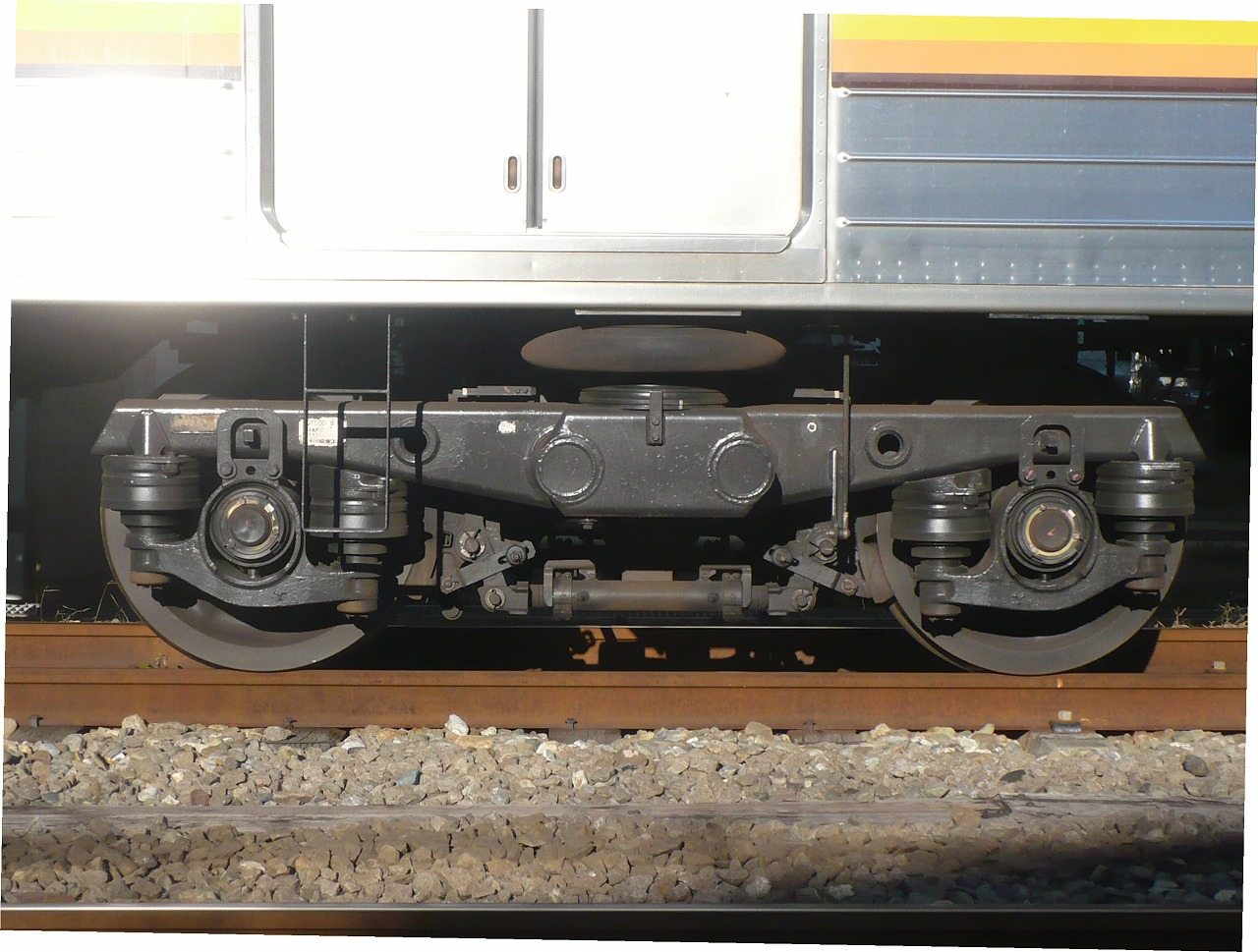
Bogie moteur DT50D amélioré
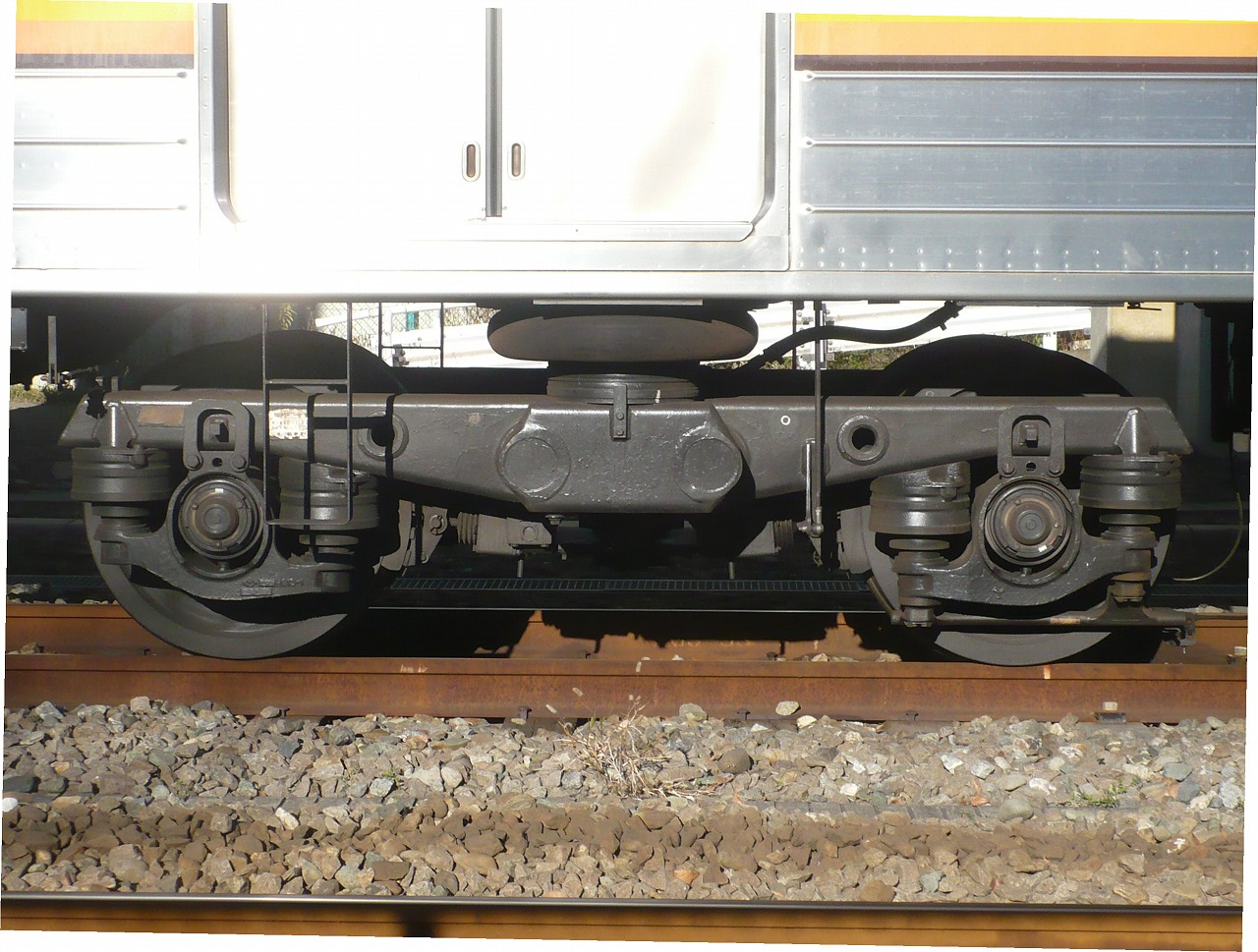
bogie porteur type TR235D amélioré

Plus tard dans la production, la forme du roulement a été changée de roulement à rouleaux scellés à un bord à roulement à rouleaux scellés à double bord. La méthode de lubrification des engrenages de l'unité d'entraînement a été modifiée et le type a été changé en type DT50D et type TR235D. De plus, différents modèles de bogies sont utilisés pour la série 205-1000 de la JR West et le type Saha 204(à 6 portes construite plus tard) pour JR East, qui ont été fabriqués après la division et la privatisation.

#### Frein
Pour le dispositif de freinage, c'est le premier frein de type à commande entièrement électrique qui a été adopté pour la 1re fois pour un véhicule de la JNR, et la tuyauterie d'air a été considérablement réduite et ainsi que le poids de l'équipement. Le frein électrique utilise une excitatrice pour effectuer un freinage régénératif. Dans la plage de vitesse élevée, le courant de champ est faible, le courant du circuit principal est fort et ce courant du circuit principal est contrôlé pour diminuer tout en augmentant le courant de champ à mesure que la vitesse diminue, de sorte qu'une force de freinage constante est assurée. Lors d'un freinage à partir de 65 km/h ou plus, les moteurs sont connectés en parallèle, et lors d'un freinage à partir de moins de 65 km/h, le freinage régénératif est démarré en se connectant en série.
Lors du début du freinage, avec une connexion en parallèle(soit a plus de 65 km/h), il passe à une connexion en série à environ 50 km/h, mais comme la tension aux bornes ne peut pas être soudainement divisée par deux au moment de la commutation, le circuit est commuté lors de l'insertion d'une résistance, puis la résistance est retirée. . Dans la plage de basse vitesse, la tension régénérative tombe en dessous de la tension de la ligne aérienne même si le courant de champ est augmenté, de sorte que le frein régénératif expire à environ 20 km/h.
Un frein à main a été installé dans la cabine du conducteur , mais il a été supprimé car il occupe un espace inutile pour son inefficacité. De plus, le compresseur d'air (CP) utilise un compresseur à piston de type MH3075-C2000M (débit de refoulement 2 000 l/min) qui utilise un moteur à induction triphasé pour le moteur, et un générateur de moteur de type DM106 de 190 kVA (quantité de refoulement 2 000 l/min). il est installé sous la M'.

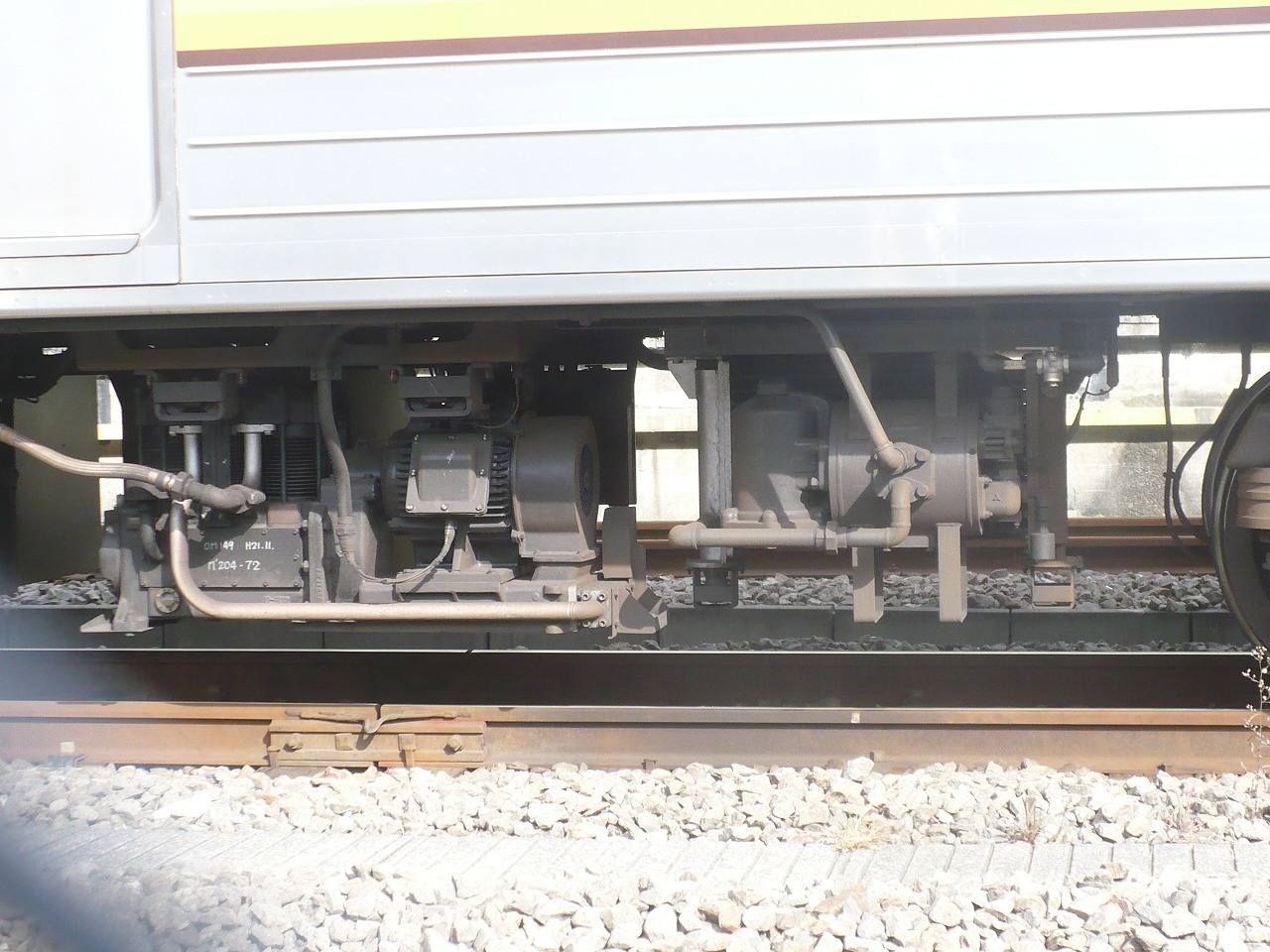
Compresseur d'air de type MH3075-C2000M. Le déshumidificateur à droite est de type D20A
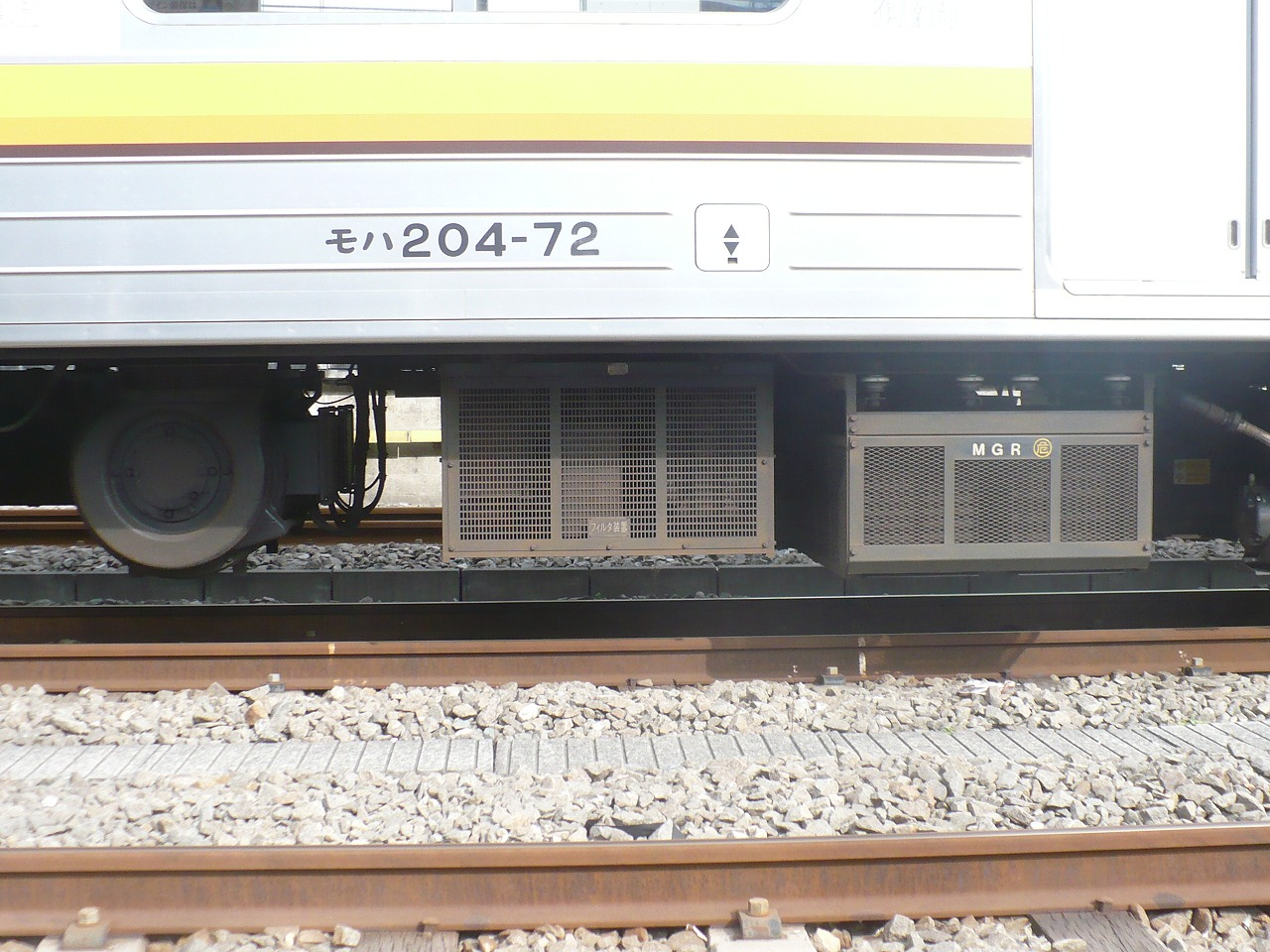
De gaucheà droite, générateur de moteur, dispositif de filtrage, résistance auxiliaire
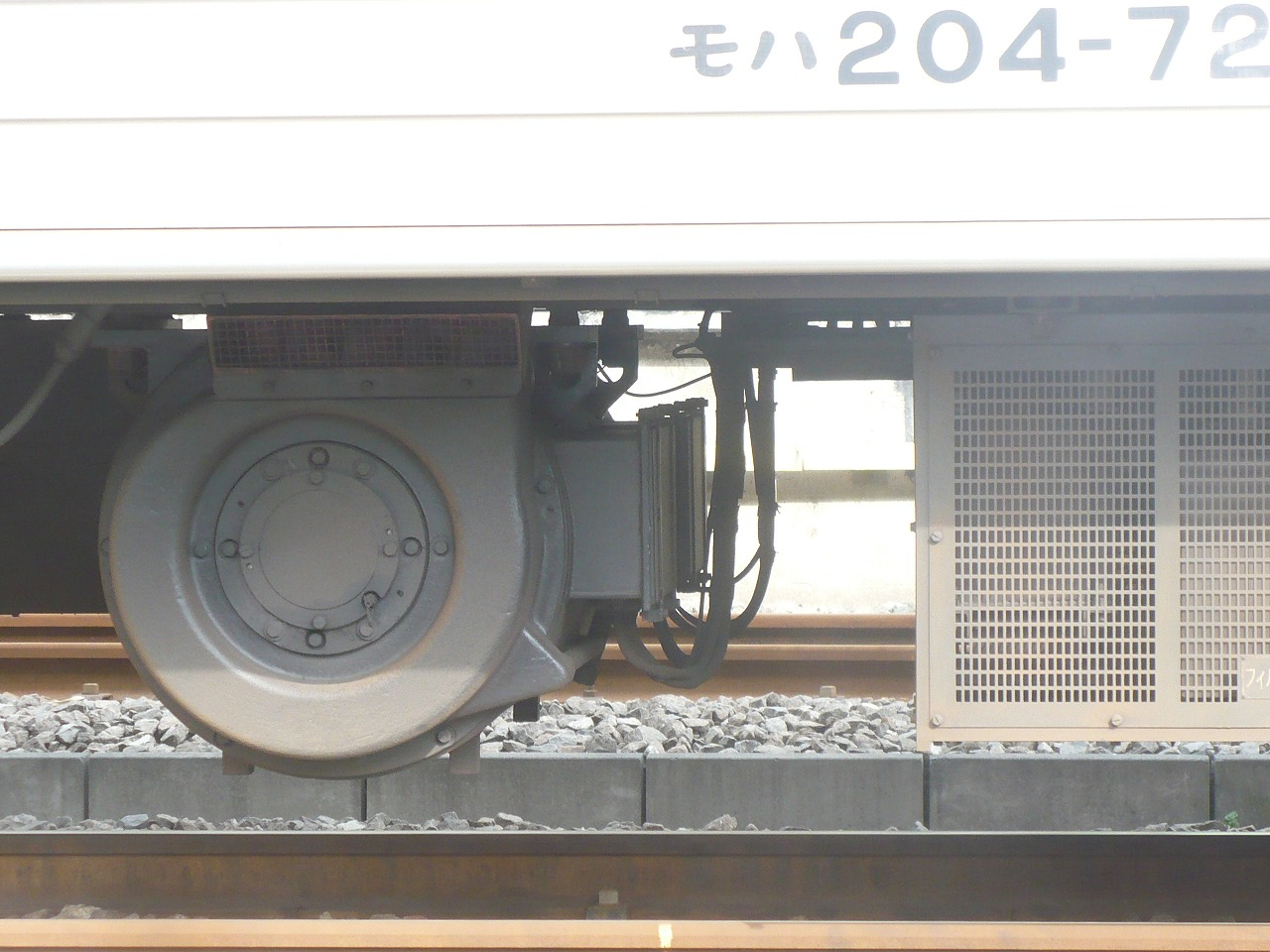
Corps de générateur de moteur de type DM106

De plus, à partir de la troisième option d'expansion budgétaire en 1987 , une révision majeure des spécifications a été effectuée afin de réduire le coût du véhicule . Des trois générateurs de moteur (MG) installés dans le train de 10 voitures, le Moha 204 MG, qui est assemblé au centre du train, est omis et un dispositif de guidage de puissance est installé à la place   De plus, l'excitateur du circuit principal est passé de la méthode de redressement pleine onde à la méthode de redressement demi-onde pour réduire le nombre de diodes de grande capacité utilisées dans le circuit de commande (le dispositif d'excitation est passé du type HS52 au HS52A type).Le dispositif de déshumidification a été modifié pour correspondre au moteur électrique d'une machine dédiée à un type à usage général.

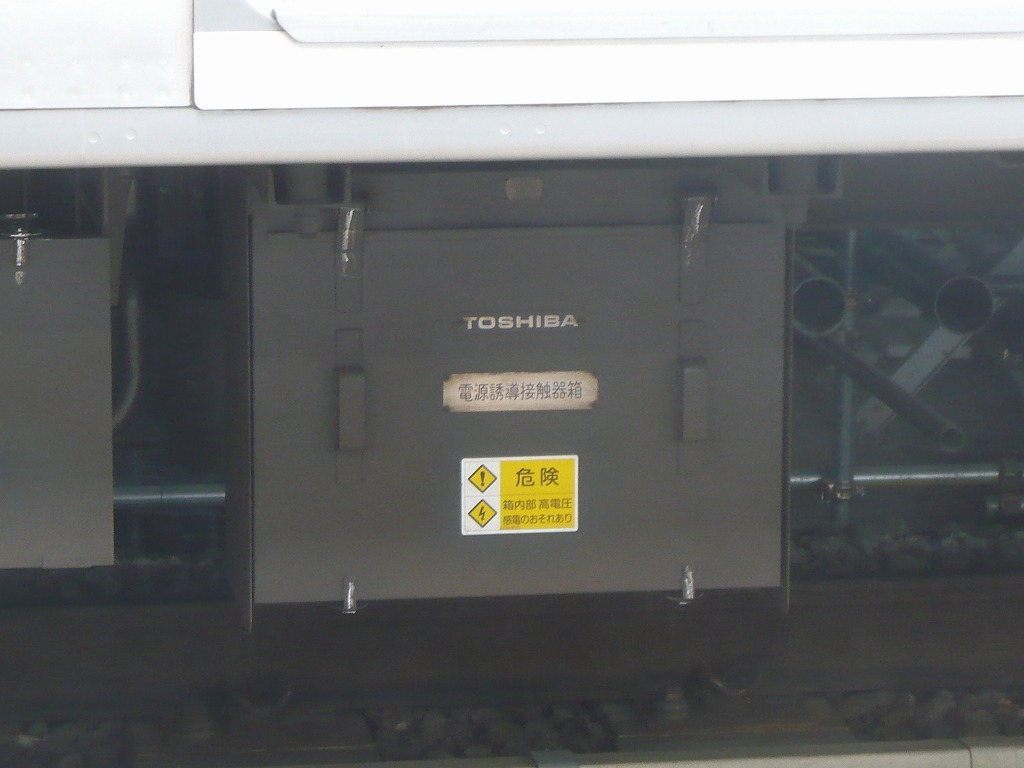
Dispositif de guidage de puissance de type Moha 204 (boîtier de contacteur de guidage de puissance, la photo est une nouvelle voiture pour la ligne Saikyo)
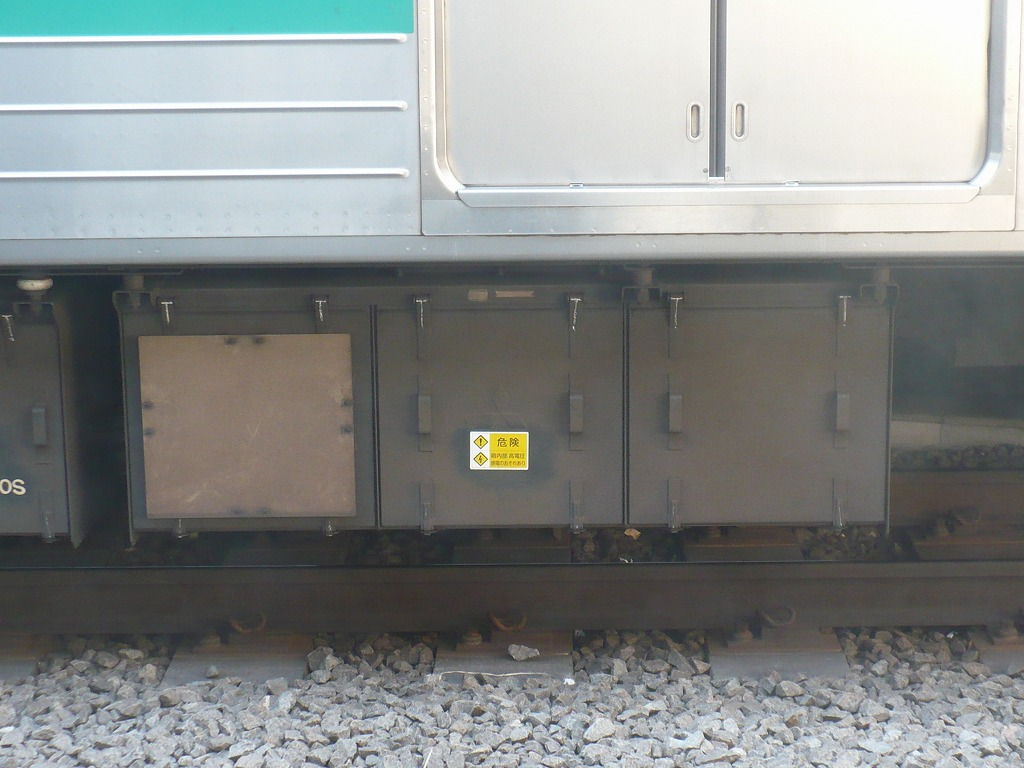
Excitateur de type HS52A avec méthode de rectification demi-onde (la photo est une nouvelle voiture pour la ligne Saikyo)
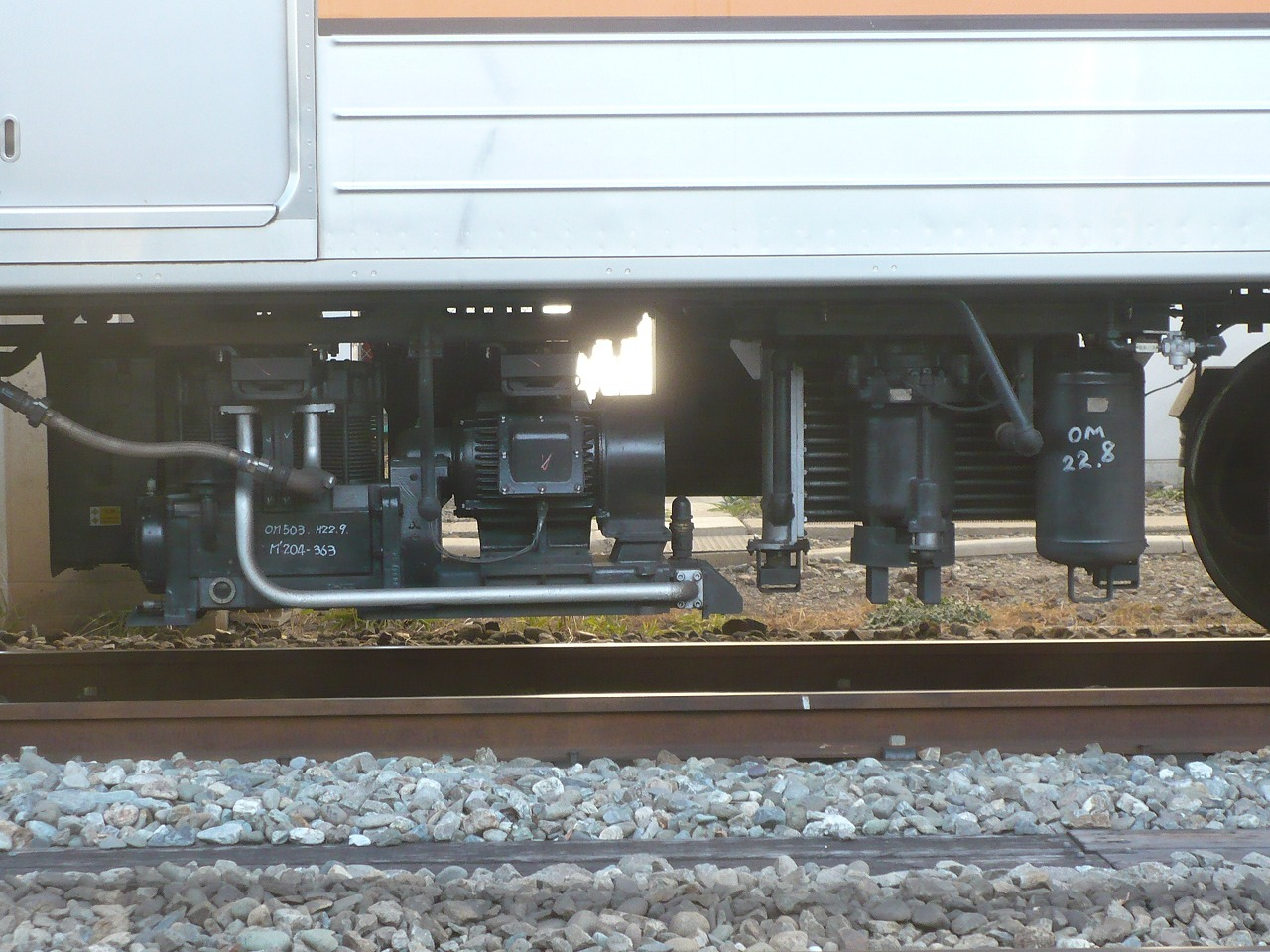
Compresseur d'air de type MH3075-C2000M. Le déshumidificateur à droite est du type D20B amélioré.

## Exploitation

### Actuelle
JR Est (par ordre alphabétique)
- Ligne Nambu :1 ensemble de 2 voitures de la série 205–1000 (à partir de 2002) (reconstruit par JR East à partir des anciens ensembles de la série 205–0) utilisé comme reserve.
- Ligne Senseki : ensembles de 4 voitures de la série 205–3100 (à partir de 2004) (reconstruits par JR East à partir d'anciens ensembles de la série 205–0 avec commandes de porte actionnées par les passagers, toilettes et sièges passagers pouvant être disposés en transversal ou en longitudinal)

JR West (par ordre alphabétique)
- Ligne Nara : ensembles de 4 voitures JR West 205-0 et 205–1000 (transférés des services de la ligne Hanwa )

KAI Commuter (par ordre alphabétique)
- Duri-Tangerang Line : ensembles de la série 8/12 voitures 205 depuis 2018.
- Jakarta Kota-Bogor Line : 8 voitures, 10 voitures (depuis 2014) et 12 voitures (depuis 2015) séries 205.
- Jakarta Kota-Cikarang Line : 8 voitures (depuis 2014), 10 voitures (depuis 2015) et 12 voitures (depuis 2015) séries 205.
- Ligne Jatinegara-Bogor : 8 voitures (depuis 2014), 10 voitures (depuis 2016) 205 séries.
- Rangkasbitung Line : 10 voitures (depuis 2016) ensembles de la série 205
- Yogyakarta Line : 4/8 voitures (depuis 2021) 205 séries

### Passée
JR Est
- Ligne Chūō-Sōbu  :Formations de série E205–0 à 10 voitures (de 1989 à 2001)
- Ligne Hachikō : 5 Formations de 4 voitures de la série 205–3000 (de 2003 au 15 juillet 2018)[Note 11]
- Ligne Kawagoe  : 5 Formations de 4 voitures de la série 205–3000 (de 2003 au 15 juillet 2018)[Note 12] / 10 voitures de la série 205–0 décors (de juillet 1989 à octobre 2016)
- Ligne Keihin-Tōhoku : Formations de E205–0 de 10 voitures (de 1989 à 1996)
- Ligne Keiyō : Formations de 10 voitures E205–0 (de 1990 à 2011)
- Ligne Musashino  : 36 formations de 8 voitures de la série 205–5000 (de 2002 à octobre 2020 ) et 6 formations de 8 voitures de la série 205–0  (de 1991 à octobre 2019)
- Ligne Nambu : 31 formations de 6 voitures 205-0  (dont 4 formations type E205-1200 de 1989 au 9 janvier 2016)
- Ligne Nikkō : 4 formations de la série 205–600 à 4 voitures remis à neuf avec toilettes  (de mars 2013 au 11 mars 2022)[12],[13]
- Ligne Sagami : ensembles de la série 4 voitures 205–500 (x13) (de 1991 à février 2022)[14]
- Ligne Saikyō  : série de 10 voitures 205–0 (de juillet 1989 à octobre 2016) (via le service de Rinkai Line )
- Ligne Utsunomiya : Ensembles de 4 voitures avec toilettes (x8) remis à neuf (de mars 2013 au 11 mars 2022)[12]
- Ligne Yamanote : ensembles de la série 205–0 de 11 voitures (de 1985 à 2005) (initialement des ensembles de 10 voitures)
- Ligne Yokohama : ensembles de la série 205–0 de 8 voitures (x28) (de 1988 au 23 août 2014, initialement des ensembles de 7 voitures)[15]
- Ligne Tsurumi: ensembles de 3 voitures 205–1100  (reforme en 2024) (reconstruit à partir des anciens ensembles 205-0)[16]

JR West
- Service local Tokaido - Sanyō ( Ligne Biwako , Kyoto , Kobe , Fukuchiyama ): ensembles de 7 voitures de la série 205–0 (de 1986 à 2006)
- Service local de Tokaido ( lignes Kyoto , Kobe ): ensembles de 7 voitures de la série 205–0 (de 2011 à mars 2013) (anciennement exploités sur la ligne JR-West Hanwa en tant qu'ensembles de 6 et 8 voitures)
- Ligne Hanwa : ensembles de la série 4 voitures 205-1000 (construits par JR-West) (à partir de 1988), ensembles de la série 6 et 8 voitures 205–0 (de 2006 à 2010; mars 2013 au 16 mars 2018) (anciennement exploité sur les services locaux JR-West Tokaido-Sanyo en ensembles de 7 voitures)

## Variantes

### 205-0
Véhicule de pré-série
Il s'agit d'une série produite et fabriquée en 1984 (Showa 59), et correspond à quatre trains de 10 voitures. Une de chaque a été fabriquée respectivement par Tokyu Vehicle Manufacturing, Hitachi , Nippon Sharyō et Kawasaki Heavy Industries . la  pré série est inclus dans la nomenclature des Séries 0 du classement des séries, et chacun est numéroté 1-. La structure de base est similaire à celles fabriquées par la suite, sauf que la forme de la fenêtre est une fenêtre à guillotine à deux vitres (deux vitres superposées) avec une vitre supérieure descendante et une vitre inférieure ascendante. Les quatre formations ont été mises sur la ligne Yamanote. En 1991 (Heisei 3), la voiture Saha 204 type 0 (1-4) à 6 portes par côté, a été ajoutée a la formation, faisant passer la formation de 10 à 11 voitures sur la Yamanote Line, une disposition toujours en cours, mais désormais avec du matériel différent.
Voiture de série 205-0.
La série 205 a été conçue en 1983 comme un train bon marché à produire, qui pourrait compléter les ensembles de la série 201, qui étaient considérés comme coûteux à produire en raison des systèmes de traction contrôlés par hacheur à thyristor de ces derniers. Le premier ensemble est entré en service sur la ligne Yamanote en 1985 et est, depuis, resté un incontournable du réseau de la flotte JR . Il a été construit à l'origine avec des systèmes de traction contrôlés par résistance et arbres à cames, car ils étaient moins chers à produire que les moteurs contrôlés par hacheur à thyristor ou quelque chose de similaire, mais il s'agissait d'une technologie quelque peu dépassée en raison de l'avènement du variateur de fréquence. Il utilise un design traditionnel avec un corps en acier inoxydable non peint, technique semblable à la plupart des trains de l'époque. Chaque train porte les couleurs correspondant à la ligne ou il est affecté sous forme d'une bande au niveau de la ceinture(technique de reconnaissance toujours en cours).Dans cet article, pour plus de commodité, le type avec une petite fenêtre de porte est classé comme le type ancien , et le type avec une grande fenêtre de porte est classé comme le type tardif .
La série 205(toutes versions) est actuellement utilisée sur des lignes JR East et JR West, mais la série 205-0 arrêtera d'être exploitée à la JR East en 2020 puisque 524 voitures de la série 205–0 ont été expédiés à Jakarta, en Indonésie, de 2013 à 2020, pour poursuivre leur exploitation à l'étranger pour remplacer leur trains de banlieue vieillissants et l'améliorer les transports publics dans le Grand Jakarta par train. Il existe encore des séries 205–0 opérationnelles sur les lignes JR West (Ligne Nara).
La production à l'époque de la JNR ne concernait que le premier modèle, et 30 trains de 10 voitures ont été ajoutés pour la ligne Yamanote, suivis de 4 trains de 7 voitures sur la ligne principale Keihanshin(Ligne Kyoto/Ligne Sanyō). Moins de six mois après l'achèvement des rames de pré série (fin janvier 1985), l'achèvement du 1er train produit en série a commencé (début juillet 1985). En effet, il a fallu détourner 180 voitures de la série 103(soit 22 rames) de la ligne Yamanote, pour la ligne de navettage entre la gare d'Ikebukuro et la gare d' Omiya (embryon de la future ligne Saikyō) , qui ouvrira en septembre de la même année . Au moment de la division et de la privatisation de JNR, deux ans plus tard, 340 voitures pour la ligne Yamanote ont été remises à JR East, et 28 voitures pour la ligne Tokaido / Sanyo ont été remises à JR West.
À partir des trains introduits sur la ligne Yokohama en 1988 (Showa 63), il est designé comme modèle tardif. Les portes pour passagers avec une petite fenêtre, comme la série 201 ont été remplacées par des portes avec une fenêtre de taille générale (plus grandes). À la suite de négociations pour la production du troisième budget en 1988, Kawasaki Heavy Industries a proposé un prix 25% moins cher qu'auparavant sous réserve de commandes importantes, de sorte que l'entreprise sera chargée de la fabrication des 508 voitures,. Cette négociation a eu lieu en mars 1989, et , en plus des 508 voitures de cette série 205, 145 voitures de la série 211 (série 2000 et série 3000), 15 voitures vertes (1re classe) à deux étages (pour être intégré dans les formations de la série 113), soit un total de 668 voitures ont été fabriquées, toutes commandées a Kawasaki Heavy Industries . Il s'agissait de la plus grosse commande reçue pour des négociations commerciales nationales à l'époque . Cette commande est pour les années 1989,et 1990 .La répartition est de 78 voitures pour la ligne Nambu(13 formations), 230 voitures pour la ligne Saikyō(23 formations), 20 voitures pour la Ligne Chūō-Sōbu(2 formations), 60 voitures pour la ligne Keihin-Tōhoku (6 formations) , et 120 voitures pour la ligne Keiyō. De plus, des voitures supplémentaires de la série 0 ont été produites (seulement 40 voitures pour la ligne Musashinō, soit 5 formations, pour la prévision du troisième budget en 1990), également fabriquées par Kawasaki Heavy Industries.
À partir des trains introduits sur la ligne Keiyō en 1990 (Heisei 2), un véhicule avec un design avant considérablement modifié, a été introduit. L' année suivante , cette nouvelle version a été introduite sur la ligne Musashinō, et le nez du train, (qui a été conçu avec l'inspiration de Tokyo Disneyland qui se trouve sur le long de la ligne), est appelé "visage de conte de fées" par les fans de chemin de fer. Pour la ligne Keiyō et la ligne Musashinō, la zone frontale conventionnelle est passée de l'acier inoxydable, à une structure dans laquelle toute la partie frontale est recouverte de produits moulés en FRP.(Plastique renforcé de fibres). La couleur de la peinture de la carrosserie est blanche avec bande rouge pour la ligne Keiyō et argentée avec bandes orange et noire pour la ligne Musashinō. Avec la livraison des rames pour la ligne Musashinō, l'expansion de la série 205 dans JR East a été achevée (à l'exception de la voiture 6 portes pour la ligne Yokohama introduite en 1994), et à partir de 1992, elle recevra des série 209 à onduleur VVVF . De plus, bien plus tard, lors du renouvellement des lignes Keiyo et Musashino, les voitures de tête sont généralement transférées à la ligne Yamanote (pour créer la 11e voiture).
Dans de nombreux cas, le type de girouette papier sur enrouleur est également remplacé par le type pastille ou diodes à cause d'une mauvaise visibilité due aux reflets ou de nuit. Jr East a essayé également de rendre plus facile à comprendre et reconnaitre le numéro du train et le numéro de la formation.
 Formations 
Legende (valable pour tous les tableaux) :
- Cont: Dispositif de contrôle du véhicule,
- SIV : Alimentation auxiliaire (onduleur statique)
- MG : convertisseur statique (ancêtre du SIV) (190 kVA moteur sans balai MG)
- CP: Compresseur d'air,
- VVVF : Onduleur de tension systeme de contrôle de puissance
- ♀: Véhicule réservé aux femmes
- <>,< ou > : pantographe
- MoHa ou Moha (モハ) →Motrice sans cabine
- SaHa ou Saha (サハ) →Remorque sans cabine
- KuHa ou Kuha (クハ) →Remorque avec cabine
- KuMoHa ou Kumoha (クモハ) →Motrice avec cabine

Ligne Yamanote 
Configuration type de 6M4T à 10 voitures sur la Yamanote
|              | ← Anti-horaire (interieur)Horaire (exterieur) → |          |          |          |         |          |          |          |          |          |
|              |                                                 |          |          |          |         |          |          |          |          |          |
| Voiture No.  | 10                                              | 9 <>     | 8        | 7        | 6 <>    | 5        | 4        | 3 <>     | 2        | 1        |
| Designation  | Tc'                                             | M        | M'       | T        | M       | M'       | T        | M        | M'       | Tc'      |
| Numerotation | KuHa 205                                        | MoHa 205 | MoHa 204 | SaHa 205 | MoHa205 | MoHa 204 | SaHa 205 | MoHa 205 | MoHa 204 | KuHa 204 |
| Equipement   |                                                 | Cont     | MG, PC   |          | Cont    | CP       |          | Cont     | MG ,CP   |          |

Formation à 11 voitures sur la Ligne Yamanote (6M5T)
|              | ← Anti-horaire (interieur)Horaire (exterieur) → |                     |          |          |          |         |          |          |          |          |          |
|              |                                                 |                     |          |          |          |         |          |          |          |          |          |
| Voiture No.  | 11                                              | 10                  | 9 <>     | 8        | 7        | 6 <>    | 5        | 4        | 3 <>     | 2        | 1        |
| Designation  | Tc'                                             | T'                  | M        | M'       | T        | M       | M'       | T        | M        | M'       | Tc'      |
| Numerotation | KuHa 205                                        | Saha 204 (6 portes) | MoHa 205 | MoHa 204 | SaHa 205 | MoHa205 | MoHa 204 | SaHa 205 | MoHa 205 | MoHa 204 | KuHa 204 |
| Equipement   |                                                 | CDD                 | Cont     | MG, PC   |          | Cont    | CP       |          | Cont     | MG ,CP   |          |

Ligne Keihin Tohoku 
Configuration type de (6M4T) à 10 voitures sur la Keihin Tōhoku
|              | ← ŌmiyaŌfuna → |          |          |          |         |          |          |          |          |          |
|              |                |          |          |          |         |          |          |          |          |          |
| Voiture No.  | 10             | 9 <>     | 8        | 7        | 6 <>    | 5        | 4        | 3 <>     | 2        | 1        |
| Designation  | Tc'            | M        | M'       | T        | M       | M'       | T        | M        | M'       | Tc'      |
| Numerotation | KuHa 205       | MoHa 205 | MoHa 204 | SaHa 205 | MoHa205 | MoHa 204 | SaHa 205 | MoHa 205 | MoHa 204 | KuHa 204 |
| Equipement   |                | Cont     | MG, PC   |          | Cont    | CP       |          | Cont     | MG ,CP   |          |

Ligne Saikyo
Configuration type de (6M4T) à 10 voitures sur la Saikyō
|              | ← Ebina, Hazawa yokohama-kokudai, Shin-Kiba, ŌsakiŌmiya, Kawagoe → |          |          |          |         |          |          |          |          |          |
|              |                                                                    |          |          |          |         |          |          |          |          |          |
| Voiture No.  | 10                                                                 | 9 <>     | 8        | 7        | 6 <>    | 5        | 4        | 3 <>     | 2        | 1        |
| Designation  | Tc'                                                                | M        | M'       | T        | M       | M'       | T        | M        | M'       | Tc'      |
| Numerotation | KuHa 205                                                           | MoHa 205 | MoHa 204 | SaHa 205 | MoHa205 | MoHa 204 | SaHa 205 | MoHa 205 | MoHa 204 | KuHa 204 |
| Equipement   |                                                                    | Cont     | MG, PC   |          | Cont    | CP       |          | Cont     | MG ,CP   |          |

### SaHa 204
En 1990 la JR East installe des voitures à six portes par face pour faire face à la congestion aux heures de pointe sur les lignes les plus saturées. Les voitures ont des sièges rabattables pour augmenter le nombre de places debout, augmentant la capacité le matin lorsque l'heure la plus chargée est atteinte. Les sièges peuvent être verrouillés automatiquement par le conducteur du train. L'heure à laquelle les places sont disponibles varie en fonction de la section de ligne. Sur la ligne Yamanote, la ligne Saikyo et la ligne Rinkai, ils sont déverrouillés(donc position utilisable) à 10h00. Sur la ligne Yokohama, les sièges sont déverrouillés à 9h00. Sur toute la ligne, au moment, tous les conducteurs déverrouillent en même temps sur tous les trains. Lorsque le verrou est relâché, une lampe installée à l'extrémité du siège s'allume et les passagers peuvent tirer manuellement les sièges pour les utiliser (il s'agit d'un type manuel pour la sécurité et éviter le déploiement intempestif sur un passager). Quant au stockage, il est automatiquement relevé (à l'aide de ressorts et d'amortisseurs à gaz) sur simple pression d'un bouton après être entré dans le dépôt sans passagers. Il y a un autocollant à l'intérieur de la voiture pour indiquer que vous ne pouvez pas utiliser votre siège jusqu'à l'heure d'annulation. Par conséquent, selon le train, il y avait ceux qui pouvaient être utilisés près de la gare de déchargement et ceux qui avaient des sièges que les passagers ne tiraient pas car les trains étaient encore trop saturés. De plus, pour éviter toute altération, le siège, une fois retiré par le passager, est verrouillé et ne peut pas être rangé manuellement.
La carrosserie utilise une structure de panneau développée par Kinki Vehicle pour réduire les coûts et améliorer les performances. Il s'agit d'un panneau fait d'un matériau de renforcement appelé panneau à fossettes. Les spécifications ont été revues et la hauteur de chaque entrée a été modifiée de 1 800 à 1 850 mm, une fenêtre verticale a été placée entre les portes et les fenêtres latérales ont été modifiées de la dimension verticale de 880 à 1 050 mm. C'est aussi dans le but de s'adapter à la morphologie des gens modernes et de réduire la sensation de pression dans la voiture pendant les heures de pointe. En plus de la structure de type panneau, la fenêtre descendante de type unité de mécanisme d'équilibrage de type amortisseur à gaz vers la fenêtre latérale et la porte client utilisant la structure en nid d'abeille ont été une motivation pour incorporer les technologies uniques aux véhicules Kinki.
Contrairement au type de caoutchouc laminé conique conventionnel, le bogie utilise le support de boîte d'essieu de type rouleau en caoutchouc de type TR241B adopté dans la série 651. De plus, le dispositif de remorquage est passé du type liaison à un type à liaison en Z(ce système n'existe que dans les années 1990 et 2000)

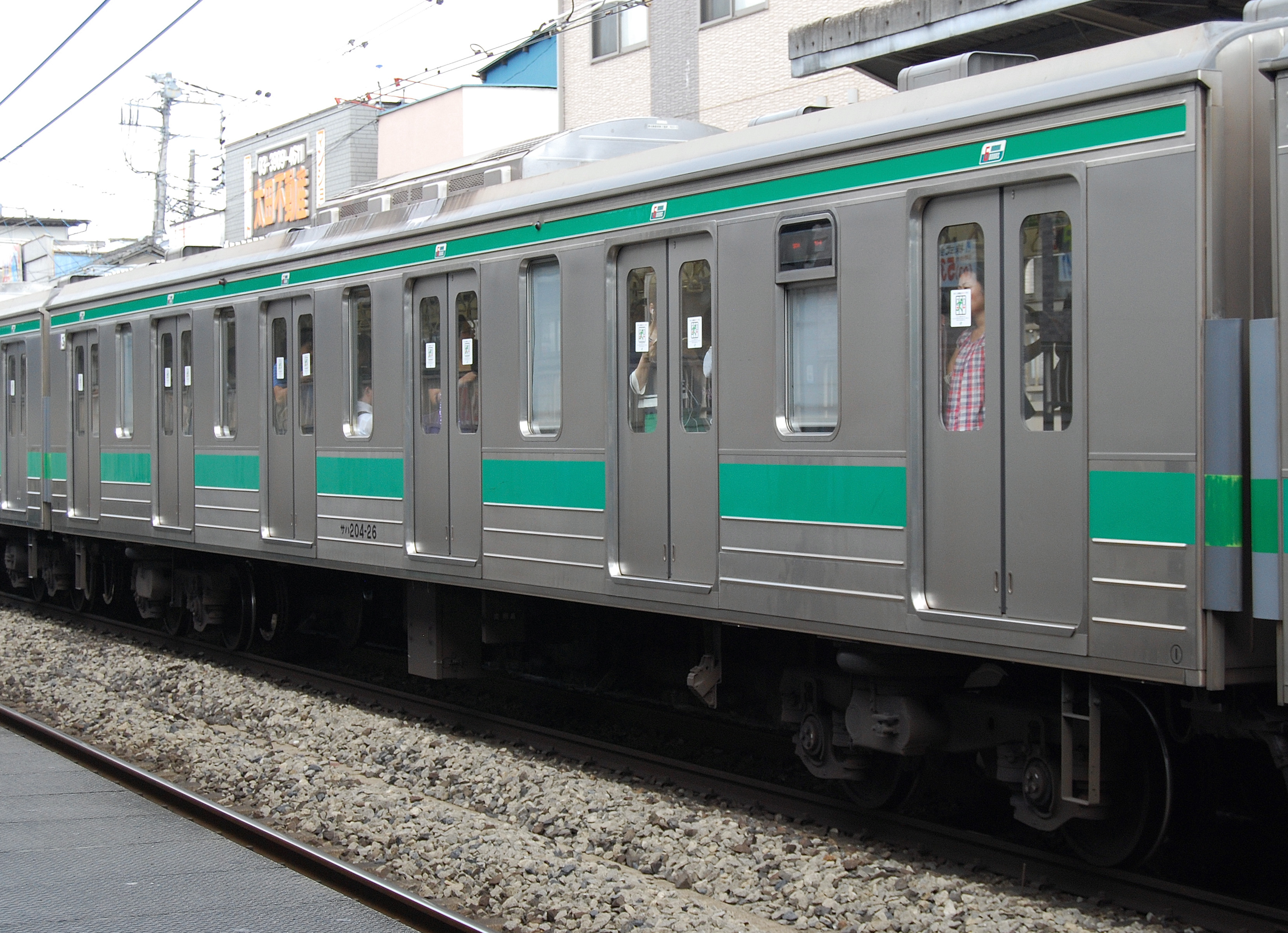
une voiture a 6 porte type SaHa 204 sur la Saikyo Line
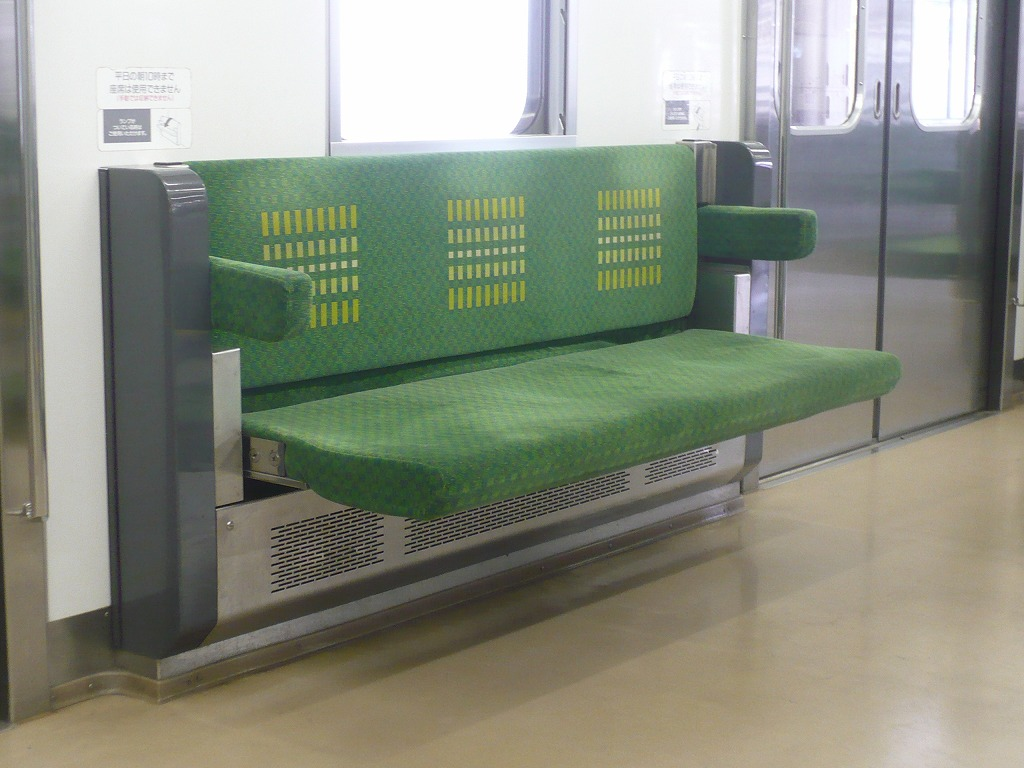
Strappontain déverrouillé en Heure Creuses
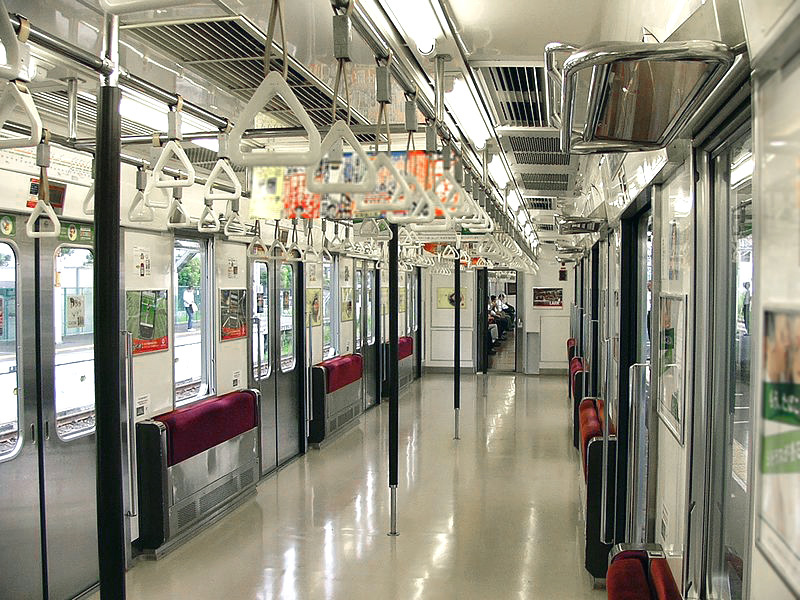
Vue  lors du verrouillage type heure de pointe
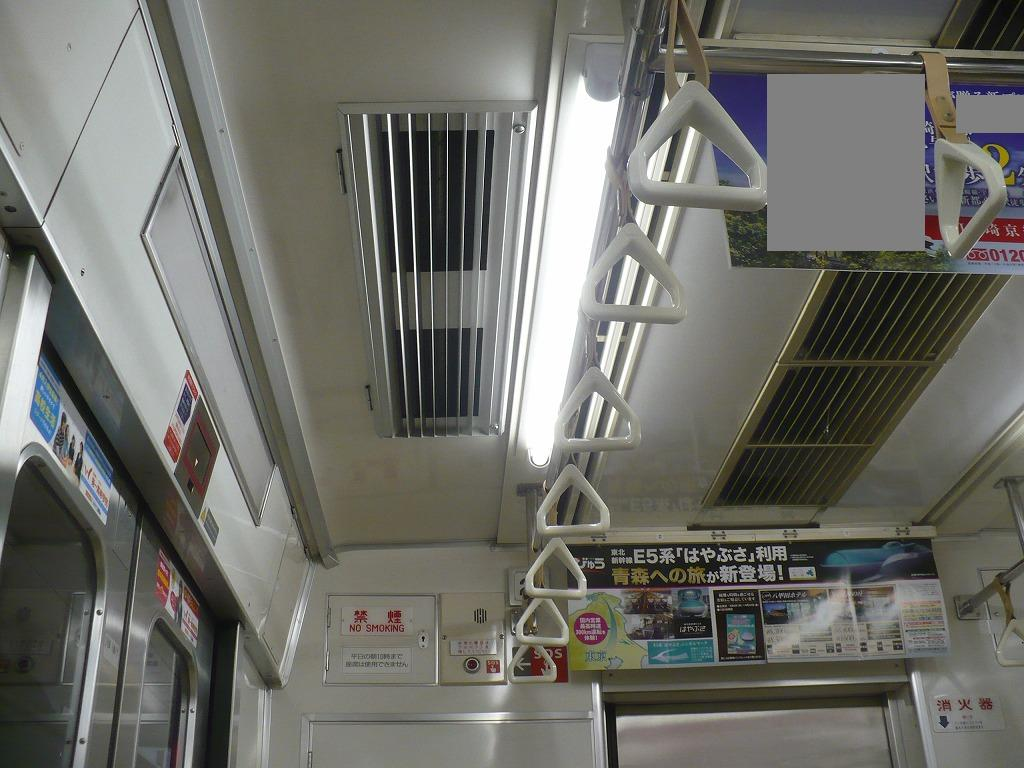
Vue de la sortie de la climatisation

En raison de la structure des sièges, le dispositif de chauffage ne peut pas être installé sous le siège comme par le passé, c'est pourquoi le chauffage par le sol(床暖房（ゆかだんぼう) Yukadanbo en japonais, qui est rarement utilisé dans les voitures de chemin de fer, est adopté. De plus, une petite gaine de chauffage est installée sous le siège comme avant. Il s'agit d'un accessoire, le chauffage ne fonctionne que lorsque le siège est occupé.
Le climatiseur utilise le type AU717 (50 000 kcal/h・58,0 kW), qui a une capacité d'environ 20 % par rapport au modèle conventionnel car l'ouverture de la porte est grande. La méthode de contrôle est une méthode d'onduleur qui utilise 600 V CC comme source d'alimentation (conventionnellement, une méthode de contrôle du taux de fonctionnement qui utilise une source CA triphasée). Au plafond, des ventilateurs auxiliaires (ligne delia) sont ajoutés de 4 à 6, et un circulateur est installé en haut de chaque porte.
Dans la voiture, le nombre de poignées de maintien a été significativement augmenté passant de 98 (voiture intermédiaire 4 portes avant agrandissement) à 150, et 5 arceaux avec protecteur enroulé dans la coursive centrale. La position installée n'est pas au centre de la plate-forme, mais devant (entre) les sièges. Il a été installé parce que les sièges étaient escamotables et qu'il n'y avait pas de place pour s'agripper près de la porte. Comme il y a six portes dans la voiture, le nombre de sièges est de 30, ce qui est inférieur au nombre de véhicules ordinaires à 4 portes (54 sièges). Cependant, la largeur du siège pour une personne a été étendue à 450 mm. De plus, en raison de la particularité du siège auxiliaire qui ne peut pas être utilisé en raison de la période ci-dessus, la série 205 n'a pas de siège prioritaire. D'autre part, il est compatible avec l'accès facile en installant ici un espace pour fauteuil roulant en utilisant l'extrémité du véhicule.
L'ouvre-porte d'urgence de chaque porte est installé sur le dessus de la porte, recouverte de verre,
Dans les voitures de la ligne Yamanote, un service d'information utilisant un moniteur d'affichage embarqué a été lancé à titre d'essai. Ceci est destiné à JR East pour fournir des informations en temps opportun en vue d'améliorer les services aux passagers.
En ce qui concerne l'écran d'affichage embarqué, le Saha 204-901 utilise un écran à cristaux liquides de 5 pouces et le Saha 204-902 utilise un écran mince de type CRT de 6 pouces, situé au-dessus de chaque porte. Les contenus diffusés comprennent des actualités, des prévisions météorologiques, des publicités par diffusion de texte, des informations sur les relations publiques de JR East et des vidéos sur l'environnement, y compris des informations sportives. Ce sera installé officiellement adopté dans les véhicules produits en série ultérieurement. Il y a une antenne de réception dans le ventilateur sur le toit, un tuner, un contrôleur pour le contrôle des paramètres.
Comme il n'y a pas d'équipement/infrastructures de support pour permettre la diffusion des informations via les écrans ailleurs que la ligne Yamanote, lorsque la série E231-500 a été introduite sur la dite ligne, les SaHa 204 furent transférée sur d'autres lignes comme la ligne Saikyo ou la ligne Yokohama, et l'absence de réseau a fait que les écrans à cristaux liquides ne fonctionnaient pas et les antennes de réception ont été retirés. Seule cette voiture n'avait pas de girouette latérale fonctionnelle, mais ensuite elles furent modifiées pour la Saikyo Line par des fenêtres différentes et des girouettes du type LED.
Comme mentionné ci-dessus, avec le remplacement par la série E231- 500, l'exploitation des Séries 205 sur la ligne Yamanote a pris fin le 17 avril 2005. De 2001 à 2008, les voitures de la série 0 ont été converties au centre de matériel roulant de Kawagoe et exploitées sur la ligne Saikyo et la ligne Rinkai, et d'autre à Kamakura pour la Yokohama Line. Les E205-0 ont été convertis au dépôt de matériel roulant général (actuellement Kamakura Rolling Stock Center) et exploité avec la série 205-1000 nouvellement placée sur la ligne Yokohama. En février 2014, avec l'arrivée des séries E233-6000 et 7000. les opérations sur les lignes Saikyo et Rinkai et sur la ligne Yokohama ont pris fin le 23 août de la même année.

### 205-500
Une nouvelle version a été introduite avec l'électrification de la ligne Sagami le 16 mars 1991 . Comme il y a beaucoup de changements par rapport aux véhicules de la génération précédente, il est nommé  série 205-500. (2M2T (Tc M M'Tc') sur une formation de 4 voitures)  .
Étant donné que cette version est exclusivement destinée à la ligne Sagami, le design avant a été considérablement modifié en tant que nouvelle image de la ligne, le choix en une forme carrée des phares et des feux arrière a été choisi . De plus, comme il existe de nombreux passages à niveau sur la ligne Sagami, une jupe est installée pour la première fois sur cette série comme contre-mesure contre les accidents aux passages à niveau   .
Il y a deux bandes de couleur, bleu clair et bleu-vert, et la bande au-dessus de la fenêtre latérale est omise. De plus, la marque JR sur le côté est passée du noir au vert, qui est également la couleur de l'entreprise .
La coloration intérieure de la voiture a été modifiée pour la première fois dans cette série, et en passant des couleurs chaudes au bleu avec une sensation rafraîchissante, l' image de la « rivière Sagami » qui coule le long de la voie ferrée a été créée . Les motifs des placages, des revêtements de sol, des rideaux, etc. ont été modifiés, et la moquette du siège a adopté une couleur bleu-vert. Un systeme de porte semi-automatique a été ajouté du point de vue de l'isolation thermique intérieure, de sorte que l'interrupteur conducteur installé dans la cabine du conducteur est équipé d'un sélecteur qui bascule entre le mode automatique et semi-automatique en actionnant une clé. Pour les passagers un bouton d'ouverture de porte est installé près des portes . Le dispositif de fermeture de porte (moteur de porte pneumatique) a adopté un "moteur de porte à action directe" avec une partie supérieure intégrée de la porte en tenant compte de l'entretien du type de stockage sous le siège conventionnel (type à double cylindre de diamètre différent type à crémaillère différentielle ) .
Étant donné que toutes les lignes seront traitées comme des portes semi-automatiques tout au long de l'année, des autocollants indiquant ce fait sont apposés sur chaque porte. En 2004 pour la formation R1 et en 2009 pour la formation R2-R13, l'interrupteur de porte a été mis à jour et un carillon de porte a été installé  , et la porte a été annoncée vocalement en sortant de la voiture.
Pour la première fois, la coloration de la salle de l'équipage a été revue, et la salle conventionnelle est passée du vert clair et le support d'instrument au vert foncé, a été changé en couleur ivoire et le support d'instrument a été changé en gris foncé. À l'extrémité droite du tableau de bord de la cabine, un "dispositif de surveillance de type MON5" avec une fonction d'assistance à l'équipage a été installé à la place du simple dispositif de surveillance . Lorsque le type MON5 a été introduit pour la première fois, le corps principal était le FC-9801 , et un écran CRT de 14 pouces était utilisé  . Cet appareil a ensuite été mis à jour vers un système modifié du "dispositif de surveillance de type MON3" qui sera utilisé dans les séries 651 et 215.
La plupart d'entre eux sont fabriqués par Tokyu Vehicles, mais les voitures intermédiaires de formation R12 et R13 ont été fabriquées à l' usine Ofuna de JR East.
De janvier à mars 2009, les pantographes de type G de tous les trains ont été remplacés par le type PS33E à bras unique.
Ces dernières années, l'éclairage intérieur de tous les trains a été remplacé par des LED, et la bande de carrosserie est passée de la couleur bicolore bleu-vert clair au début de la nouvelle production à une couleur bicolore bleu foncé proche du ciel bleu, qui est la couleur de la bande de corps de la ligne Keihin Tohoku(dont la ligne Sagami est une sorte de branche).
De plus, à partir de décembre 2017, les phares de la formation R6 ont été remplacés par des LED, et depuis lors, la conversion des 13 formations en phares à LED est terminée.
En raison du remplacement par la série E131 - 500 , l'exploitation commerciale a été interrompue le 25 février 2022.
|              | ←Chigasaki Hashimoto / Hachiōji→ |          |          |          |
|              |                                  |          |          |          |
|              |                                  |          |          |          |
| Voiture No.  | 1                                | 2 <      | 3        | 4        |
| Designation  | Tc                               | M        | M'       | Tc'      |
| Numerotation | KuHa 205                         | MoHa 205 | MoHa 204 | KuHa 204 |
| Poids (t)    | 24.9                             | 32.4     | 34.2     | 24.9     |
| Equipement   |                                  | Cont     | SIV,CP   |          |

- La MoHa 205-500 est equipée avec 2 pantographe Type PS33E à un bras.

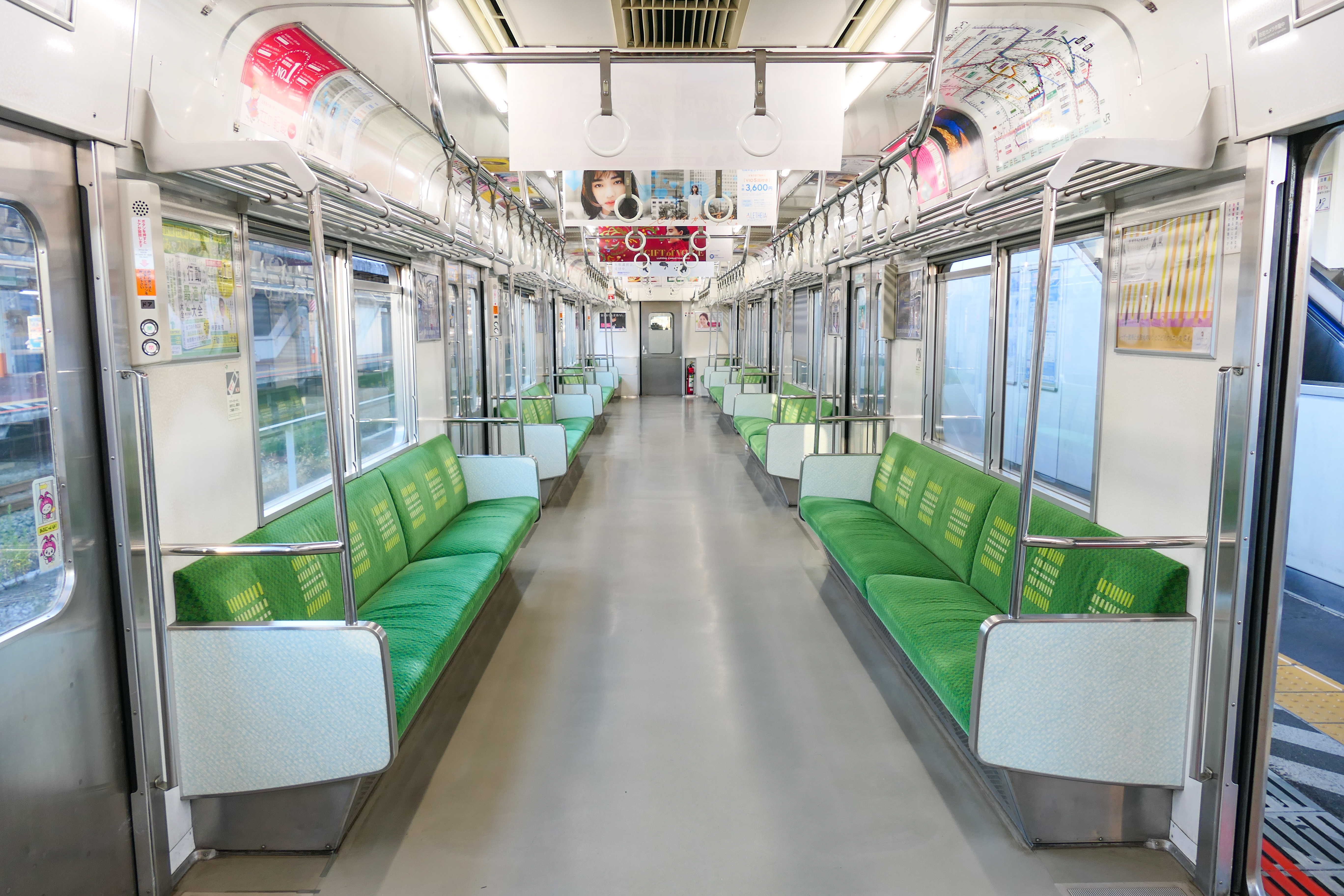
Interieur rénové
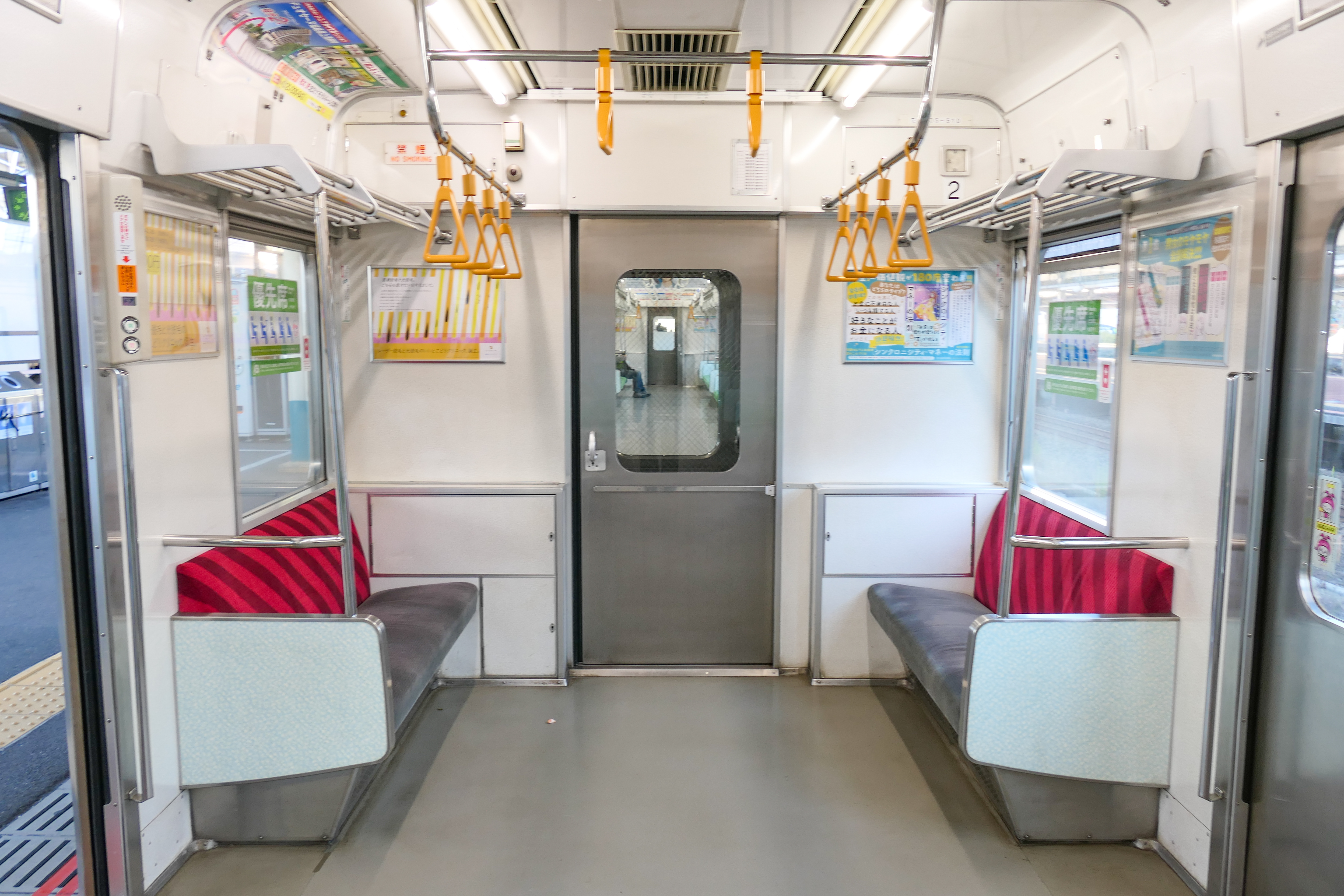
Sieges prioritaires
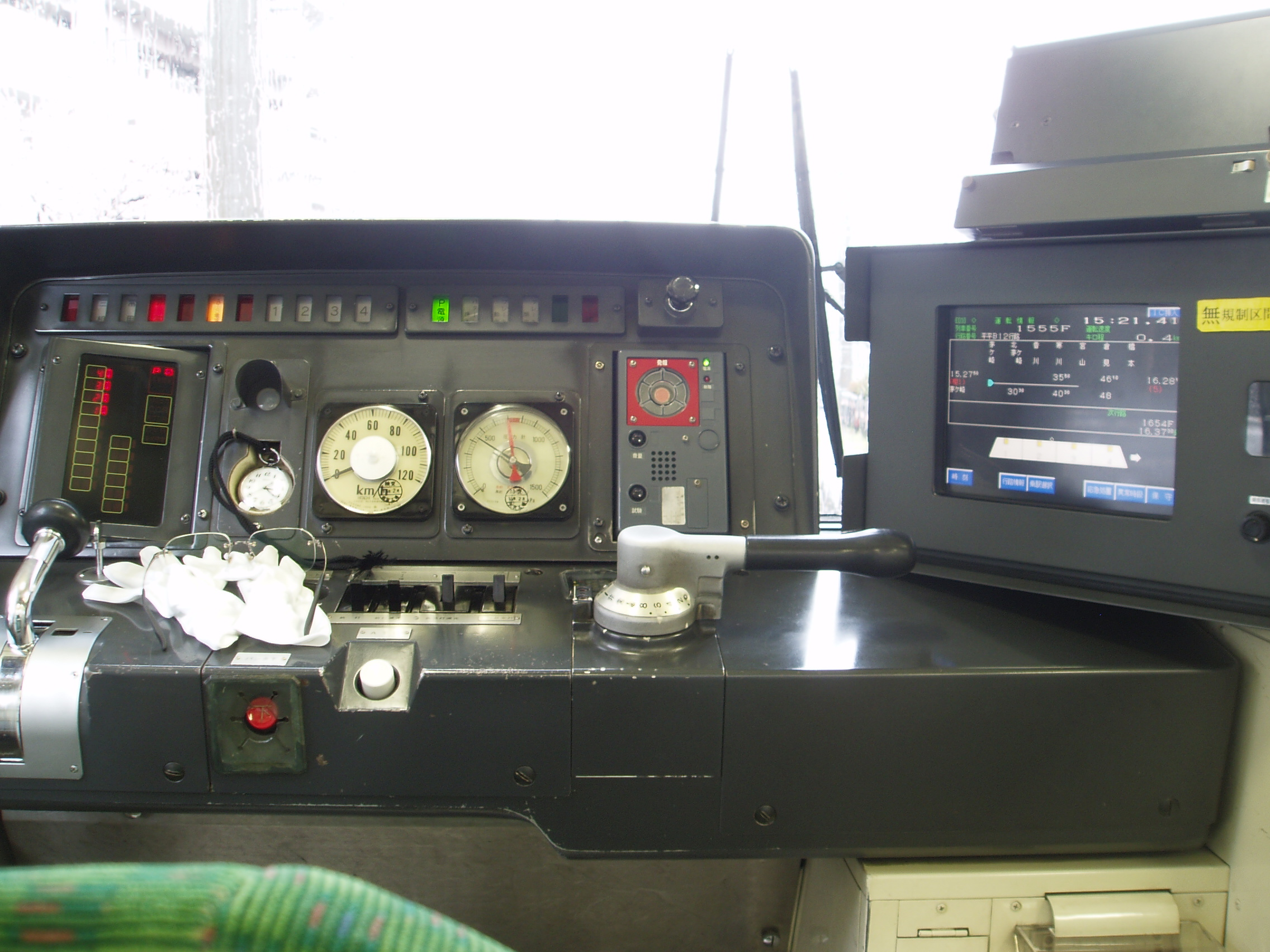
Poste de conduite
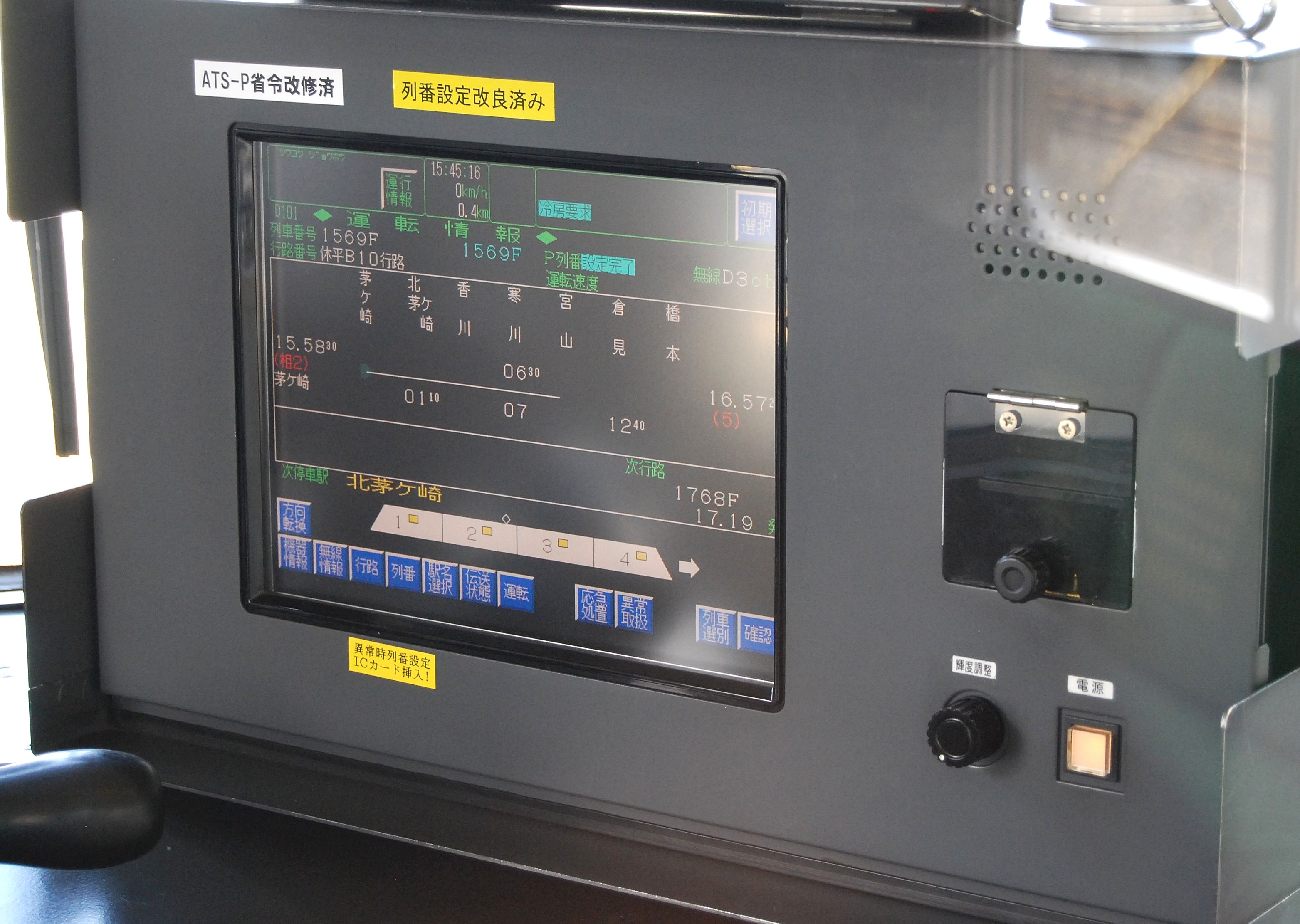
Moniteur de controle
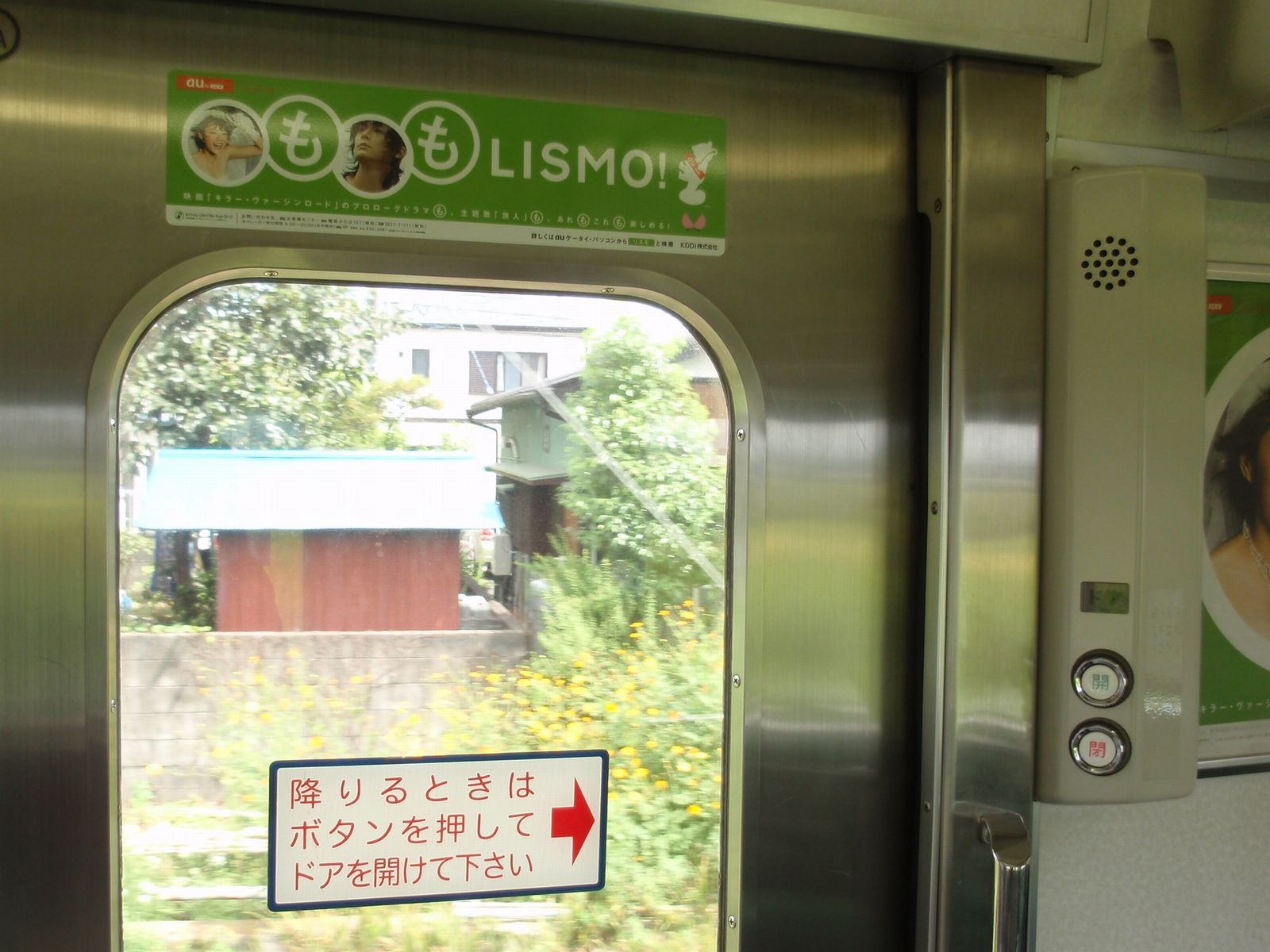
Affiche avertissant du système d'ouverture semi automatique

### E205-600
La série 205-600 fut créée en remplacement de la série 107-0 qui appartenait au centre de véhicules de Koyama et exploitée sur la Nikko Line ,ainsi que remplaçant la série 211 appartenant au centre de véhicules de Takasaki ,et fut exploitée entre la gare de Koganei et la gare de Kuroiso sur la ligne Utsunomiya . La serie 205 est devenue excédentaire en raison de l'introduction de la série E233-5000 sur la Keio Line en 2012/2013 . Certaines formations de serie 205 de la ligne Keio furent remodelées au Keiyo Vehicle Center en formation a 4 voitures avec nouvelle face avant. Des formations de E205 appartenant au Kawagoe Rolling Stock Center (lié a la ligne Saikyo )sont devenues excédentaires en raison de l'introduction de la série E233-7000 et furent également modifiés comme celles issu de la Keio Line.
Un total de 48 voitures, soit 12 formations  à 4 voitures avec un ratio MT de 2M2T, furent placées au Koyama Vehicle Center, pour la ligne Utsunomiya, elle sera également exploitée par Nikko Line  . Parmi ceux-ci, les formations Y1-Y10 sont issues de Keiyo Vehicle Center, et les formations Y11  et Y12 sont issues du Kawagoe Rolling Stock Center, donc l'avant est différent  .
La bande de couleur de ligne du véhicule pour Nikko Line a trois couleurs : brun rubis classique, or ,et crème ,similaires à la voiture rétro-peinte de la série 107 qui fonctionnait sur la même ligne. Un autocollant emblème avec un lieu célèbre comme motif est attaché .D'autre part, la bande de couleur de ligne des véhicules de la ligne Utsunomiya ont la même couleur de la Shonan-Shinjuku Line comme les séries E231-1000 .
Pour la première voiture, l' affichage du numéro de fonctionnement  avant (numéro mission) a été changé en LED , et un coupleur électrique a été ajouté en considération du fonctionnement en UM2 de deux trains de 4 voitures  . Le dispositif de sécurité est équipé d' ATS-P et ATS-S N . De plus, le Kuha 205 dispose d'une nouvelle grande toilette de style occidental pour fauteuils roulants et d'un espace pour fauteuils roulants .
Il n'y a pas de changements majeurs à l'intérieur de la voiture, mais la moquette des sièges et les rideaux des vitres latérales ont été remplacés . De plus, compte tenu du fonctionnement dans les régions froides, un radiateur de rail a été installé sous le rail de la porte passager, et la capacité du radiateur a été remplacé et augmenté de 750 W à 1 000 W par unité  .L'installation de portes semi-automatique a imposé l'installation d' un nouvel interrupteur d'ouverture/fermeture qui est placé à côté des portes intérieures et extérieures de la voiture, et un carillon de porte a été nouvellement installé à l'extérieur du véhicule .
Il n'y a pas de changements majeurs dans l'équipement technique, mais des mesures de résistance au froid ont été prises pour le compresseur d'air, un réchauffeur a été ajouté au déshumidificateur qui l'accompagne et les batteries de stockage ont été remplacées . Le pantographe de type Moha 205(Type G) a été remplacé par un type à bras unique (Type PS33F), et un deuxième pantographe pour le dégivrage a été ajouté . L'accélération de démarrage de la série 205-600 est de 1,7 km/h/s, et la décélération est de 3,6 km/h/s.
Étant donné que le dispositif de freinage se déplace sur une section de pente de 25 ‰ dans la ligne Nikko, des freins décélérants et des freins résistants à la neige ont été ajoutés, et la capacité de la résistance principale a été augmentée . Comme mesure similaire contre les pentes, le véhicule électrique sera équipé d'un dispositif d' injection d'adhésif de type "Cerajet" ( injection de poudre d'oxyde d'aluminium ) pour éviter le patinage des roues  .
Nikko a commencé l'exploitation commerciale le 24 août 2013 sur la ligne Utsunomiya (entre la gare d'Utsunomiya et la gare de Kuroiso) à partir de la révision des horaires du 16 mars 2013 . Depuis le début, les deux ont fonctionné entre la gare de Koganei et la gare d'Utsunomiya, qui sert également d'entrepôt et de livraison au centre de véhicules de Koyama.
La formation Y3 (ancienne formation Keiyo 4) pour Nikko Line a été transformée en 2018 en voiture Iroha.
Avec la révision des horaires du 12 mars 2022, la ligne Utsunomiya entre Utsunomiya et Kuroiso et la ligne Nikko ont été remplacées par la série E131 , et toutes les voitures, y compris les voitures "Iroha", ont été ferraillées.
Les formations à 4 voitures, numérotées Y1 to Y12, sont composées en 2M2T.
|                         | ←Kuroiso Koganei→ |              |              |              |
|                         |                   |              |              |              |
|                         |                   |              |              |              |
| Voiture No.             | 1                 | 2            | 3            | 4            |
| Designation             | Tc'               | M'           | M            | Tc           |
| Numérotation            | KuHa 204-600      | MoHa 204-600 | MoHa 205-600 | KuHa 205-600 |
| Poids (t)               | 25.3              | 34.5         | 33.1         | 26.4         |
| Capacité (Total/sieges) | 136/48            | 144/54       | 144/54       | 139/42       |

- La MoHa 205-600 est équipé de deux pantographes Type PS33F
- La KuHa 205-600  a un espace UFR et des toilettes universelle.

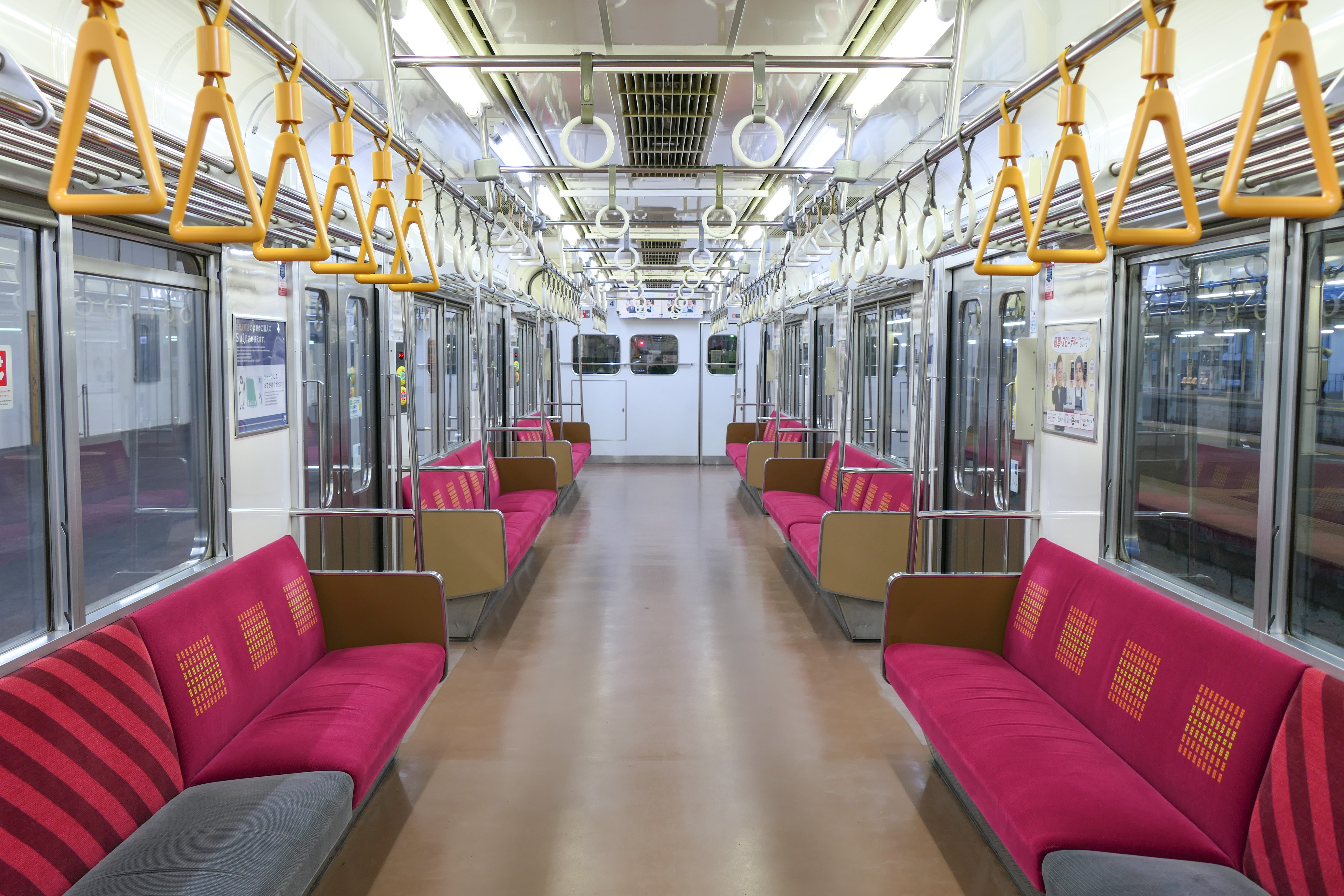
Interieur
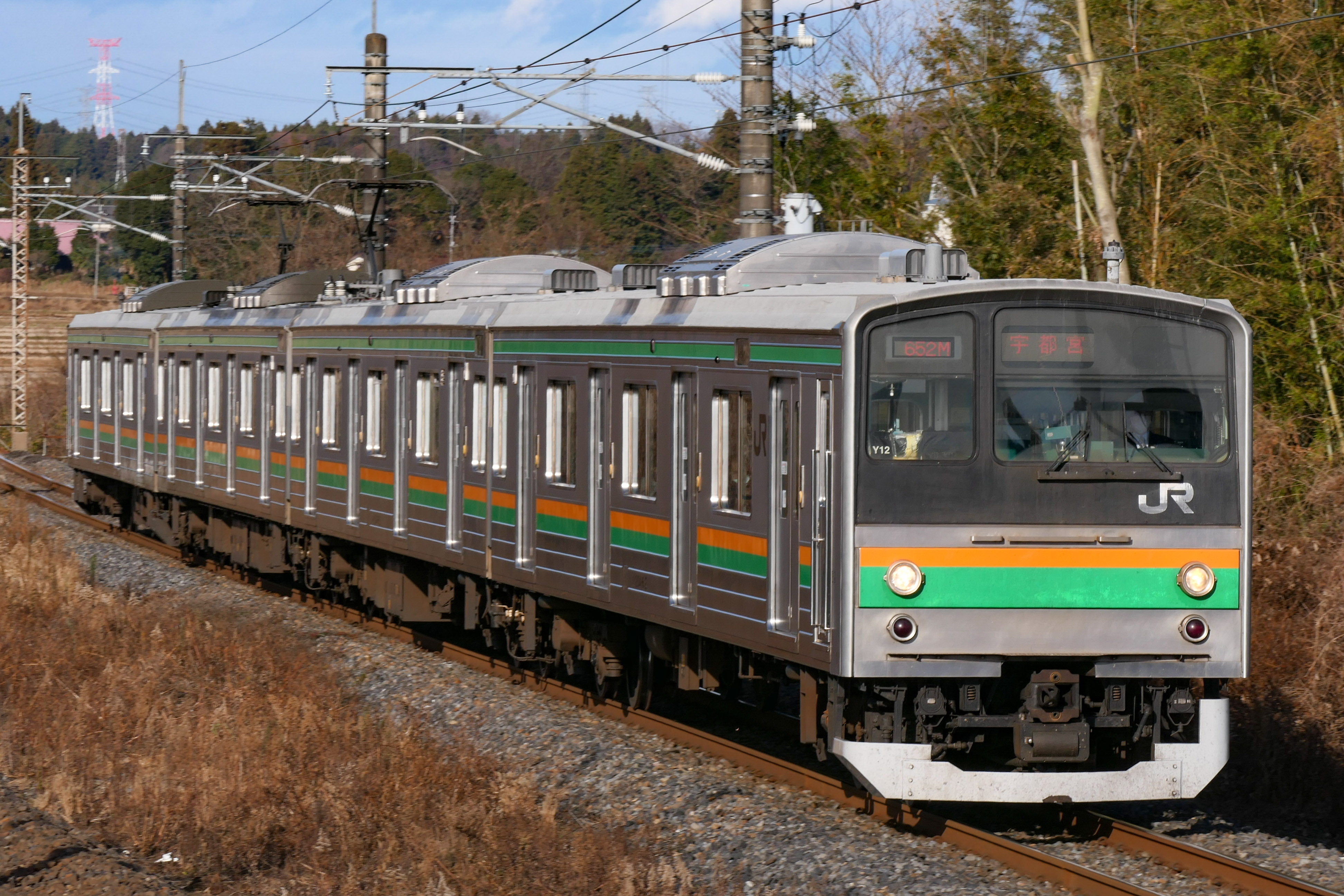
Serie 205-600 Y12 avec le nez originel
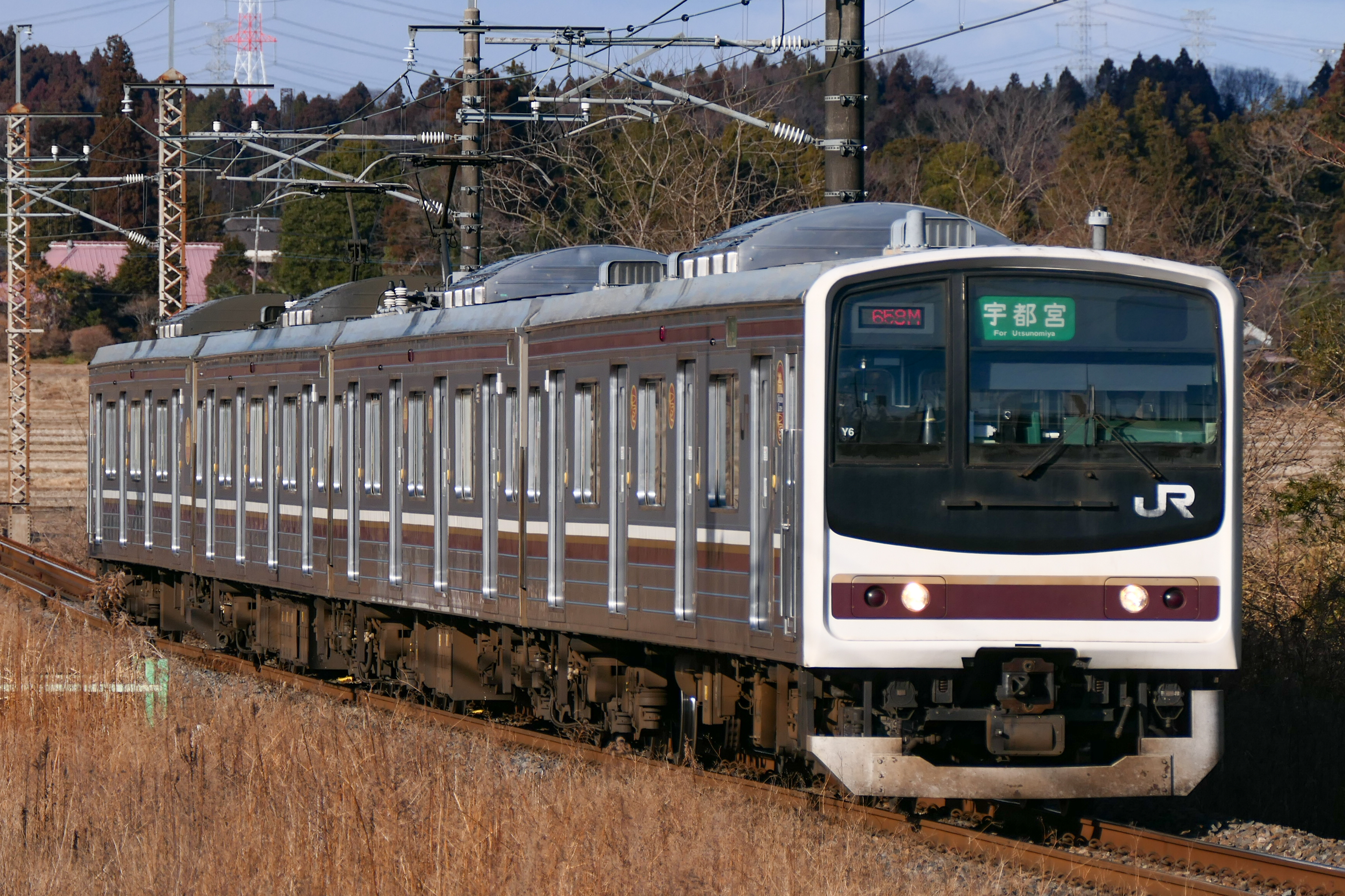
Serie 205-600 Y6 avec le nez modifié
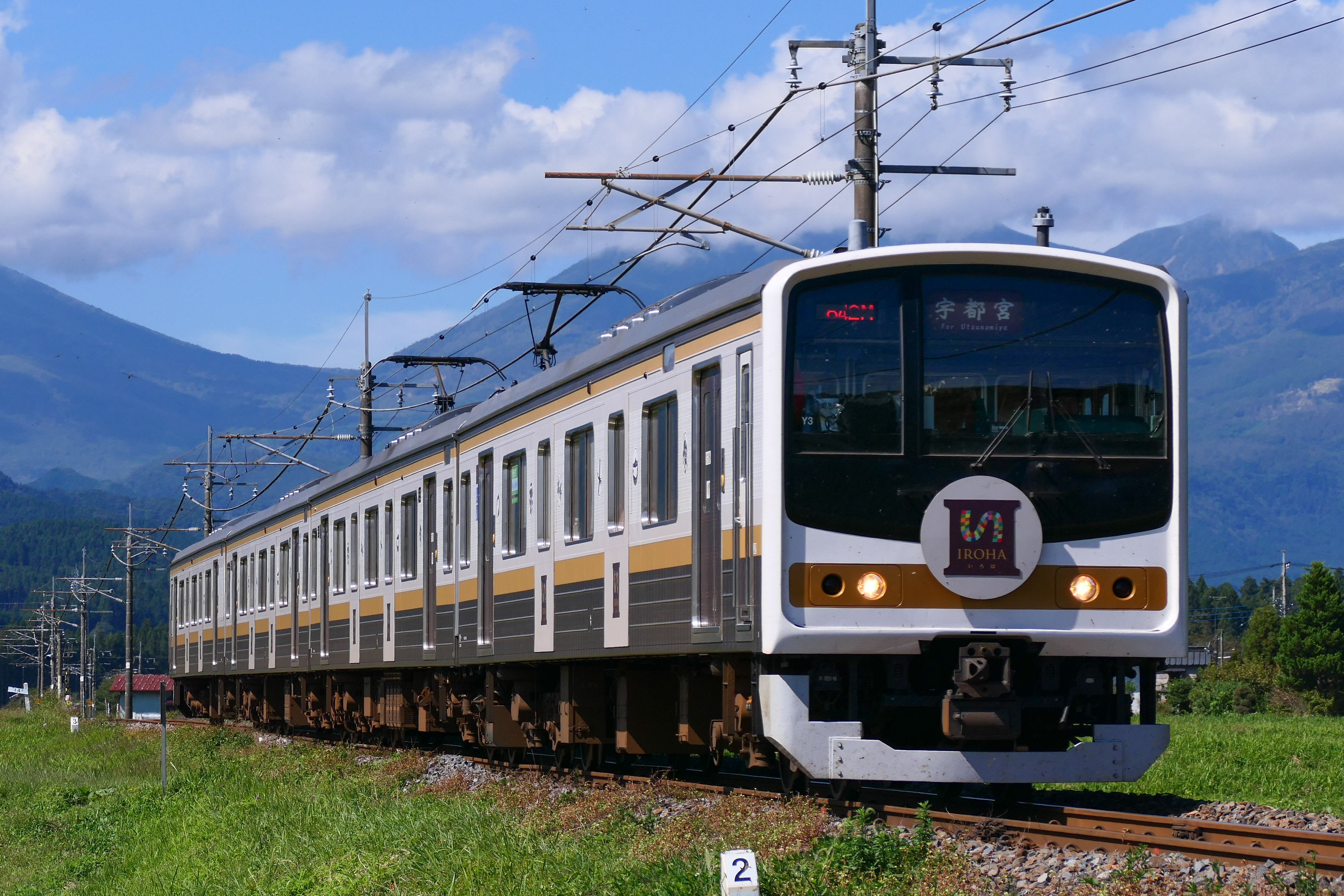
Formation Iroha (Y3)

### 205-1000

#### JR East
Pour creer cette serie, les deux voitures suivantes ont été modifiées et prises sur d'autres lignes.
Kumoha 205 type série 1000
Kumoha 204 type série 1000

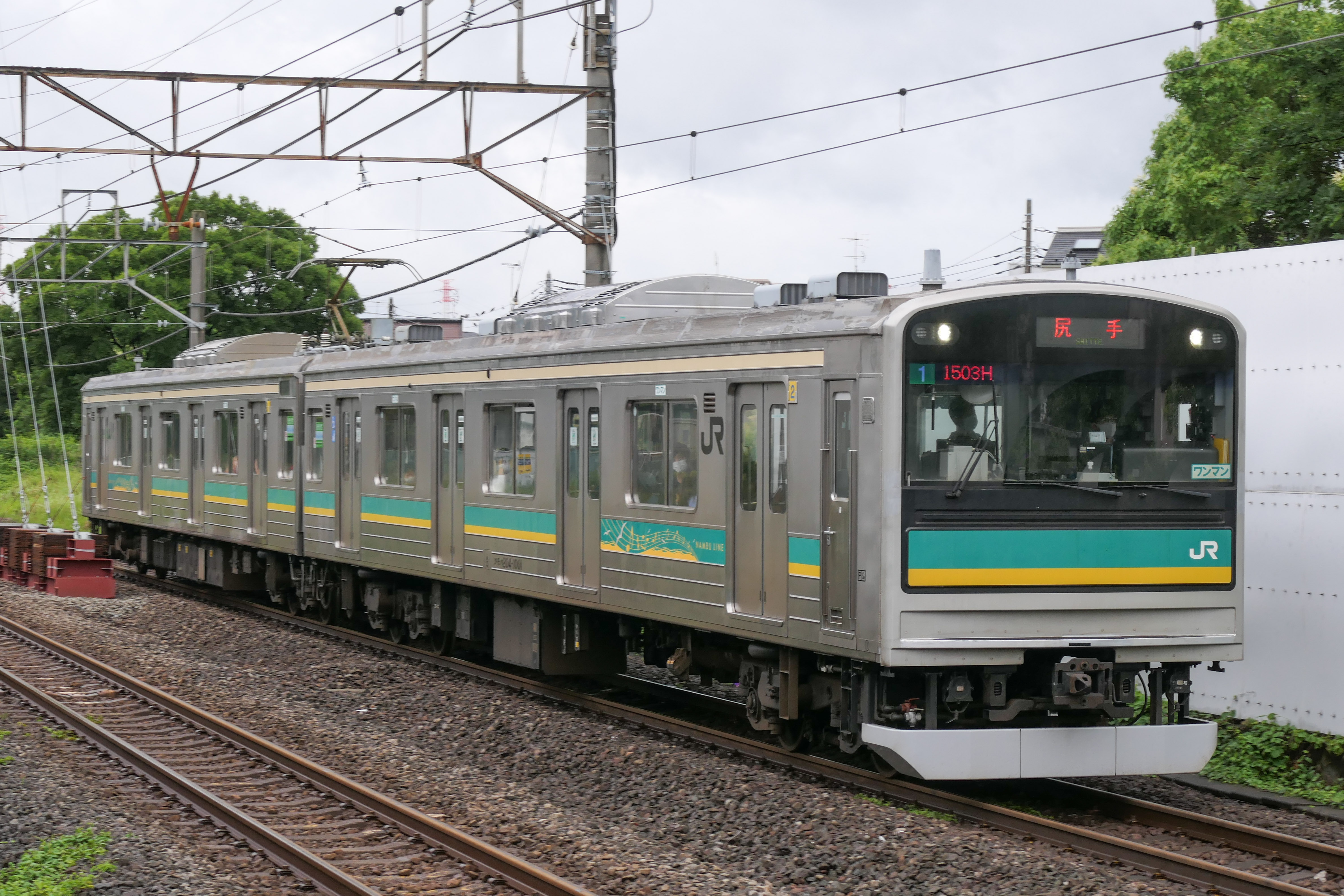
Une Serie 205-1000 station (Kawasaki Shinmachi du 19 juin 2021)

En 2002, des voitures Moha de la ligne Chuo / Sobu (4 voitures) et la ligne Yamanote (2 voitures) ont été transformées en voitures de tête et affectées dans la ligne secondaire Nambu . Un train de 2 voitures de (2M0T), qui prend en charge l'exploitation par un seul homme (Wanman), et qui est équipé d'un carillon de sonnerie de départ avec un haut- parleur externe différent de l'ancienne série 101 utilisée auparavant et d'une diffusion d'annonces sonores automatique . De plus, il est équipé d'un "interrupteur de fermeture 3/4" qui n'ouvre qu'une seule porte passager pour garder l'intérieur de la voiture au chaud lorsque la rame est arrêtée pendant une longue période. En mars 2009, le pantographe a été remplacé par un type PS33E à un bras pour tous les trains.
Bien qu'il soit  appelé serie 205-1000 sur le classement des numéros, cela n'a rien à voir avec les voitures appartenant à JR West mentionnées ci-dessous et portant le même numéro, et comme il n'y a que deux types de Kumoha dans la flotte de la JR East, il n'y a pas de duplication des numéros de véhicules.
Avec l'ouverture de la gare d'Odasakae le 26 mars 2016, une partie de la bande de carrosserie de la voiture a été remplacée par une conception crée par le personnel, et les sièges ont également été remplacés .
|              | ←Shitte Hama kawasaki→ |            |
|              |                        |            |
|              |                        |            |
| Voiture No.  | 1 <                    | 2          |
| Designation  | Mc'                    | Mc         |
| Numérotation | KuMoHa 205             | KuMoHa 204 |
| Equipement   | SIV - CP               | VVVF       |

#### JR West

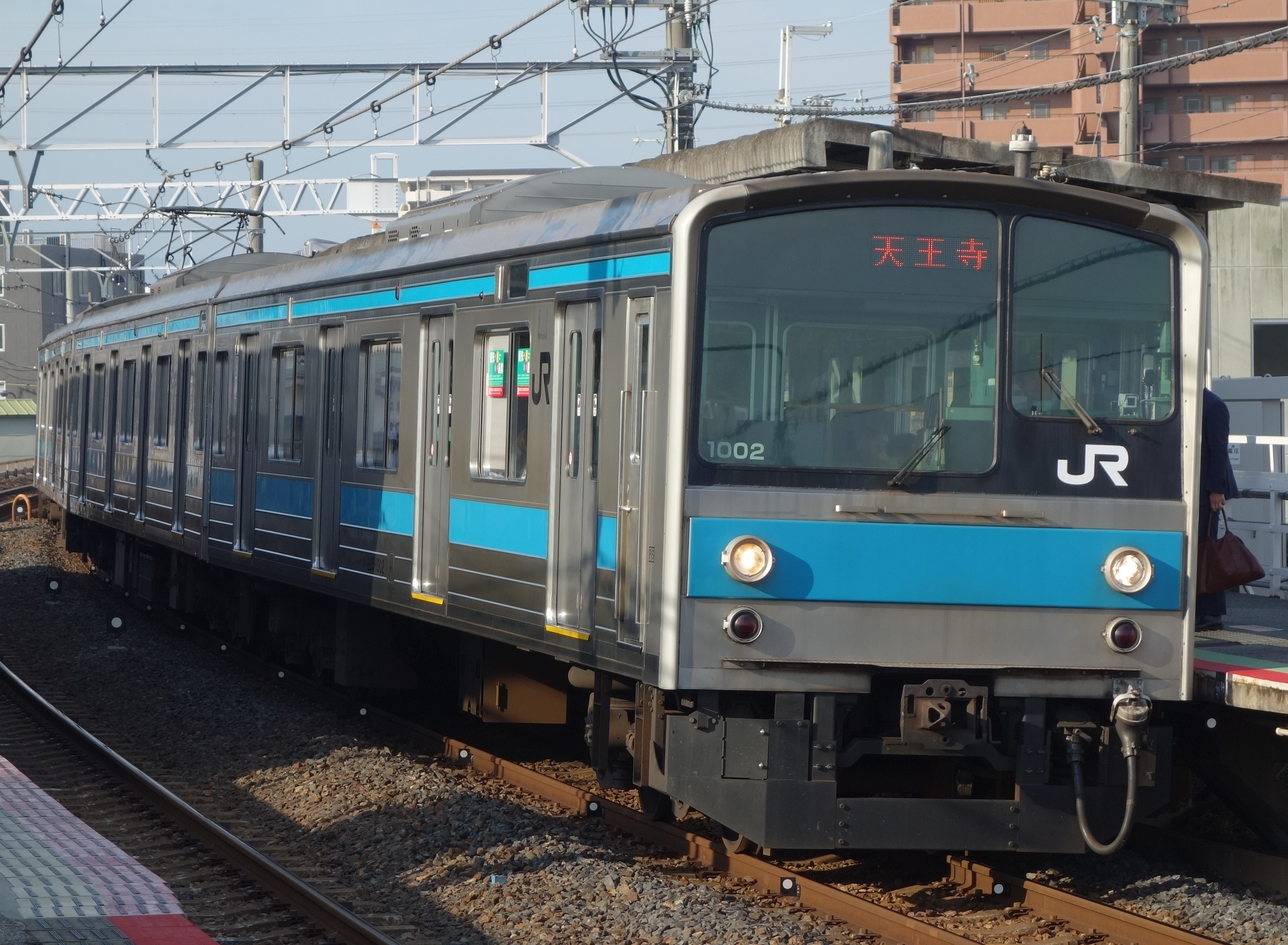
Une Serie 205-1000 de la Jr West (Hanwa Line, June 2016)

Ce véhicule a été conçu et introduit par JR West pour la ligne Hanwa en 1988. Tous les véhicules ont été fabriqués par Kinki Sharyo. Par rapport aux 205-0, il y a de nombreux changements tels que des changements dans la disposition des équipements et des vitres avant, ainsi que  l'adoption d'un onduleur statique (SIV) pour l'alimentation auxiliaire au lieu d'un convertisseur statique.
En termes d'apparence, la disposition de la fenêtre avant a été modifiée pour rendre la fenêtre côté conducteur plus étroite, tandis que le côté passager a été remplacé par une grande fenêtre, qui a été agrandie de 250 mm vers le bas. Dans le même temps, compte tenu de la vue depuis l'habitacle, l'équipement côté passager est abaissé et la fenêtre centrale de la cloison de séparation à l'arrière de la salle de l'équipage et la fenêtre de la porte de séparation sont agrandies. De plus, les portes de cabine et les portes de passage pour les clients ont été élargies de 20 mm vers le haut et l'ancienne vitre a été agrandie vers le bas s'alignant sur les dimensions verticales des fenêtres. La conception de façade de pare-brise est différente, pour probablement inverser leurs vitrages pour éviter toute confusion avec les séries 205–0 existantes qui étaient autrefois les services locaux de la ligne Tokaido et utilisant la même bande bleue pendant cette période.
À l'intérieur de la voiture, la largeur des sièges pour un siège a été élargie et la forme du porte-bagages au-dessus du siège a été modifiée d'un type de treillis métallique à un type de tuyaux parallèles.
Les spécifications du climatiseur ont été modifiées pour le type WAU75H (la capacité ne change pas) avec la méthode d'introduction d'air extérieur, et le nombre de ventilateurs sur le toit a été réduit à deux pour chaque voiture. Deux haut-parleurs sont installés à l'extérieur de la voiture.
Afin de porter la vitesse de fonctionnement maximale à 110 km/h tout en maintenant le rapport de démultiplication, le moteur de traction a été changé pour le type WMT61A, et la vitesse de rotation maximale a été portée de 4 600 tr/min à 5 100 tr/min. Le bogie a le même système de boîte d'essieu, mais les travaux de préparation pour l'installation d'un amortisseur de lacet ont été effectués, pour tenir compte de la conduite à grande vitesse, et le frein de base a également été amélioré pour un support à grande vitesse. De plus, en raison de la différence de performances de fonctionnement, il ne peut pas être utilisé en unité multiple avec la série 205-0.
L'alimentation auxiliaire a été remplacée par un onduleur statique (type WSC23, 160kVA) au lieu du convertisseur statique, qui élimine la partie tournante.
Après cela, les trains de banlieue de JR West ont reçu des nouveaux trains : la série 207, de sorte que la production a été limitée à 5 trains (20 voitures) en formation de 4 voitures. Actuellement, un dispositif d'obstruction (jupe) est fixé à l'avant. Une modification de type LED de l'indicateur de numéro d'opération a également été réalisée sur la voiture de tête, mais elle a été supprimée lors des travaux d'amélioration arrivés plus tard.
Malgré le fait que le nom soit le même, 205-1000, qu'à la JR East. Elles sont fort différentes et n'ont pas le même pédigrée. Celle de la JR West sont sorties d'usine là ou celle de la JR East sont des réaffectations. De plus, celles de la JR West sont un peu plus récentes.
Elles ont été basées dans le quartier ferroviaire Hineno (actuellement la branche Hineno de la gare générale des véhicules de Fukida) et exploitées sur la ligne Hanwa, mais en raison du remplacement par la série 225 mi 2010's, elles ont été transférées à la ligne Nara , à partir 17 mars 2018.
|              | ←Tennōji Wakayama→ |          |          |          |
|              |                    |          |          |          |
| Voiture No.  | 1                  | 2 <>     | 3        | 4        |
| Designation  | Tc                 | M        | M'       | Tc'      |
| Numérotation | KuHa 205           | MoHa 205 | MoHa 204 | KuHa 204 |
| Poids (t)    | 25.3               | 34.5     | 33.1     | 26.4     |
| Equipement   |                    | Cont     | SIV,CP   |          |

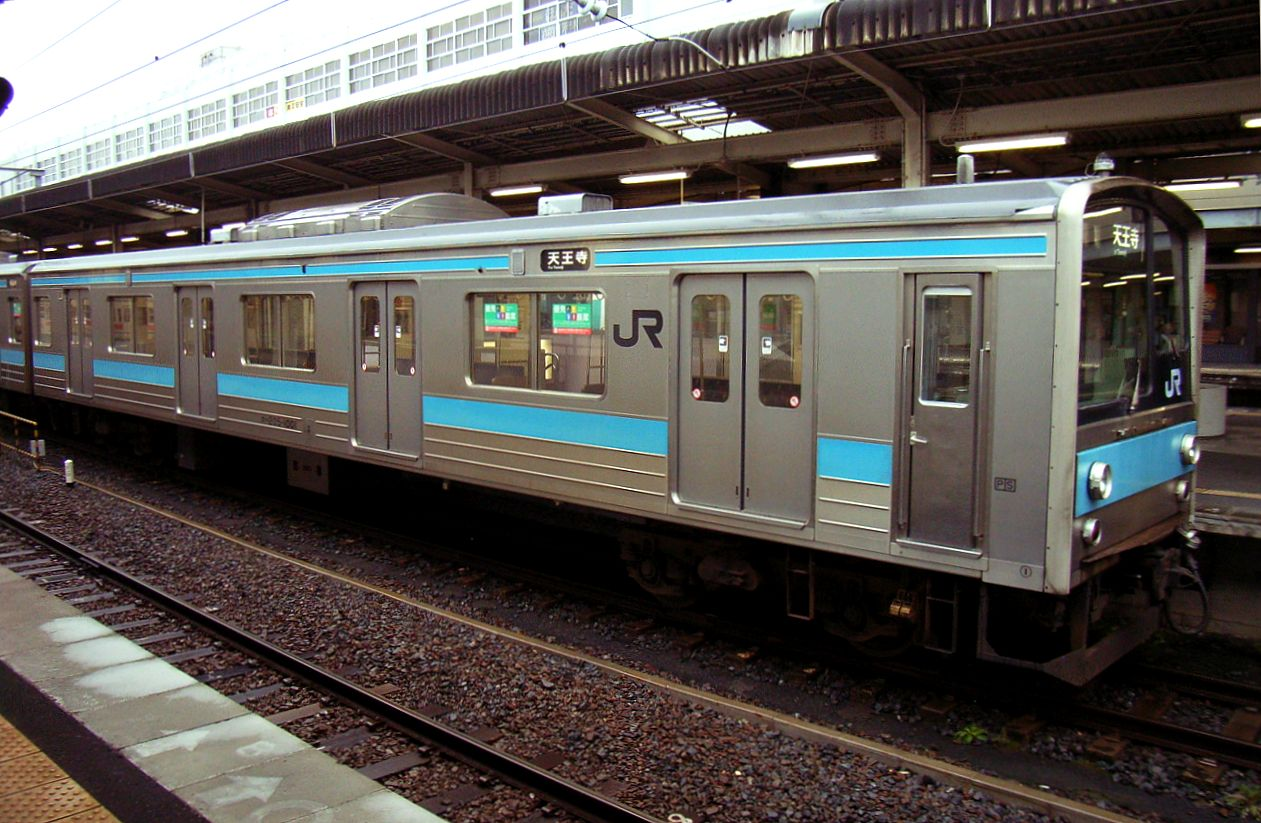
Kuha 205 type série 1000. Un ventilateur de toit est installé avant et après le climatiseur.(22 décembre 2007 Gare de Wakayama)
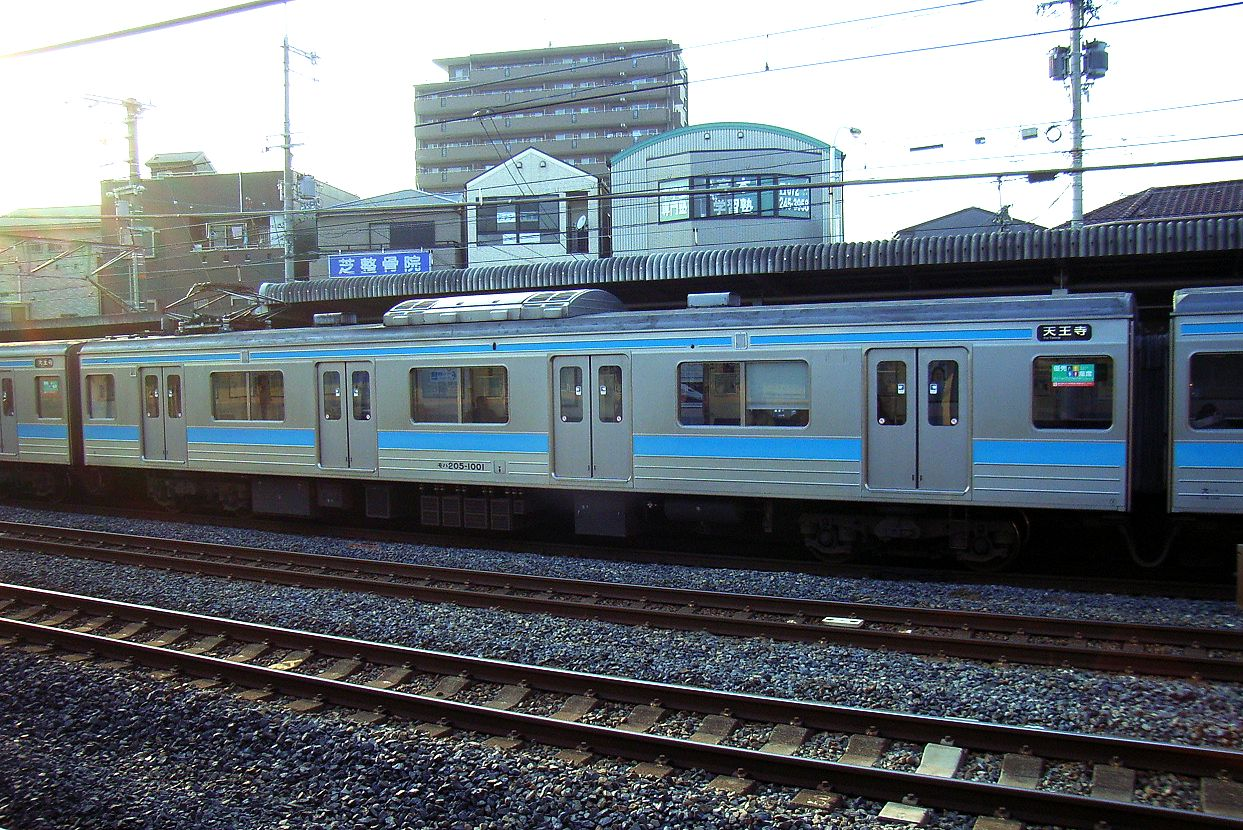
Moha 205 type série 1000.(10 mars 2007 Gare d'Uenoshiba)
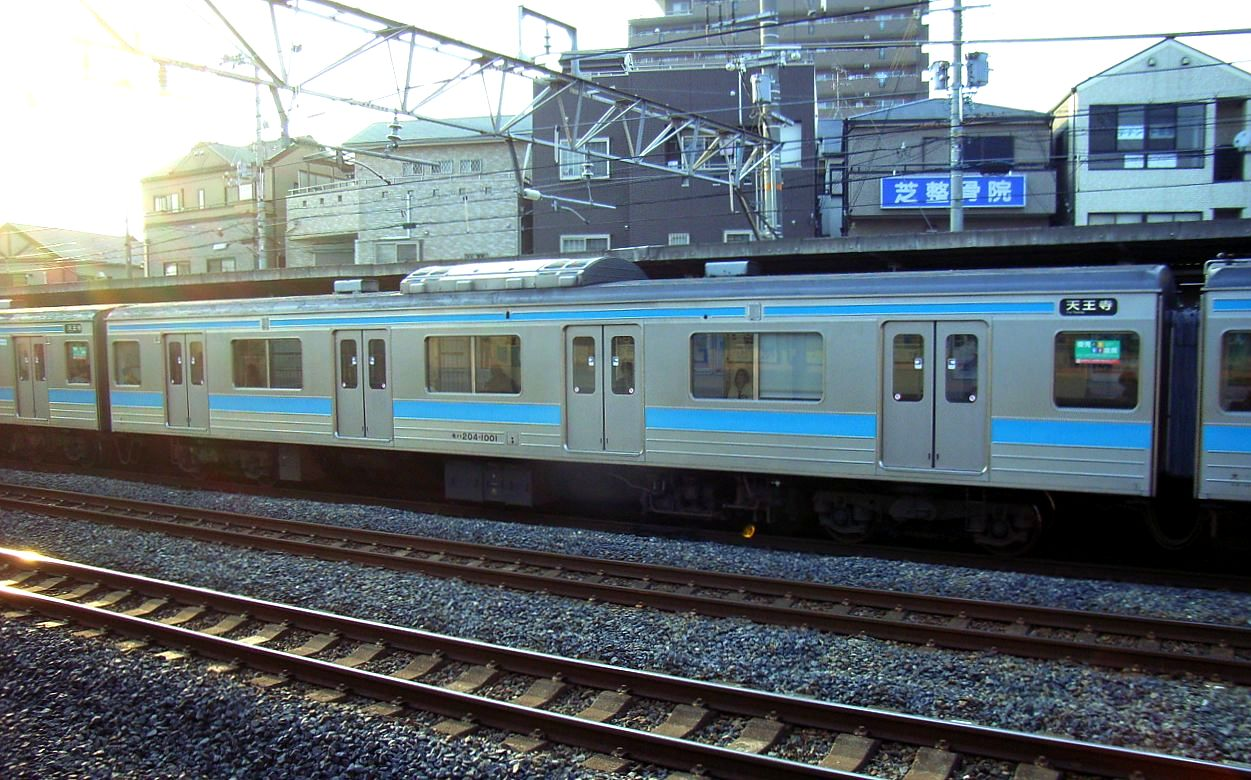
Moha 204 type série 1000(station Uenoshiba du 10 mars 2007)
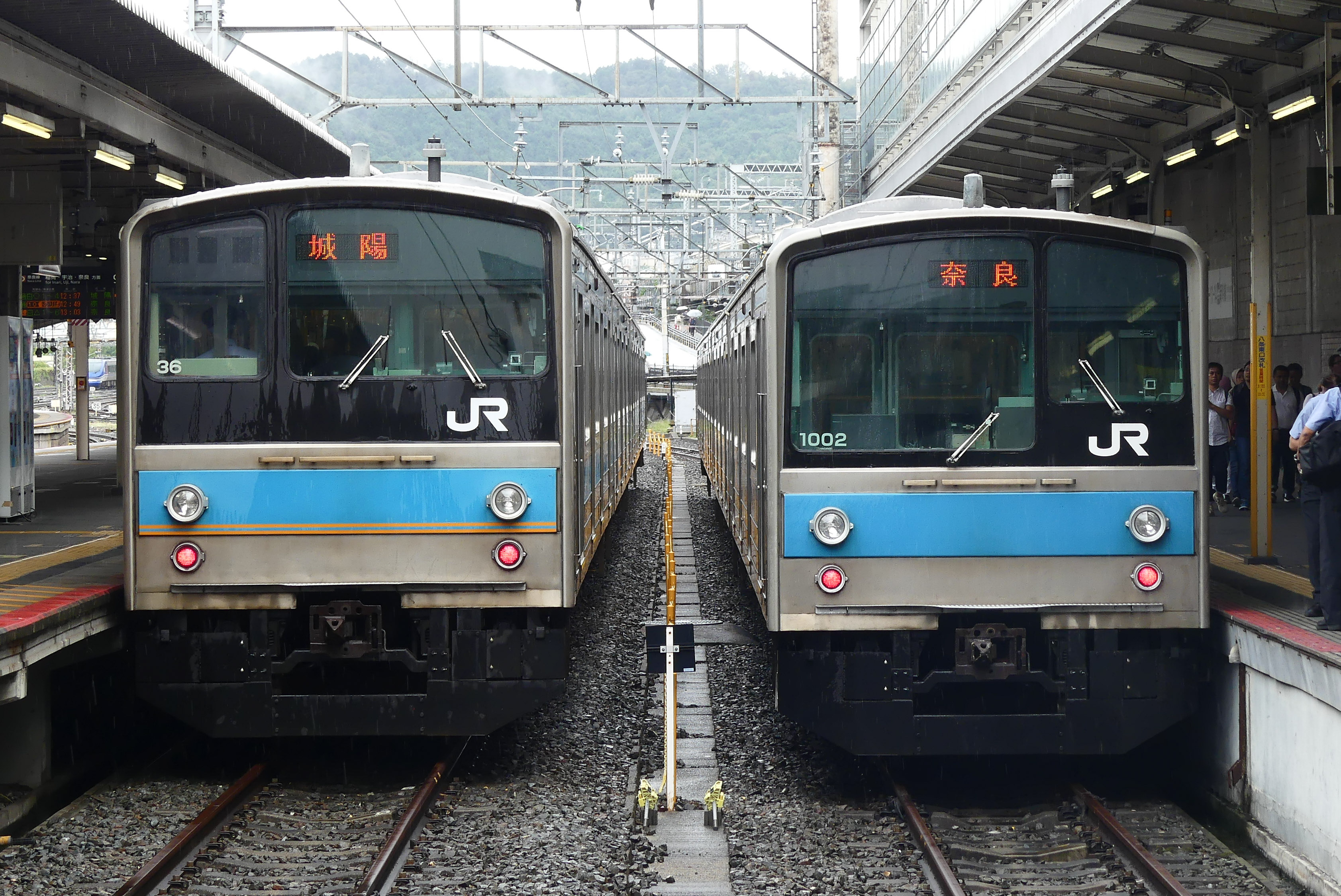
Comparaison avant des 205-0 (à gauche) et des 205-1000 (à droite). La disposition des fenêtres est différente. (10 septembre 2018 Gare de Kyoto) valable que pour la JR West.

### 205-1100

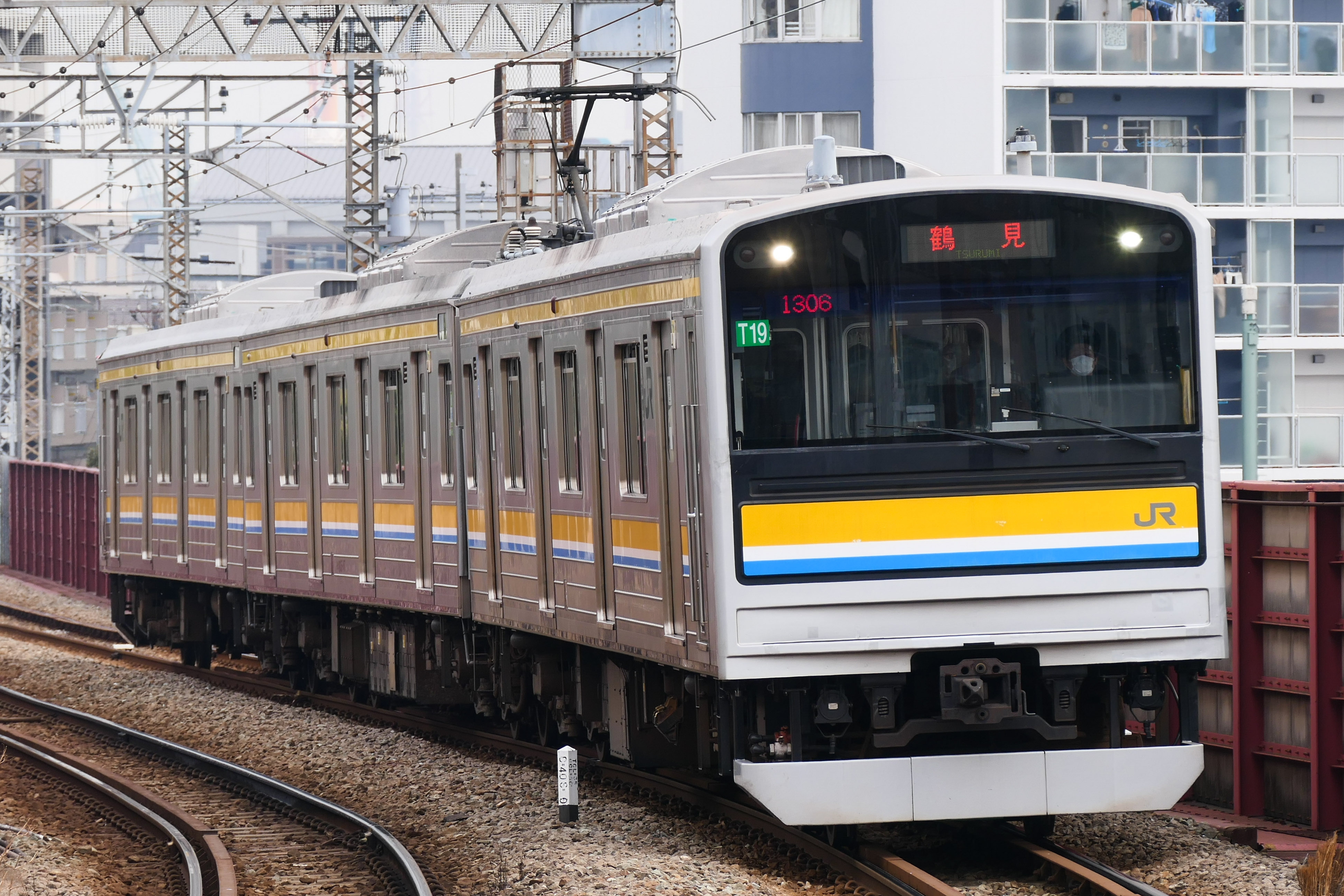
Une serie 205-1100 sur la ligne Tsurumi (12 mars 2021, gare de Kokudo)

Elles ont été introduites de 2004 à 2005. Toutes les voitures de tête sont des motrices situées originellement en milieu de train, modifiées en recréant une cabine ,le tout assemblé en une formation 2M1T à 3 voitures. Étant donné que seule les voitures de tete  ont été renumérotées en 1100, le numéro de la voiture centrale est différent. Compte tenu qu'il y aura des arrêts longs, le train est  équipé d'un "interrupteur 3/4 fermé" équivalent à la série 1000. Comme pour la serie 205-1000, l'alimentation auxiliaire pour le type Kumoha 204 est un SIV (le même modèle que pour la serie 205-1000).
La Kuha 205-1101, qui a été remodelée en avance en 2002, était une sorte de prototype de voiture remodelée de la série 205, elle a été conservée comme voiture de référence dans l'usine Ofuna jusqu'à l'achèvement du remodelage des autres voitures . Après cela, de janvier à mars 2009, le pantographe a été remplacé par le type PS33E à bras unique pour tous les trains.
Les Kumoha 204-1104 et Moha 205-173 de la formation T14 avaient une moquette brune restante jusqu'à la fin de la série 205, mais elles sont unifiées au même type que les autres formations et n'existent plus.
|              | ←Ogimachi/Okawa Tsurumi→ |            |                 |
|              |                          |            |                 |
|              |                          |            |                 |
|              |                          |            |                 |
| Voiture No.  | 3                        | 2          | < 1             |
| Designation  | Tc                       | M          | Mc'             |
| Numérotation | KuHa 205-1100            | MoHa 205-0 | KuMoHa 204-1100 |
| Equipement   |                          | VVVF       | SIV - CP        |

### 205-1200
Afin de compenser la pénurie de voitures de tête, certaines des voitures centrales de l'ancienne ligne Yamanote ont été converties en voitures de tête et introduites de 2004 à 2005 ,notamment en tant que Serie 205-1000-1100-et 1200. La première voiture est numérotée en série 1200, mais la voiture du milieu garde la numerotation de la série 0 (voir tableau). Plus tard, le pantographe en diamant (nommé Type G en France ) a été remplacé par un type à un bras .

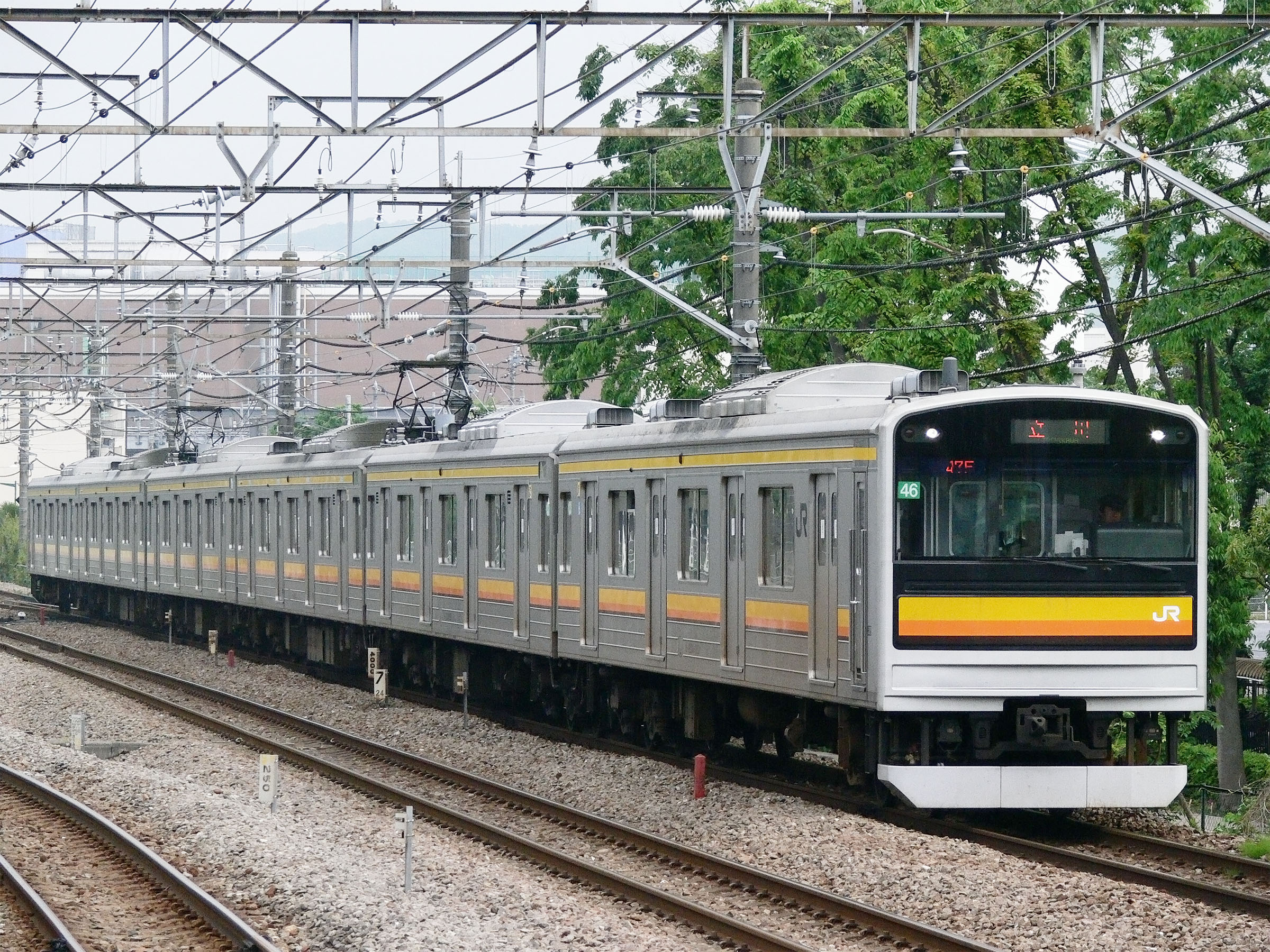
Une Serie 205-1200 sur la Nambu Line à Fuchu Honmachi le 11 mai 2006

Initialement, 5 trains devaient être introduits, mais en raison de l'augmentation du nombre de trains sur la ligne Saikyo et du changement de plan, 6 trains ont finalement été introduits sur la ligne Nambu . Avec l'introduction de la série E233-8000(et 8500), la formation 49 à d'abord été mis au rebut, puis les formations 51, 47 , 50 ont été mis au rebut dans cet ordre. Le 9 janvier 2016, la formation 46 restante a mis fin à l'exploitation commerciale avec une opération de remerciement et d'adieu de Kawasaki à Noborito . Après cela, la formation a été envoyée au Nagano General Rolling Stock Center le 14 janvier de la même année, et la série 1200 est devenue le numéro de serie abandonné car inactif.
|              | ← KawasakiTachikawa → |            |            |            |            |               |
|              |                       |            |            |            |            |               |
|              |                       |            |            |            |            |               |
|              |                       |            |            |            |            |               |
| Voiture No.  | 1                     | 2          | 3          | 4          | 5          | 6             |
| Designation  | Tc'                   | M'         | <> M       | M'         | <> M       | Tc'           |
| Numérotation | Kuha 204-1200         | MoHa 204-0 | MoHa 205-0 | MoHa 204-0 | MoHa 205-0 | Kuha 205-1200 |
| Equipement   |                       | VVVF       | SIV - CP   | VVVF       | SIV - CP   |               |

### 205-3000
Il a été introduit de 2003 à 2005. Équipés d'une porte semi-automatique et d'un nouveau carillon de porte, toutes les formations sont composées de 4 voitures (2M2T) , et toutes les voitures appartenaient originellement à la ligne Yamanote. Il a presque les mêmes spécifications que la série 3100 décrite ci-dessous, mais possède une configuration des sièges longitudinale et n'a pas de toilettes. De plus, un radiateur mural est installé dans l' espace pour fauteuil roulant en tenant compte de la section de la ligne d'entrée . Ceci n'est installé que dans les séries 3000 et 3100.
Le pantographe était à l'origine un pantographe losange type PS21, mais d'avril 2004 à février 2005, il est remplacé par un type à bras unique pleine longueur (PS33C). Les dispositifs de sécurité sont ATS-P et ATS-S N , et ils sont également équipés de freins résistants à la neige.
Depuis le 1er décembre 2006, les portes sont ouvertes et fermées manuellement toute l'année sur la ligne Hachiko / Kawagoe, ainsi un autocollant indiquant comment ouvrir et fermer la porte est apposé sur la porte.
Avec l'introduction de la série E235 sur la ligne Yamanote, la série E231 série 500 qui était exploitée sur cette même ligne sera détournée vers la ligne Chuo / Sobu, et par effet boule de neige ,les séries E231 série 0 et 209 série 500 de la ligne Chuo / Sobu seront transférées sur la ligne Musashino et la ligne Kawagoe . La série E231- 3000 a été introduite à partir de novembre 2017, et la série 209-500 a été introduit à partir de mai 2018 transférant les Seires 205-3000 à la ferraille ou à la ligne Fujikyuko.
|              | ← KawagoeHachiōji → |               |               |               |
|              |                     |               |               |               |
|              |                     |               |               |               |
| Voiture No.  | 4                   | 3             | 2             | 1             |
| Designation  | Tc                  | M             | M'            | Tc'           |
| Numérotation | KuHa 209-3000       | MoHa 209-3000 | MoHa 208-3000 | KuHa 208-3000 |

- la voiture 3 avait originellement un pantographe Type PS21 (losange), mais a reçu un pantographe type PS33C à un bras entre avril 2004 et février 2005.

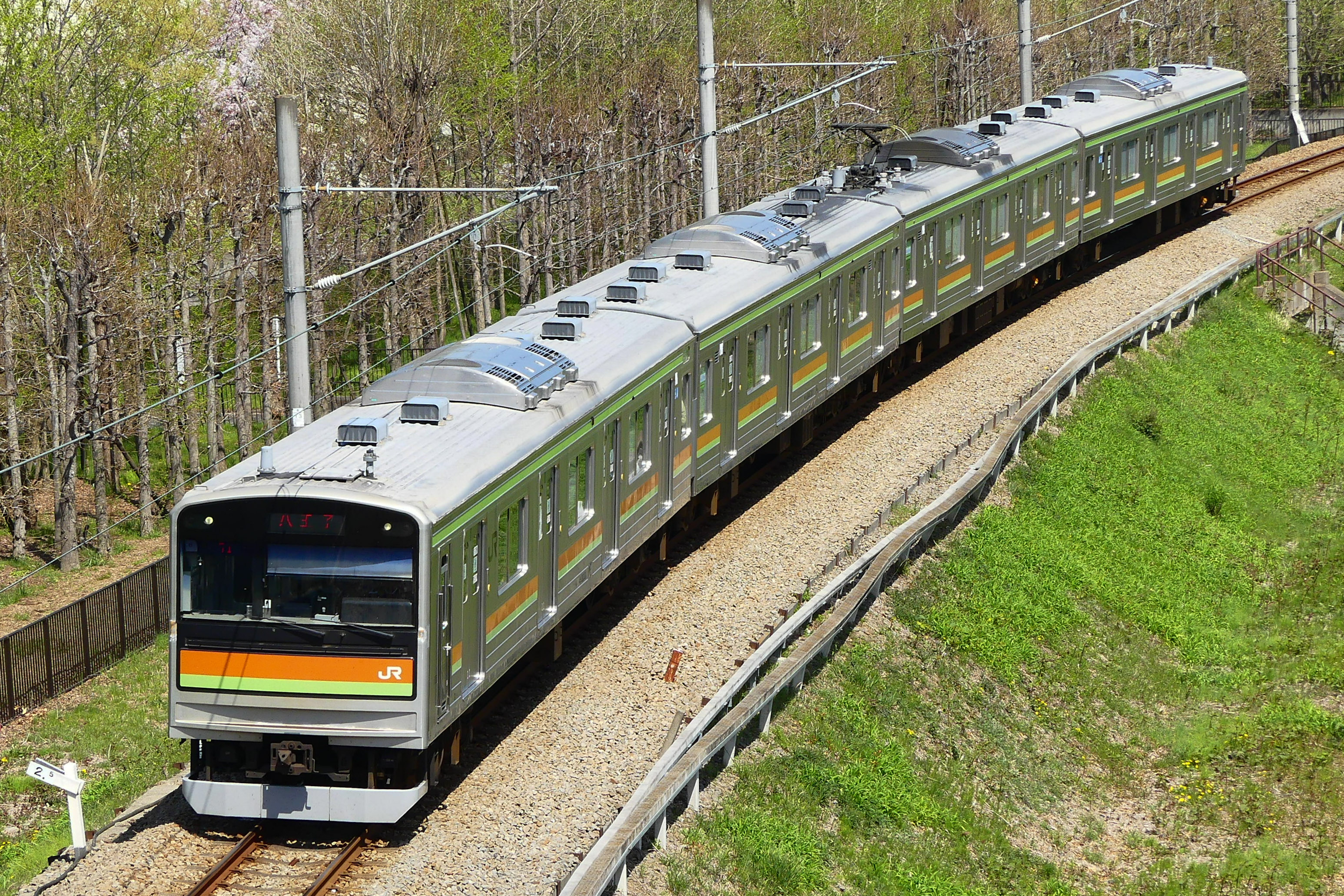
Série 205 série 3000(16 avril 2017 entre la gare de Haijima et la gare de Komiya)

### 205-3100
Il a été introduit sur la ligne Senseki de 2002 à 2004 pour remplacer la série 103 . Il s'agit d'un train de 4 voitures (2M2T), et les voitures Moha sont issues des formations de la ligne Yamanote, et les Kuha sont issues de la ligne Yamanote ou la Ligne Saikyo. Il est résistant au froid et est en outre équipé de radiateurs de rail de porte et de freins résistants à la neige.
Elles sont équipées d'un mécanisme de porte semi-automatique avec un interrupteur de porte, et le Kuha 205 est équipé de toilettes  ( style occidental pour fauteuils roulants ). Les dispositifs de sécurité sont des ATS-P et des ATACS , et ils sont équipés d'un dispositif d'interdiction de passage au poste d'arrêt. (Inutilisé)
Les voitures 3112/3114/3116/3118/3119 disposent d'un pantographe de type à un bras (type PS33C) pour le dégivrage du câble aérien. Étant donné qu'à ce moment le pantographe collecteur de courant initial était un losange (PS21), les rames avaient un équipement mixte de deux types de pantographes, mais plus tard, tous les véhicules ont reçu un type à bras unique (type PS33C) pour la collecte de courant.

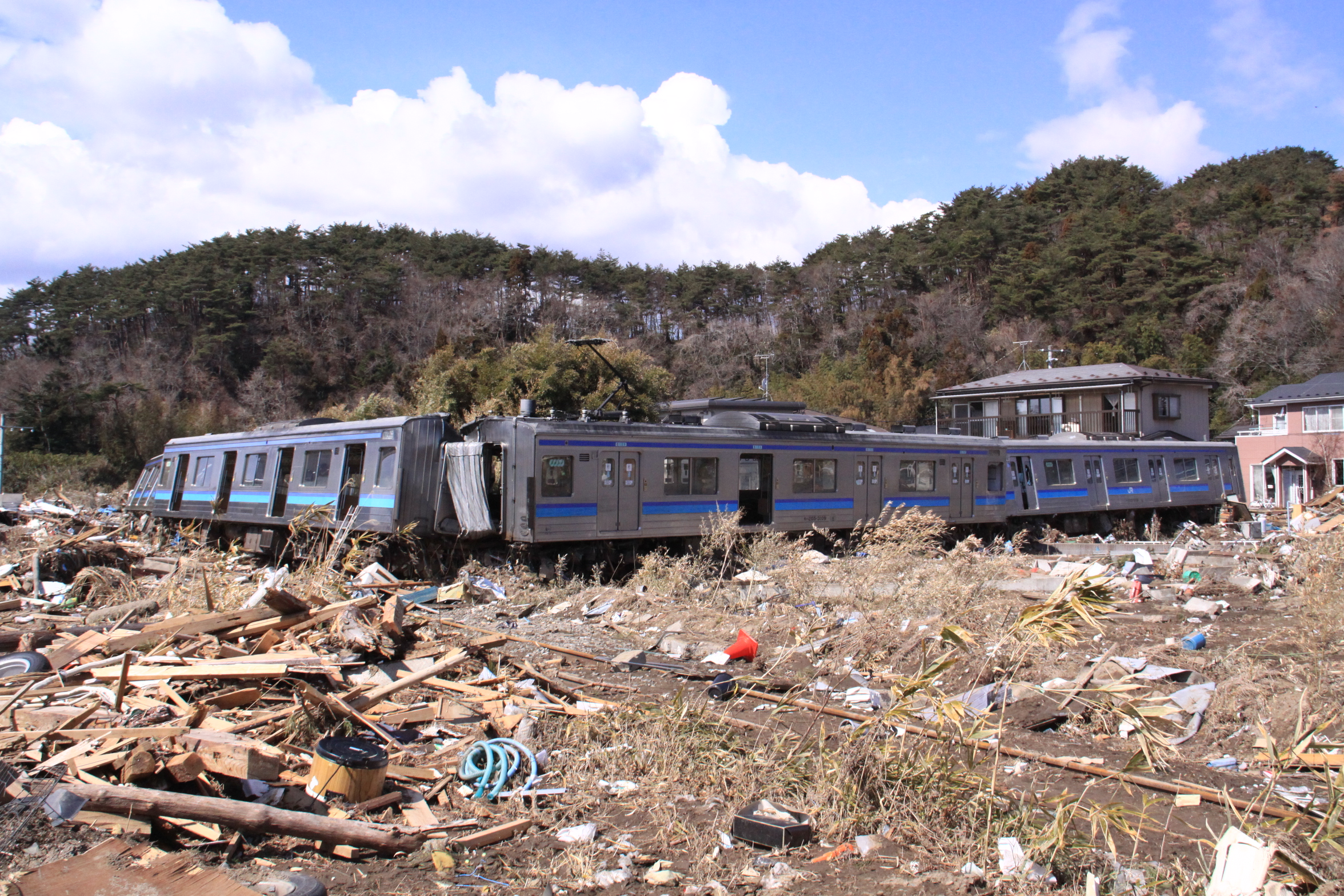
Une des deux formations détruites par le tsunami en 2011

Sur la ligne Senseki, le dispositif de sécurité a été mis à jour en ATACS en septembre 2011 dans certaines sections. Auparavant, chaque train était remplacé par une cabine compatible ATACS, et un dispositif embarqué ATACS et une antenne dédiée étaient installés sur le type Kuha 204.
Dans la série 3100, les formations M-2 à formation M-5 et la formation M-8 (Kuha 205-3102 --3105/3108) étaient équipés de sièges transversaux et longitudinaux pouvant être convertis en sièges "2WAY". Il s'agit d'un siège de 7 places entre les portes verrouillées et de 3 sièges à 2 places pour 2 personnes chacun, mais depuis que le train rapide sur la ligne Senseki a été supprimé en raison de l'ouverture de la ligne Senseki- Tohoku, après 2015 tout fut réinstallé en configuration longitudinale. Un espace pour fauteuil roulant et des toilettes ont été installés. Pour cette raison, le moteur de la porte à proximité  qui se trouve normalement sous les sièges ne peut pas être utilisé, il a donc été transformé en un moteur de porte à action directe qui peut être stocké au-dessus de la porte.
La couleur de la ligne de carrosserie est de deux couleurs bleues pour les voitures à siège longitudinal, mais la couleur de la ligne est différente sur chaque voiture pour la formation avec des sièges 2WAY.
- Kuha 205 type "Ishinomaki / Red ( ■■ )" Image d'azalée, qui est une fleur de la ville d'Ishinomaki
- Moha 205 type "Matsushima Orange ( ■■)" Image du lever et du coucher du soleil de Matsushima et des feuilles d'automne d'Ogiya
- Moha 204 type " Shiogama / Purple (■■ ) " Image de poissons comme le thon débarqués au port de Shiogama
- Kuha 204 type "Sendai / Green ( ■■ )" Image de zelkova et de la ville forestière, qui sont des arbres dans la ville de Sendai

Depuis le grand tremblement de terre de l'est du Japon, l'organisation M-13 a une affiche décrivant les futurs "rêves", et la nature de la ville natale des élèves de 6e année de l'école élémentaire Nobiru, de la ville de Higashi Matsushima et de Ryoji Arai dans le cadre de la campagne de soutien à la reconstruction " I love ♡ Tohoku" de NHK. Il a été exploité du 11 juillet 2015 à fin mars 2017 sous le nom de "Yume no Machi Train". Actuellement, il a de nouveau les deux couleurs bleues normales.
En date d'avril 2020, 17 formations à 4 voitures étaient affectées au dépôt Miyagino  sur la ligne Senseki. Les formations sont composées en (2M2T)
|              | ← IshinomakiAoba-dori → |               |               |               |
|              |                         |               |               |               |
|              |                         |               |               |               |
| Designation  | Tc                      | < M >         | M'            | Tc'           |
| Numérotation | KuHa 205-3100           | MoHa 205-3100 | MoHa 204-3100 | KuHa 204-3100 |

- La MoHa 205 à  2 pantographes à un bras.

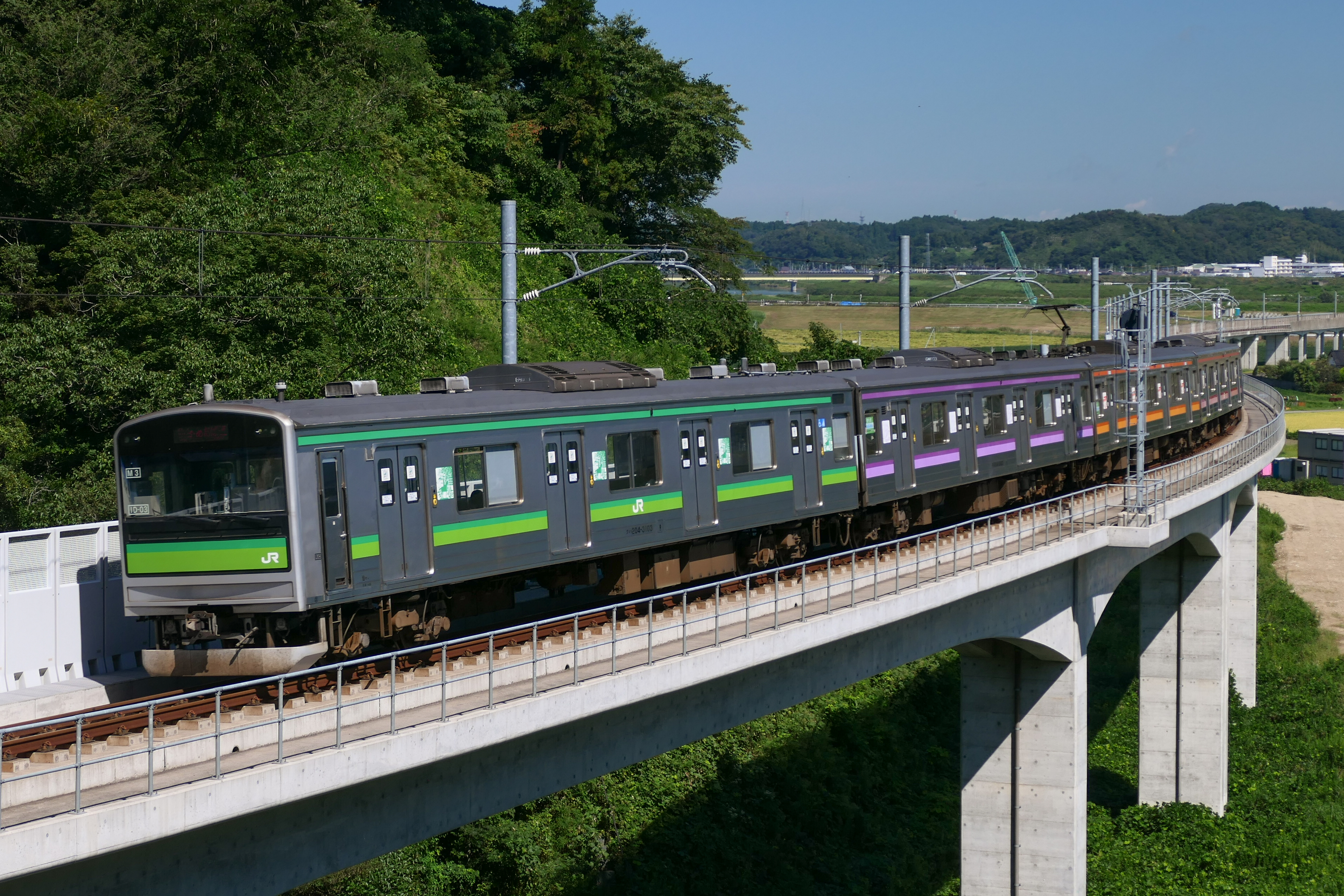
La formation M3 avec les couleurs différentes par caisse
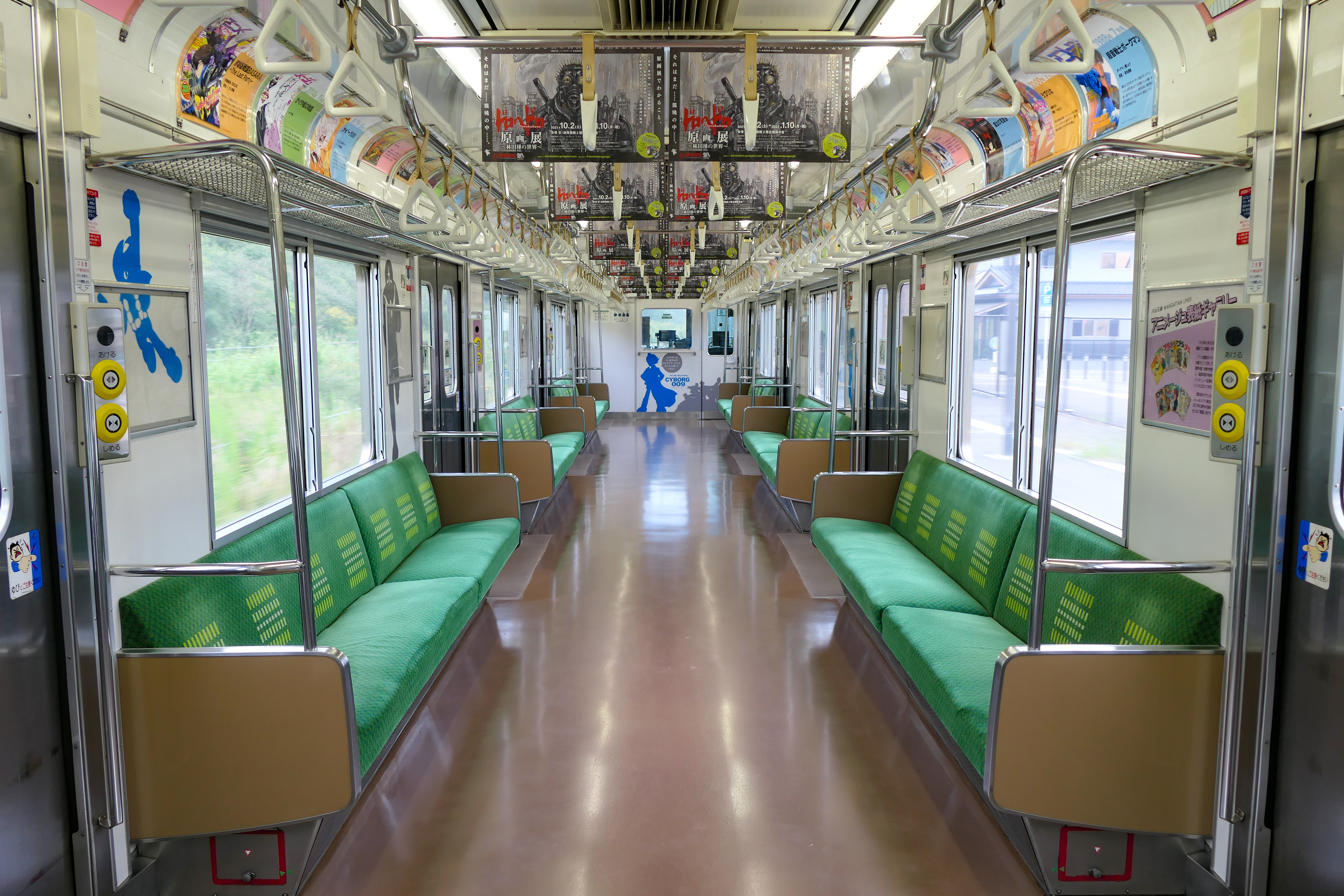
Interieur habituel
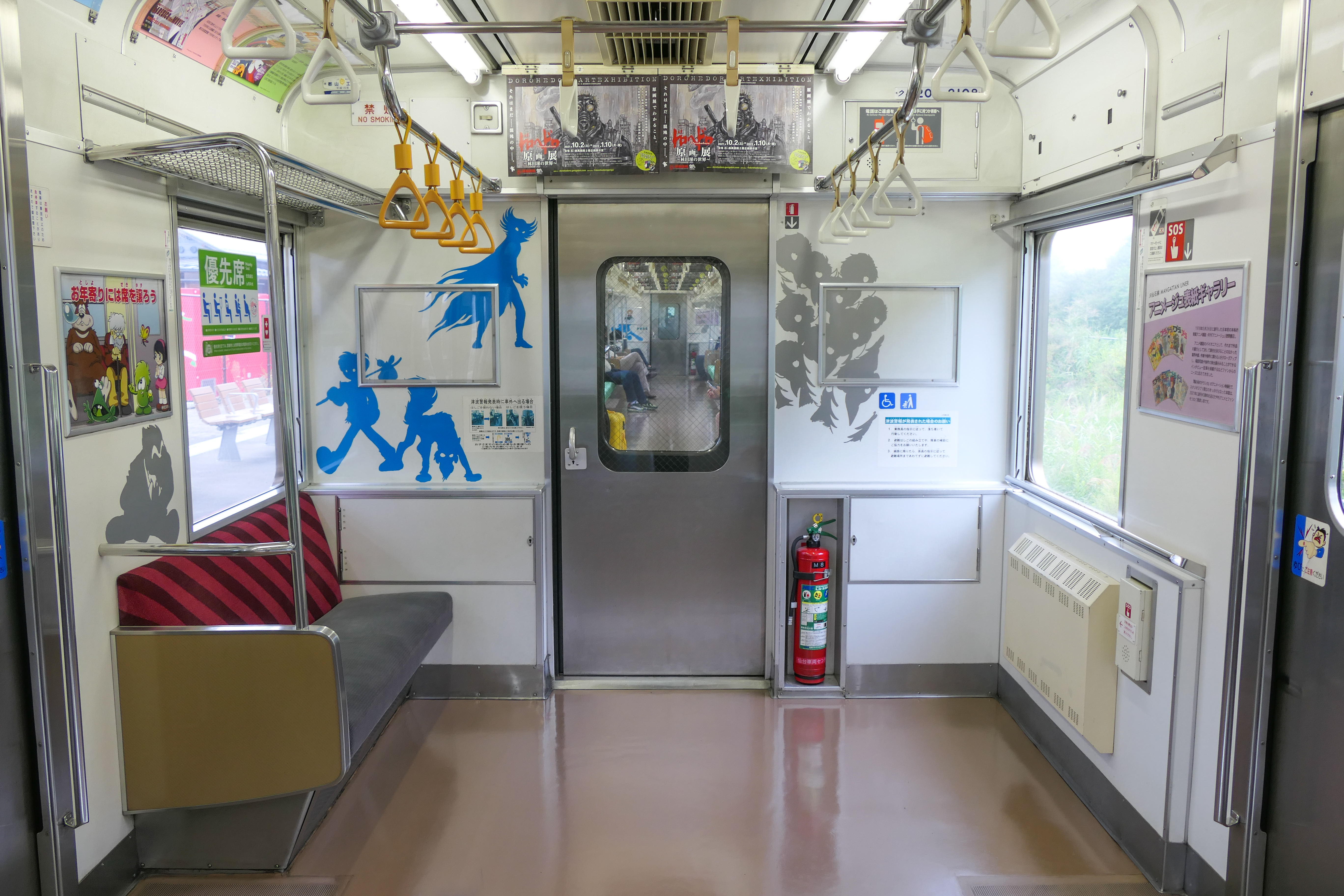
Espace UFR
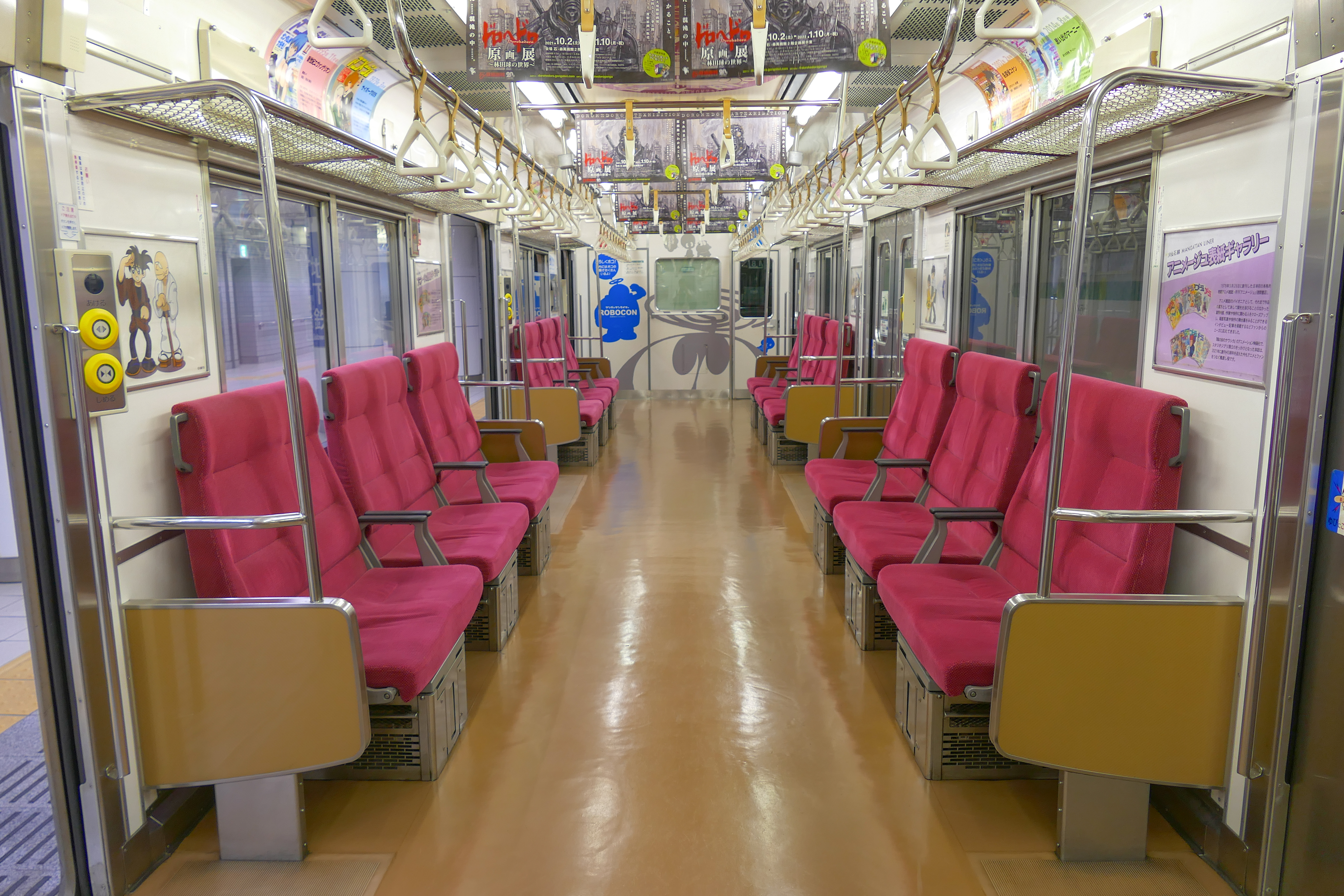
Sieges 2WAY
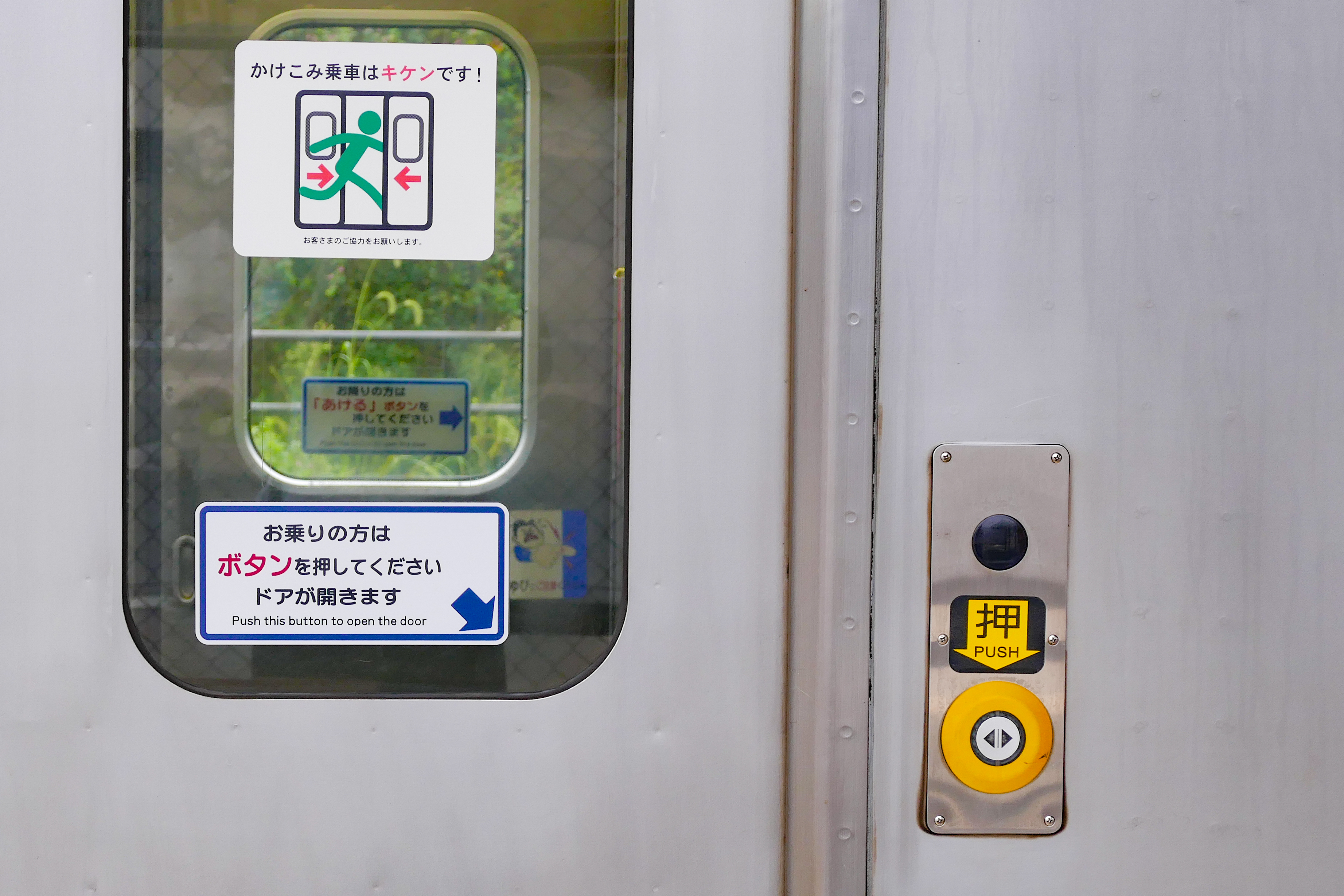
Bouton d'ouverture et affiche d'explication
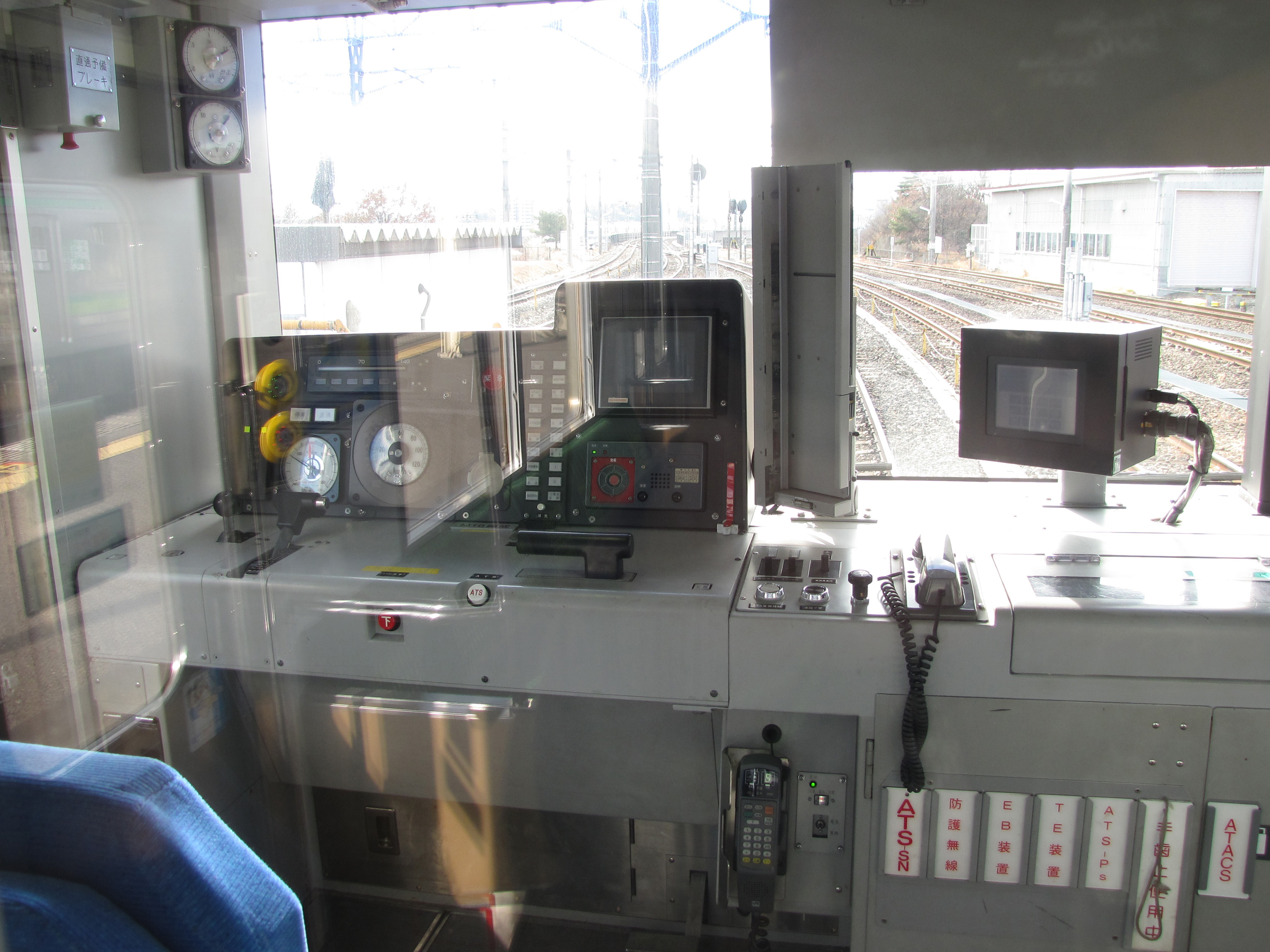
Cabine avec le systeme ATACS

### 205-5000
Cette version a été introduite sur la ligne Musashino de 2002 à 2005 et en 2008. À l'origine il était prévu que les formations soit composées de 6 voitures électriques sur 8 voitures (6M2T), pour pouvoir emprunter le tronçon à forte pente du tunnel souterrain de la ligne Keiyo où l'exploitation en interconnexion avec la ligne Musashino les forcerait à y circuler . C'est durant la préparation du transfert des premiers éléments depuis la ligne Yamanote, que la pénurie de véhicules électriques était survenue. Il n'y avait pas assez de motrices "en stock" pour pouvoir former les rames comme prévu. Une solution de rechange fut rapidement trouvée. En changeant le circuit principal de puissance et en remplaçant les moteurs de traction, des performances identiques ou meilleures ont été obtenues, même avec 4 motrices seulement. Par conséquent, seules les voitures électriques ont été renumérotées en 5000, les voitures gardant leur immatriculation en 205-0 .
Le dispositif d'onduleur VVVF, qui contrôle la puissance d'entrée du moteur de traction sur les Moha 205 est fabriqué par Toyo Denki Seizo (type SC71) , en utilisant des éléments à IGBT, et le vecteur sans capteur de vitesse est utilisé pour la méthode de contrôle de vitesse variable du moteur de traction à l'aide de l'inverseur. Avec cette modification, les anciens dispositifs de contrôle d'excitation et les anciens moteurs de traction sont retirés des trains, puis sont installés sur des trains de la série 253 -200). Le moteur de traction de la Serie 205-5000 est un nouveau moteur à induction triphasé de type MT74 de 120 kW l'unité.
De plus, l'équipement sous plancher du type Moha 204 est d'origine, mais le SIV (onduleur statique) est nouvellement installé en tant que dispositif d'alimentation auxiliaire sur certaines formations . Par conséquent, il existe deux types de voitures, celles équipées de MG et celles équipées de SIV. Cependant, le type SS66B avec une grande capacité de sortie de 210 kVA est utilisé pour le SIV de ce groupe en raison du nombre de trains.
La structure du bogie porteur utilisé pour les deux types ci-dessus n'a pas changé , mais les bogies moteurs ont été changés de la série DT50 à la série DT70 afin de le distinguer du bogie conventionnel, car il est spécifique  au nouveau moteur de traction, utilisant des articulations TD . De plus, des dispositifs de freinage résistants à la neige ont été installés conformément à la série 205 existante, y compris sur les voitures non motrices (Kuha et Saha) .

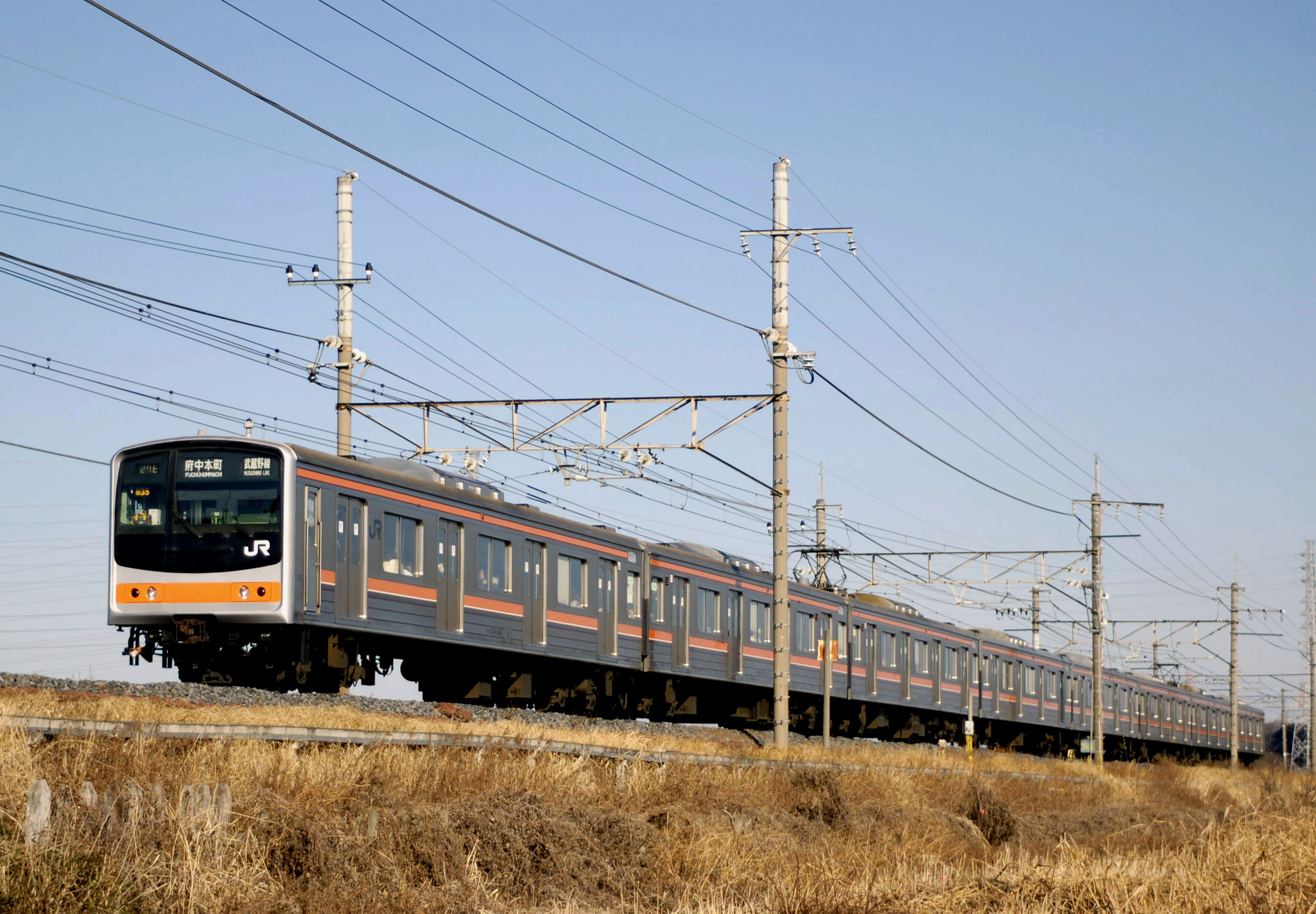
Serie 205-5000 a face modifiée
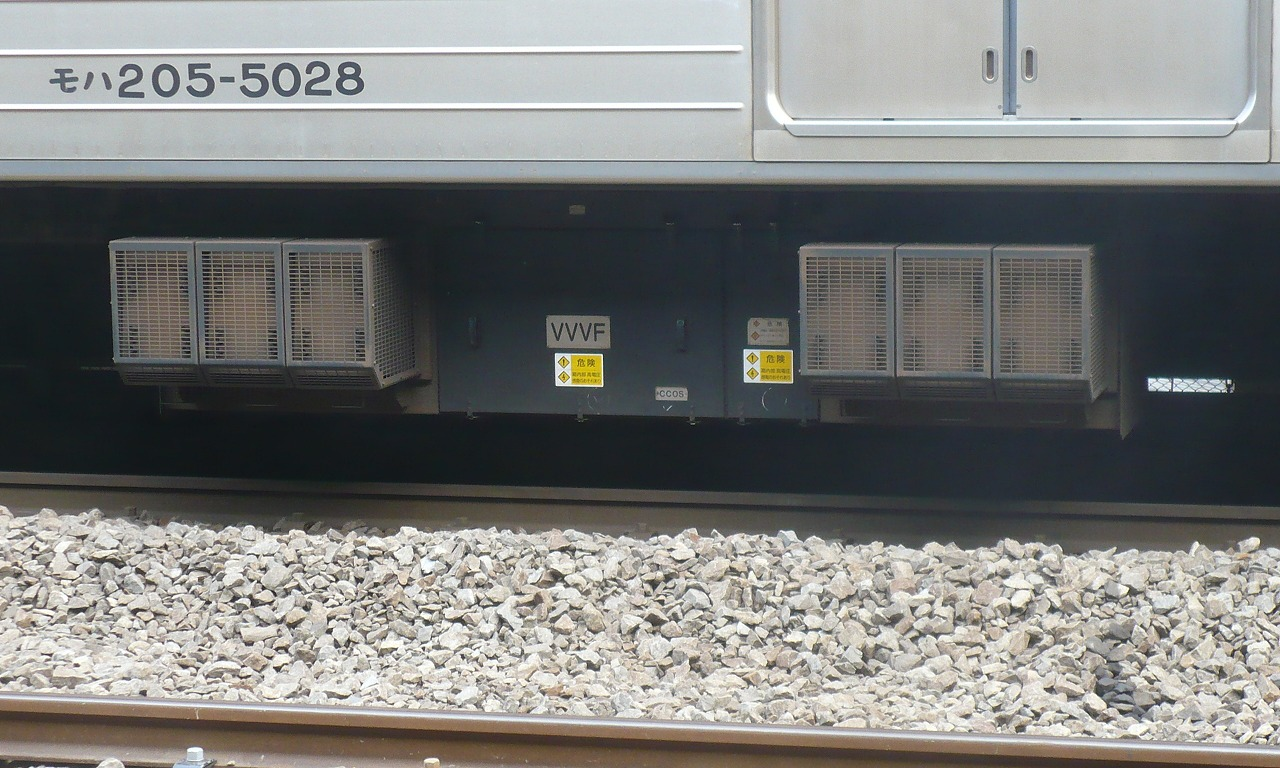
Dispositif onduleur IGBT VVVF de type SC71
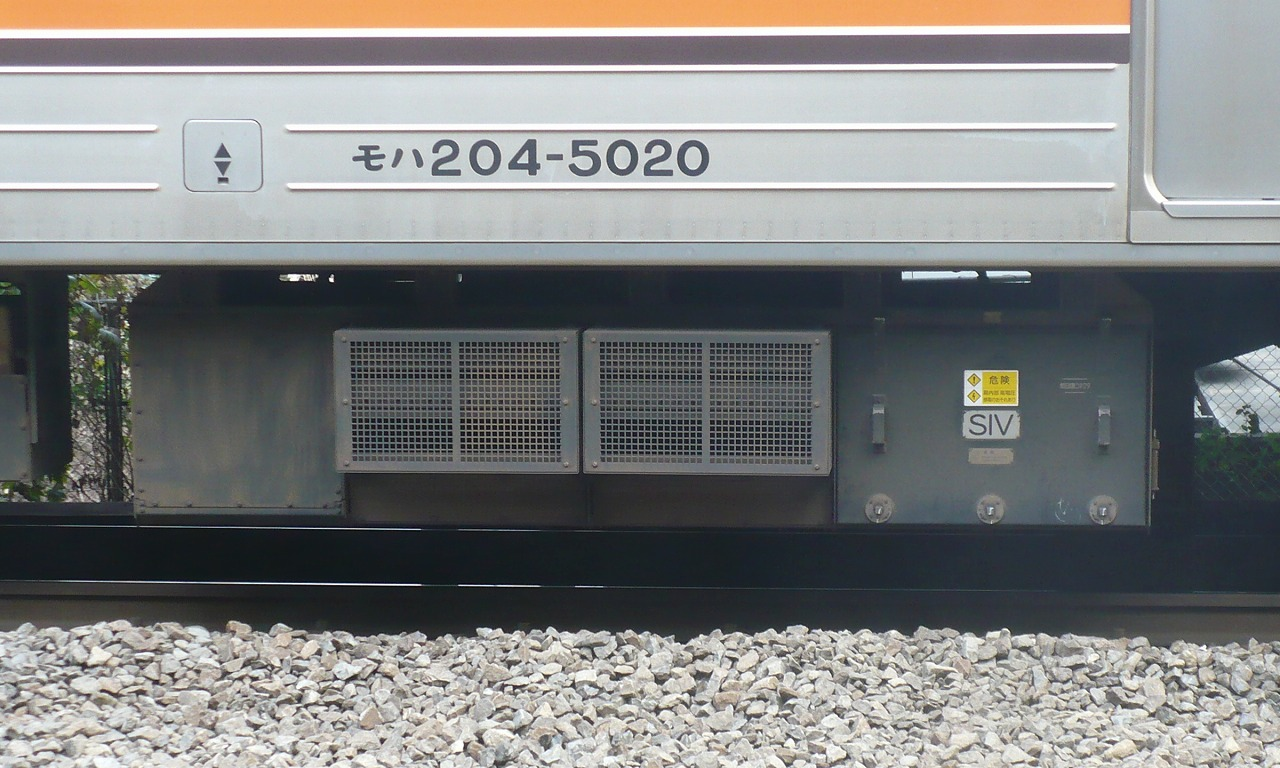
Dispositif onduleur statique(SIV) de type SC66B
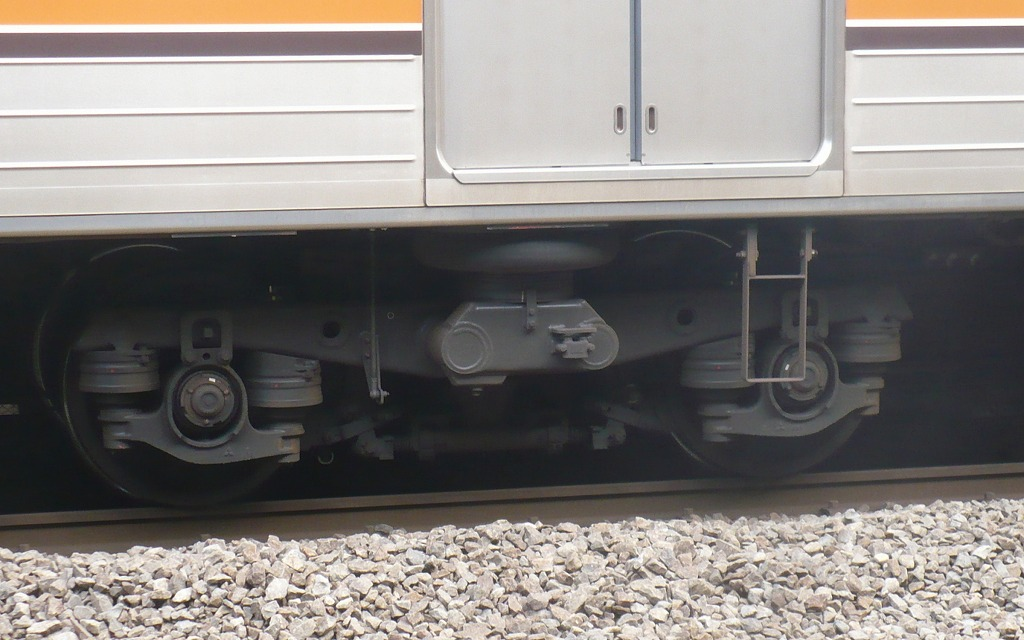
Bogie DT70

Il est composé de rames 4M4T de 8 voitures, et en principe, les numéros ont été renumérotés dans l'ordre de modification, il y a donc parfois des incohérences. La plupart des trains modifiés appartenaient à l'ancienne ligne Yamanote, mais les deux trains initialement modifiés étaient basés sur l'ancienne ligne Chuo-Sobu. En 2006, afin de sécuriser les voitures électriques, les voitures nouvellement introduites sur la ligne Musashino depuis le début ont été remodelées (formation M35). Dans ce processus, l'unité de véhicule électrique a été réorganisée et des unités avec des numéros différents pour le Moha 205 et le Moha 204 sont apparues. Non limitée à la série 5000, la série 205 est le premier cas dans lequel les véhicules électriques portant le même numéro forment une unité.
Comme pour la série 3000 pour la ligne Hachiko / Kawagoe ci-dessus, il a été décidé de les remplacer par la série E231-0 et la série 209-500. Il a été annoncé que les rames seraient transférées à la compagnie ferroviaire indonésienne " PT Kereta Commuter Indonesia " de mars à 2020 , et toutes les voitures ont été transférées.
|              | ← Tokyo, Kaihin-makuhari, Nishi-FunabashiHachioji ,Fuchū-hommachi → |          |          |          |          |          |              |          |
|              |                                                                     |          |          |          |          |          |              |          |
|              |                                                                     |          |          |          |          |          |              |          |
|              |                                                                     |          |          |          |          |          |              |          |
| Voiture No.  | 1                                                                   | 2        | 3        | 4        | 5        | 6        | 7            | 8        |
| Désignation  | Tc                                                                  | M        | M'       | T        | T        | M        | M'           | Tc'      |
| Numerotation | KuHa 205                                                            | MoHa 205 | MoHa 204 | SaHa 205 | SaHa 205 | MoHa 205 | MoHa 204     | KuHa 204 |
| Equipement   |                                                                     | VVVF     | CP, MG   |          |          | VVVF     | SIV ou MG,CP |          |

- L'alimentation auxiliaire de la voiture 7 est équipée soit de MG, soit de SIV.
- Le dispositif de contrôle est un dispositif onduleur VVVF.

### Serie 205 Indonesie
À partir de 2013, il a été annoncé que 180 voitures appartenant au Kawagoe Rolling Stock Center, devenu excédentaire en raison de l'introduction de la série E233-7000 sur la ligne Saikyo , seront transférées à PT Kereta Commuter Indonesia (ci-après PT KCI) en Indonésie, dont les voitures a 6 portes. Parallèlement à ce transfert, l' ancienne série 6000 du Tokyo Metropolitan Bureau of Transportation , l' ancienne série JR East 103 et l' ancienne série Tokyu 8500 , qui étaient auparavant transférées en Indonésie, ont été remplacées par l'arrivée des Series 205.
Après la fin de l'exploitation commerciale sur la ligne Saikyo, il a été envoyé par lui-même au centre de véhicules de Takasaki , puis distribué et transporté de la gare de Takasaki à l'usine de matériel roulant de Niitsu (à l'époque) par remorquage de locomotive. Après avoir été hébergé à l'usine de matériel roulant de Niitsu, il a été transporté par voie terrestre par semi-remorque jusqu'au port est de Niigata, puis par mer jusqu'en Indonésie. Le transport maritime a été effectué en sept lots, tous les véhicules étant livrés en mars 2014.
De plus, environ 170 voitures, dont des voitures à 6 portes, ont été transférées en Indonesie ,des formations appartenant au centre de véhicules de Kamakura(Yokohama Line), qui est devenu un surplus en raison de l'introduction de la série E233-6000 Cependant, les véhicules qui appartenaient à la ligne Yokohama, ont été remorqués par une locomotive du Kamakura Vehicle Center, au bureau de Niitsu Rolling Stock Plant .
À partir de 2015, environ 120 voitures de la ligne Nambu appartenant au dépôt ferroviaire de Nakahara, devenu excédentaire en raison de l'introduction de la série E233- 8000, suivirent les Serie 205 de la ligne Saikyo et la ligne Yokohama, en étant transféré en Indonésie. Cela a également été fait par remorquage par des locomotives du centre de matériel roulant de Kozu à l'usine de matériel roulant de Niitsu.
En février 2017, les numéros d'organisation a été changé en KCI. Le système de numéros d'organisation KCI est presque le même que le système JR, suivi de l'abréviation du dépôt et du numéro de la voiture de tête. Par exemple, dans la formation BUD89, les numéros de voiture de tête (Kuha) sont 205-89 et 204-89 (numéros de voiture appartenant au système JR), qui appartiennent au quartier ferroviaire de Bukitduri. L'abréviation pour l'organisation de la salle de train de Bogor est "BOO"  .
Depuis avril 2017, les 205 voitures transférées à KCI sont exploitées comme les principaux véhicules de la juridiction, principalement dans le système de lignes reliant la gare de Jakarta à Kota ou Bogor ou Bukashi .
Depuis mars 2018, les séries 205-5000, qui ont été remplacées par le transfert des séries 209 et E231 sur la ligne Musashino, a été transférée à KCI. Les 336 wagons qui ont été exploités sur la même ligne doivent être transférés . Initialement, la formation de la ligne Musashino était également effectuée par remorquage de locomotives du centre de véhicules de Keiyo à l'usine de matériel roulant de Niitsu, mais à partir de décembre 2019, ce fut du centre de véhicules de Keiyo à la gare de Soga et à la gare de fret ferroviaire de Keiyo Rinkai à Chiba. En novembre 2020, toute l'organisation avait été transférée.

#### Formations KAI Commuter (Jakarta)
En date de Decembre 2020, quatre formations de 8 voitures, six formations de 10 voitures, et quinze formations de 12 voitures sont basées à Bukit Duri, Depok, et Klaten Depot pour être utilisées sur les services des lignes  Duri-Tangerang Line, Jakarta Kota-Bogor Line, Jatinegara-Bogor Line, Rangkasbitung Line, Jakarta Kota-Cikarang Line, et Yogyakarta Line .
Cette formation à 8 voitures est une UM2 de 4 voitures chacune (2M2T)(2M2T)
|              | ← YogyakartaSolo Balapan → |               |               |            |            |               |               |            |
|              |                            |               |               |            |            |               |               |            |
|              |                            |               |               |            |            |               |               |            |
|              |                            |               |               |            |            |               |               |            |
| Voiture n°.  | 1                          | 2             | 3             | 4          | 5          | 6             | 7             | 8          |
| Designation  | Tc                         | M             | M'            | Tc'        | Tc         | M             | M'            | Tc'        |
| Numérotation | KuHa 205-0                 | MoHa 205-5000 | MoHa 204-5000 | KuHa 204-0 | KuHa 205-0 | MoHa 205-5000 | MoHa 204-5000 | KuHa 204-0 |

Il s'agit d'une formation à 8 voitures (4M4T)
|              | ← Jakarta Kota, JatinegaraBogor, Tanjung Priok → |               |               |            |            |               |               |            |
|              |                                                  |               |               |            |            |               |               |            |
|              |                                                  |               |               |            |            |               |               |            |
|              |                                                  |               |               |            |            |               |               |            |
| Voiture n°.  | 1                                                | 2             | 3             | 4          | 5          | 6             | 7             | 8          |
| Designation  | Tc                                               | M             | M'            | T          | T          | M             | M'            | Tc'        |
| Numérotation | KuHa 205-0                                       | MoHa 205-5000 | MoHa 204-5000 | SaHa 205-0 | SaHa 205-0 | MoHa 205-5000 | MoHa 204-5000 | KuHa 204-0 |

Il s'agit d'une formation à 10 voitures (4M2T)(2M2T).Elle est composée d'une UM2 de 6 et 4 voitures .
|              | ← Jakarta Kota, Tanah Abang, AngkeBogor, Nambo, Cikarang, Rangkasbitung → |               |               |               |               |            |            |               |               |            |
|              |                                                                           |               |               |               |               |            |            |               |               |            |
|              |                                                                           |               |               |               |               |            |            |               |               |            |
|              |                                                                           |               |               |               |               |            |            |               |               |            |
| Voiture n°.  | 1                                                                         | 2             | 3             | 4             | 5             | 6          | 7          | 8             | 9             | 10         |
| Designation  | Tc                                                                        | M             | M'            | M             | M'            | Tc'        | Tc         | M             | M'            | Tc'        |
| Numérotation | KuHa 205-0                                                                | MoHa 205-5000 | MoHa 204-5000 | MoHa 205-5000 | MoHa 204-5000 | KuHa 204-0 | KuHa 205-0 | MoHa 205-5000 | MoHa 204-5000 | KuHa 204-0 |

Il s'agit d'une formation à 10 voitures (6M4T)..
|              | ← Jakarta Kota, Angke, Tanah AbangBogor, Nambo, Cikarang, Rangkasbitung, Tangerang → |               |               |               |            |               |               |               |               |            |
|              |                                                                                      |               |               |               |            |               |               |               |               |            |
|              |                                                                                      |               |               |               |            |               |               |               |               |            |
|              |                                                                                      |               |               |               |            |               |               |               |               |            |
| Voiture n°.  | 1                                                                                    | 2             | 3             | 4             | 5          | 6             | 7             | 8             | 9             | 10         |
| Designation  | Tc                                                                                   | M             | M'            | T             | T          | M             | M'            | M             | M'            | Tc'        |
| Numérotation | KuHa 205-0                                                                           | MoHa 205-5000 | MoHa 204-5000 | SaHa 205-0    | SaHa 205-0 | MoHa 205-5000 | MoHa 204-5000 | MoHa 205-5000 | MoHa 204-5000 | KuHa 204-0 |
| Designation  | Tc                                                                                   | T             | M             | M'            | T          | T             | M             | M'            | T             | Tc'        |
| Numérotation | KuHa 205-0                                                                           | SaHa 205-0    | MoHa 205-5000 | MoHa 204-5000 | SaHa 205-0 | SaHa 205-0    | MoHa 205-5000 | MoHa 204-5000 | SaHa 205-0    | KuHa 204-0 |

Il s'agit d'une formation à 12 voitures (2M2T)(4M4T)...C'est une UM2 de deux trains de 8 et 4 voitures
|              | ← Jakarta Kota, DuriBogor, Cikarang, Tangerang → |               |               |            |            |               |               |            |            |               |               |            |
|              |                                                  |               |               |            |            |               |               |            |            |               |               |            |
|              |                                                  |               |               |            |            |               |               |            |            |               |               |            |
|              |                                                  |               |               |            |            |               |               |            |            |               |               |            |
| Voiture n°.  | 1                                                | 2             | 3             | 4          | 5          | 6             | 7             | 8          | 9          | 10            | 11            | 12         |
| Designation  | Tc                                               | M             | M'            | T          | T          | M             | M'            | Tc'        | Tc         | M             | M'            | Tc'        |
| Numérotation | KuHa 205-0                                       | MoHa 205-5000 | MoHa 204-5000 | SaHa 205-0 | SaHa 205-0 | MoHa 205-5000 | MoHa 204-5000 | KuHa 204-0 | KuHa 205-0 | MoHa 205-5000 | MoHa 204-5000 | KuHa 204-0 |

Il s'agit d'une formation à 12 voitures (6M6T).
|              | ← Jakarta Kota, DuriBogor, Cikarang, Tangerang → |               |               |            |            |               |               |            |            |               |               |            |
|              |                                                  |               |               |            |            |               |               |            |            |               |               |            |
|              |                                                  |               |               |            |            |               |               |            |            |               |               |            |
|              |                                                  |               |               |            |            |               |               |            |            |               |               |            |
| Voiture n°.  | 1                                                | 2             | 3             | 4          | 5          | 6             | 7             | 8          | 9          | 10            | 11            | 12         |
| Designation  | Tc                                               | M             | M'            | T          | T          | M             | M'            | T          | T          | M             | M'            | Tc'        |
| Numérotation | KuHa 205-0                                       | MoHa 205-5000 | MoHa 204-5000 | SaHa 205-0 | SaHa 205-0 | MoHa 205-5000 | MoHa 204-5000 | SaHa 205-0 | SaHa 204-0 | MoHa 205-5000 | MoHa 204-5000 | KuHa 204-0 |

- Cars 2 and 6 (for 8 car, 12 car, and some of the 10 car), 3 and 7 (for 10 car), and 10 (12 car) each have one lozenge-type pantograph.
- Car 4 is designated as a mildly air-conditioned car.

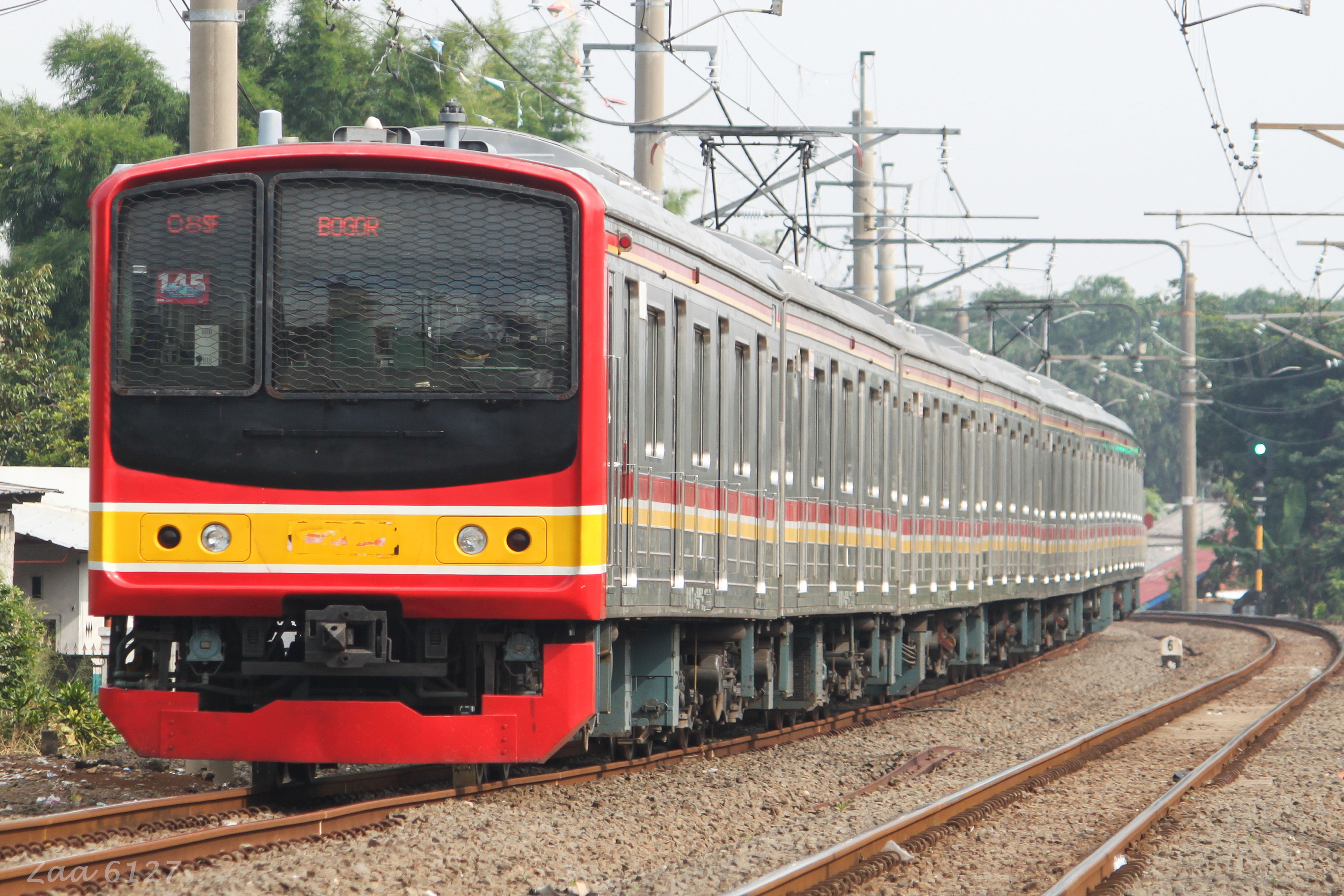
Serie 205-5000 sur le reseau KAI
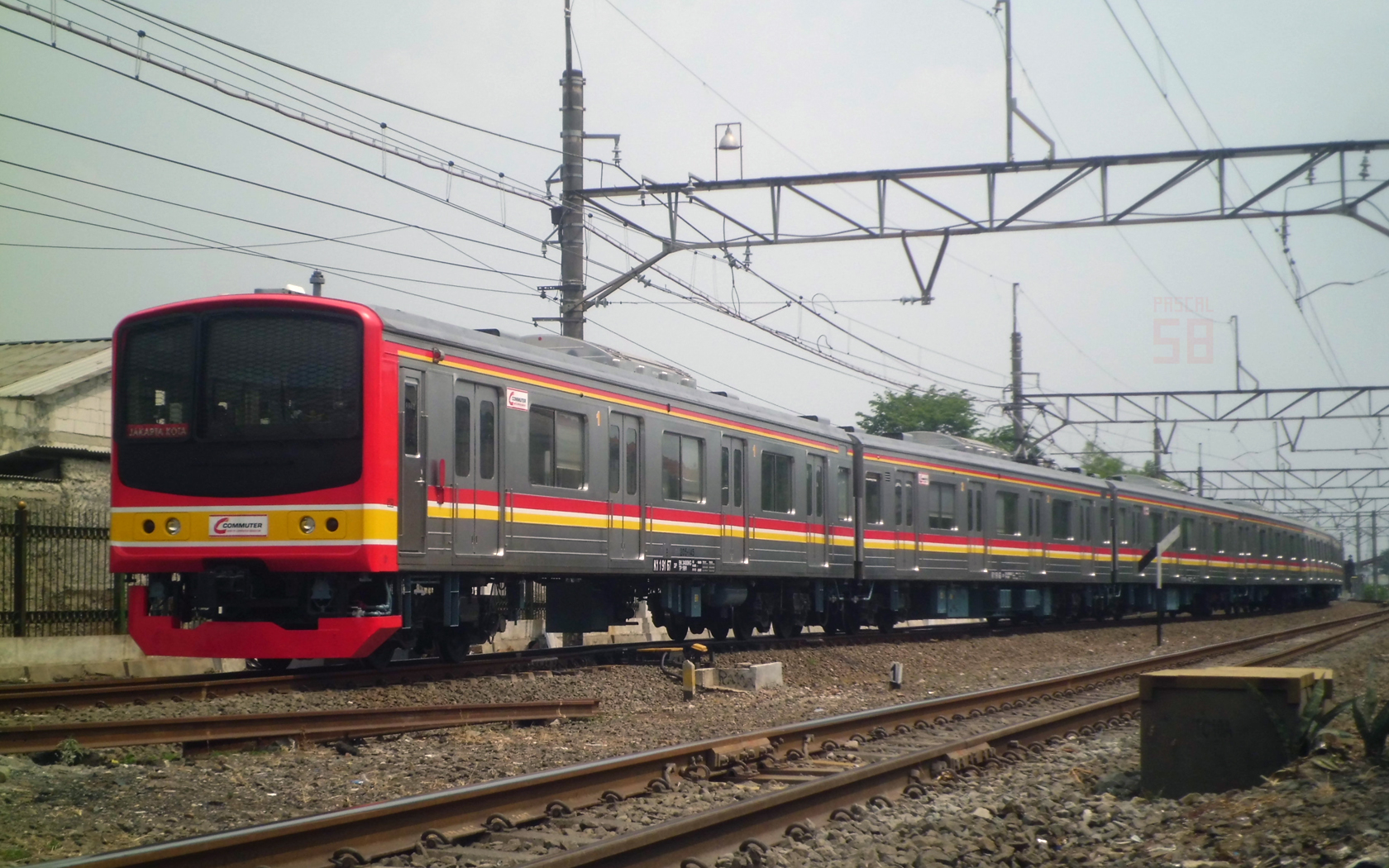
Serie 205-5000 sur le reseau KAI
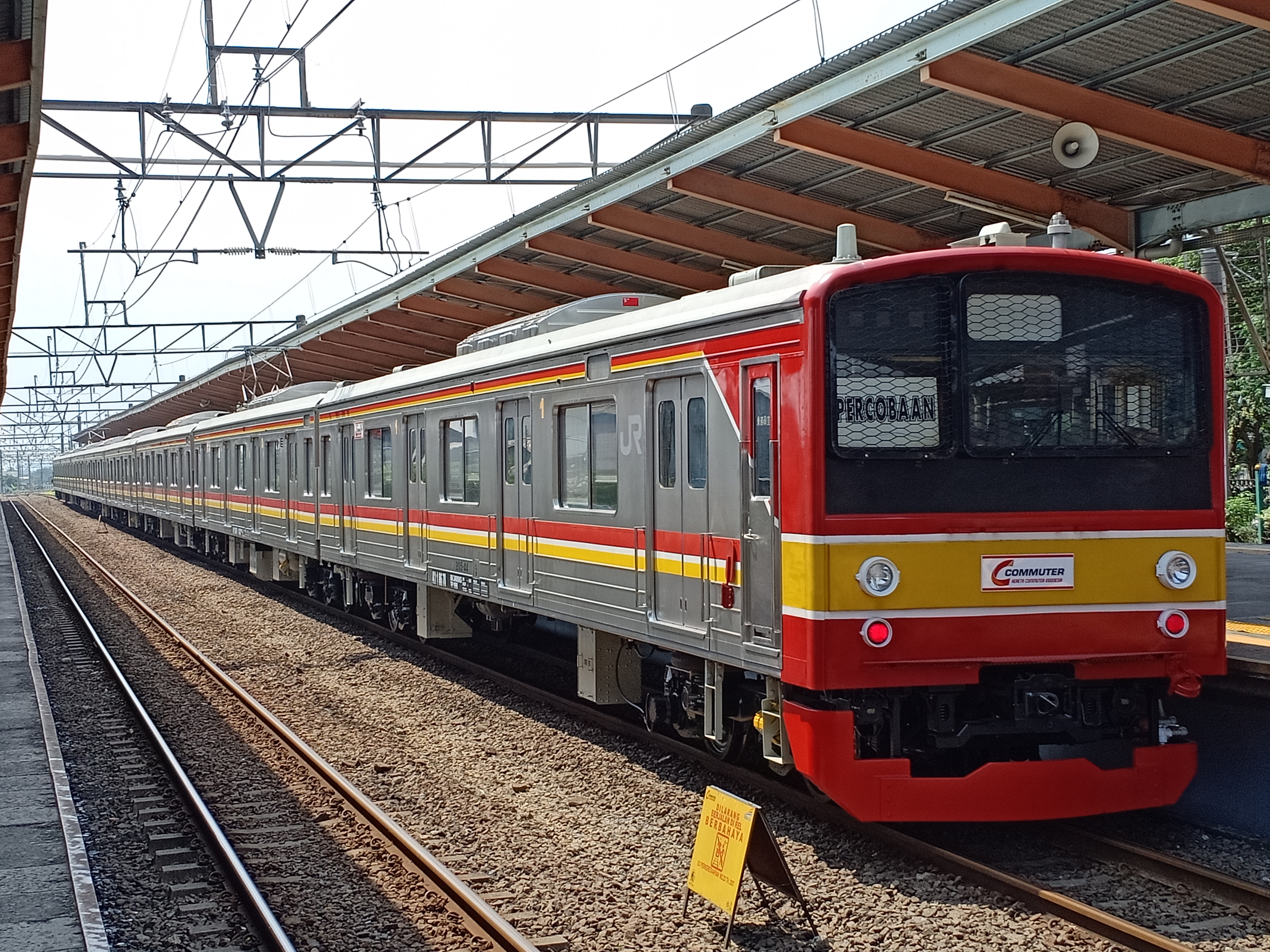
Serie 205-0
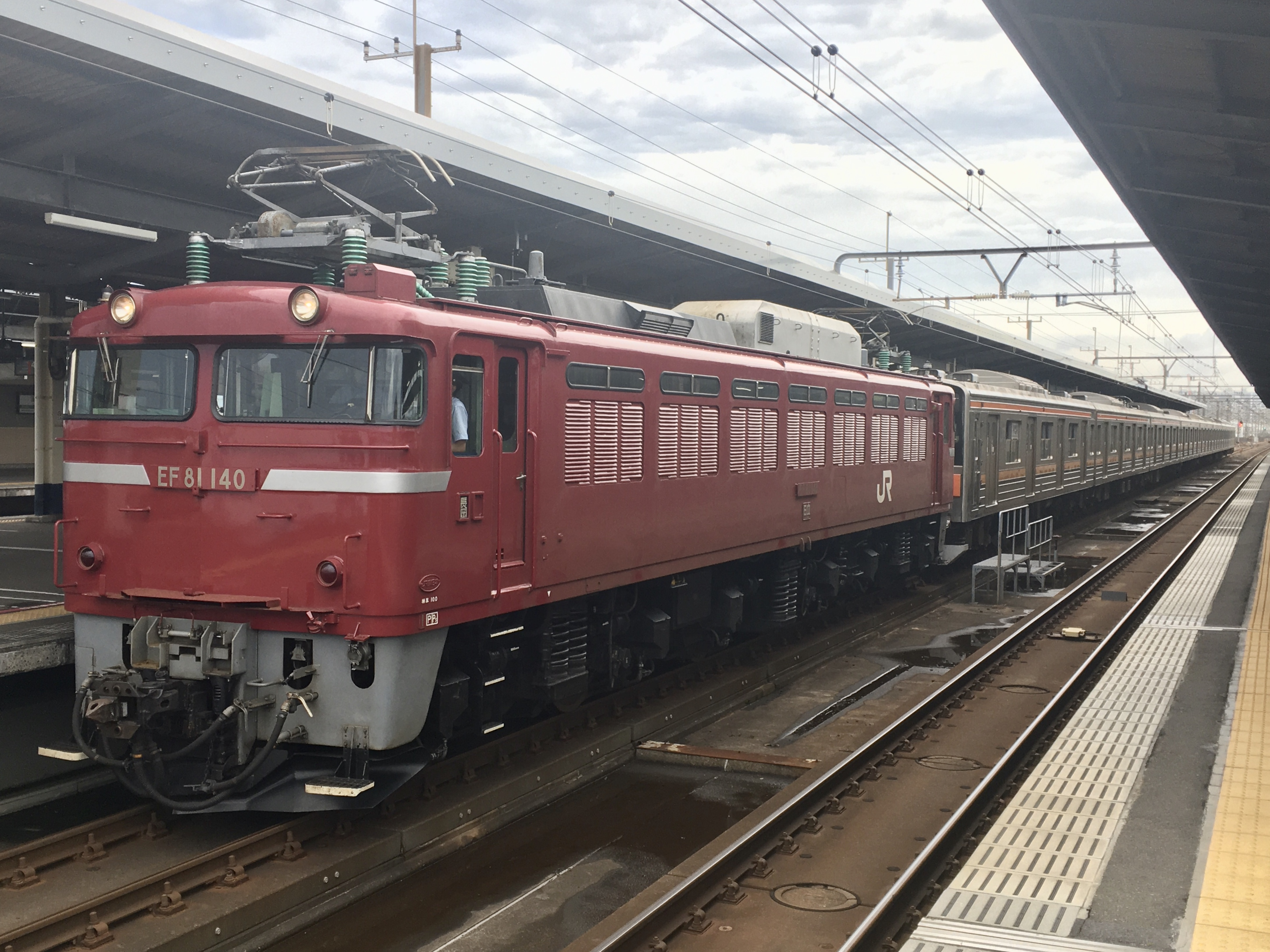
Remorquage d'une serie 205-5000

## Dérivés
A la fin de la décennie 80 la plupart des réseaux privés devaient faire face a un vieillissement du matériel et devait préparer les investissements pour de nouveaux trains. Malheureusement l'éclatement de la bulle spéculative japonaise compliqua cette nécessité. Les entreprises devant jongler avec leur finances qui étaient en difficulté. Néanmoins l'annonce de la JNR (puis JR East ) de l'arrivée de la série 205 donna une possibilité aux autres operateurs. Reprenant la majorité de la structure et ne modifiant que le nez pour une signature propre ,ainsi que quelques autres détails esthétiques ou techniques ,ils pouvaient acheter un train pour moins cher, car étant déjà produit en grande quantité pour la JNR (on fait baisser les couts de production et donc le prix de vente à l'unité).
De fait, de nombreux operateurs ont choisi cette possibilité pour acquérir de nouveaux trains ,et renouveler leur flotte à moindre cout. C'est le début de la standardisation des rames et équipements entre privés et JR(JNR),et qui est toujours d'actualité. Elle suit la standardisation des specificités de gabarit lancée dès les années 60 : même longueur de voiture(20m par caisse) ,même hauteur de plancher (portes a 1m du sol),largeur similaire(entre 2.8 et 2.95m de large).La fin de la peinture intégrale pour une bande de couleur adhésive, pour la couleur de la ligne fut même suivi par la plupart des exploitants.
Ainsi les Seibu Séries 6000, 9000,Keiō Séries 7000,8000,Odakyu série 1000, etc., sont basées sur la Serie 205.
la Keikyū a aussi testé la série 205,mais les caisses de 20m étant trop longues pour le réseau ,elle dut faire construire la Série 600 avec des caisses de 18m a la place, lançant la standardisation de sa flotte avec les series 1000 (lancées en 2002 et toujours produite) et 2100 qui sont très similaires a la serie 600.

## Modélisme
La série 205 est reproduite à l'échelle N par Kato et Tomix en formation de 4, 6, 8 ou 10 voitures et sous les couleurs de plusieurs lignes.

## Galerie photos

### Extérieur

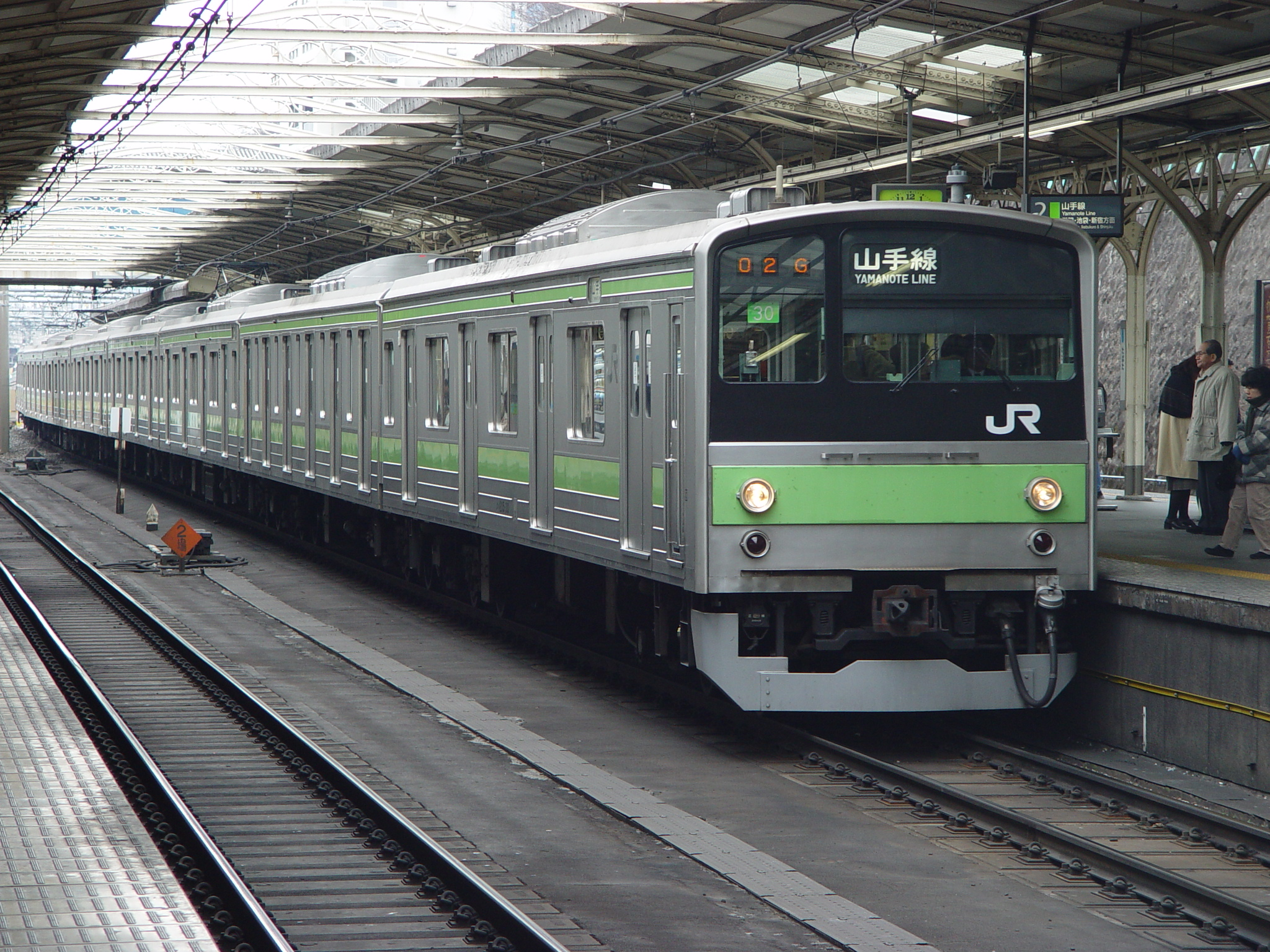
Série 205-0 sur la Yamanote Line.
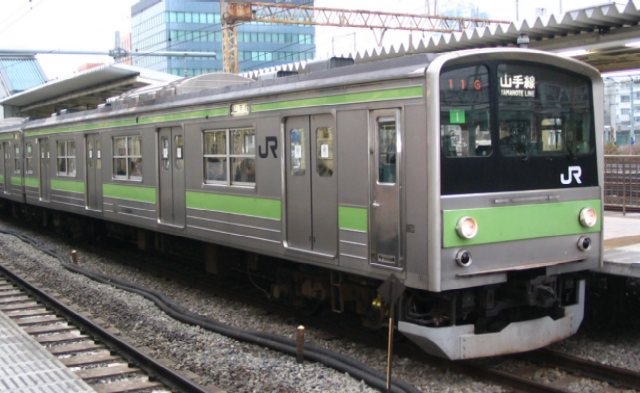
Série 205-0 sur la Yamanote Line avec les anciennes fenêtres.
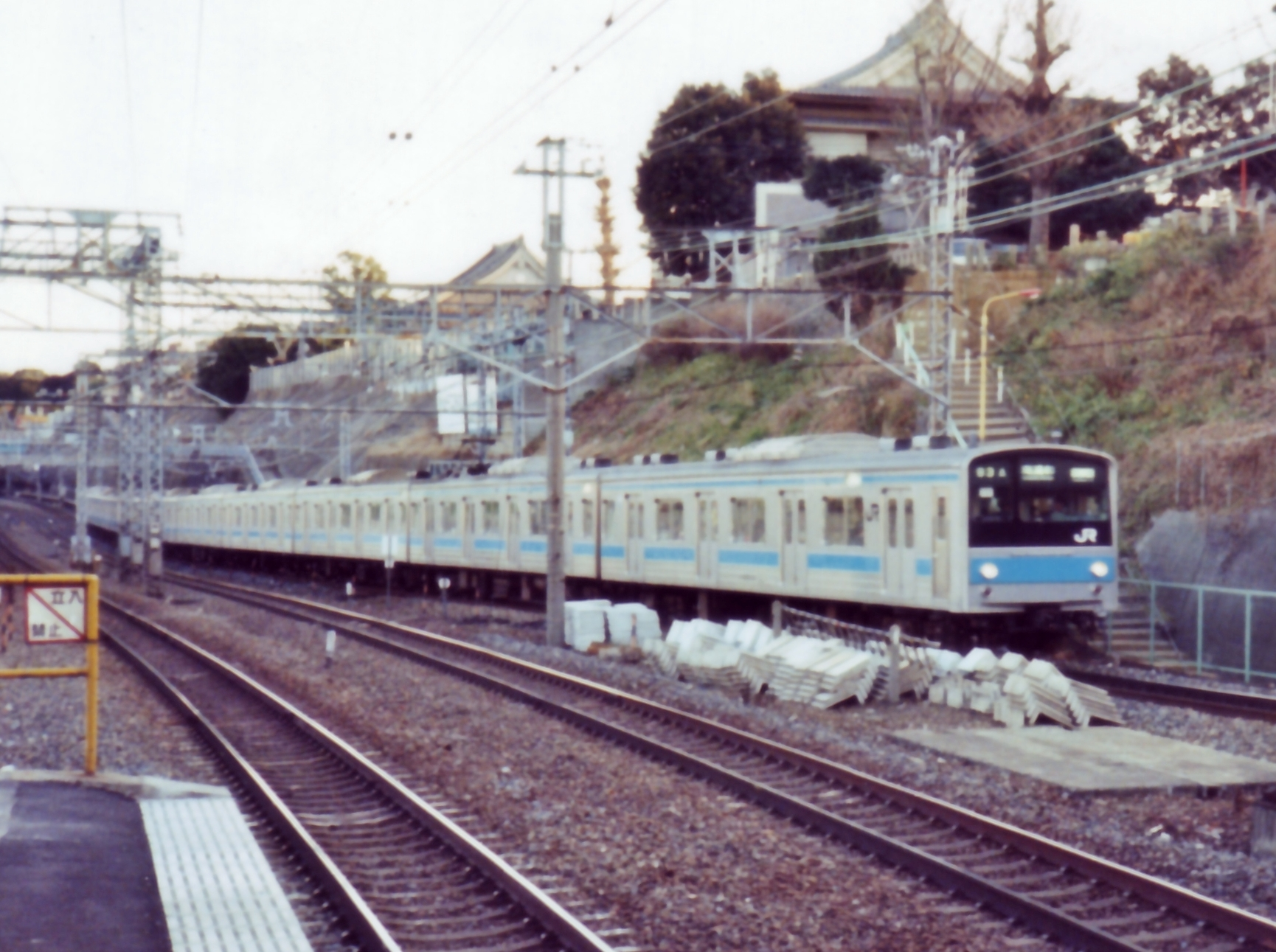
Série 205-0 sur la Kehin Tohoku
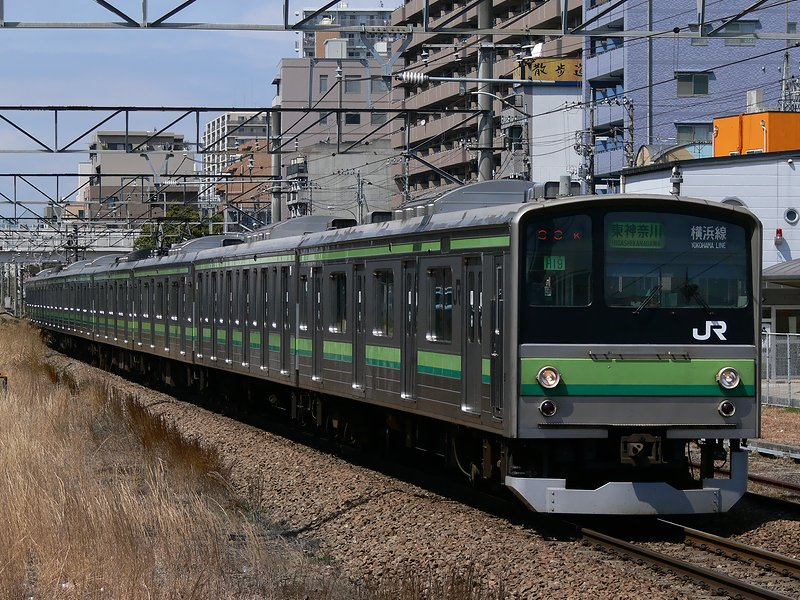
Série 205-0 sur la Yokohama Line
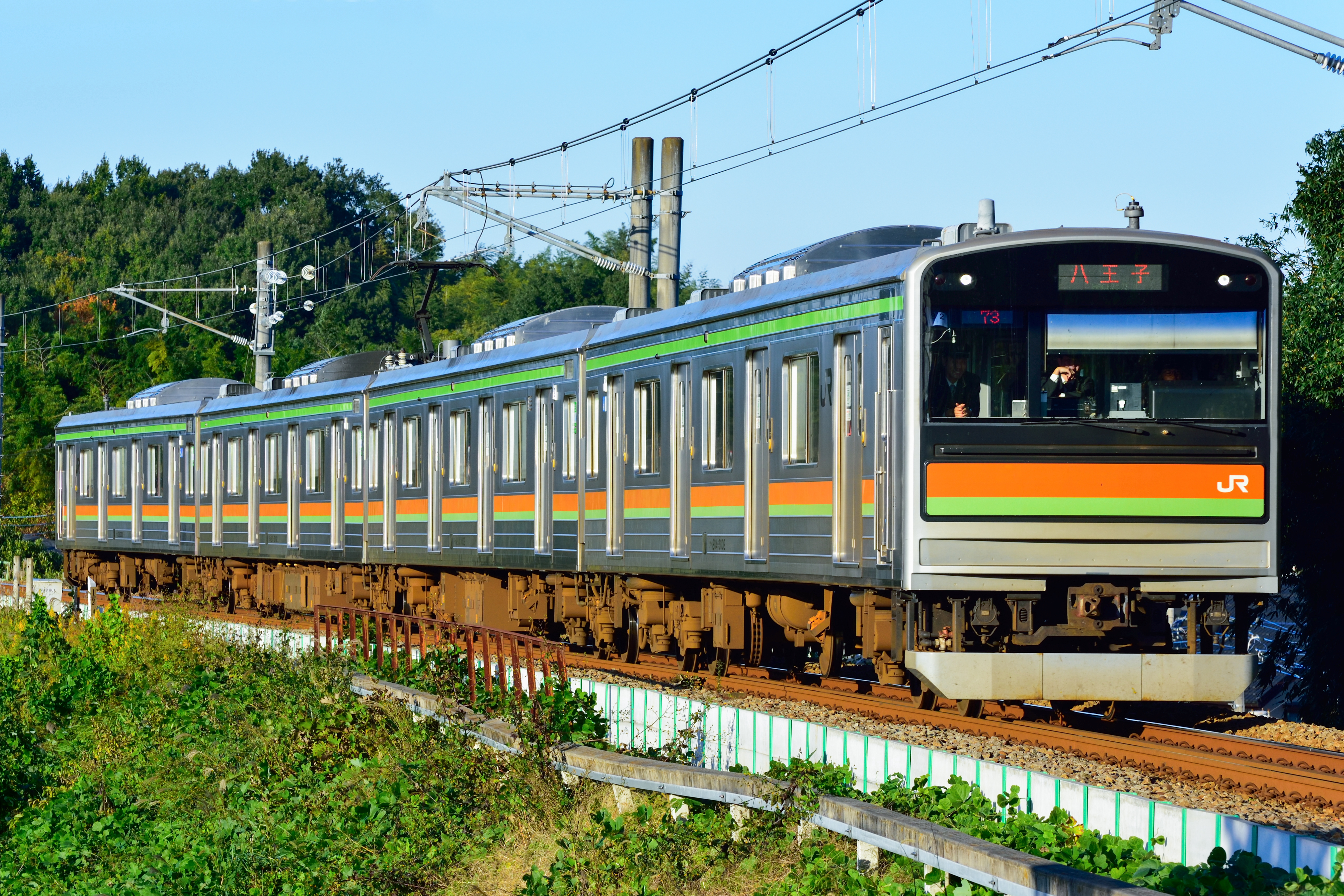
Série 205-3000 sur la Hachikō Line
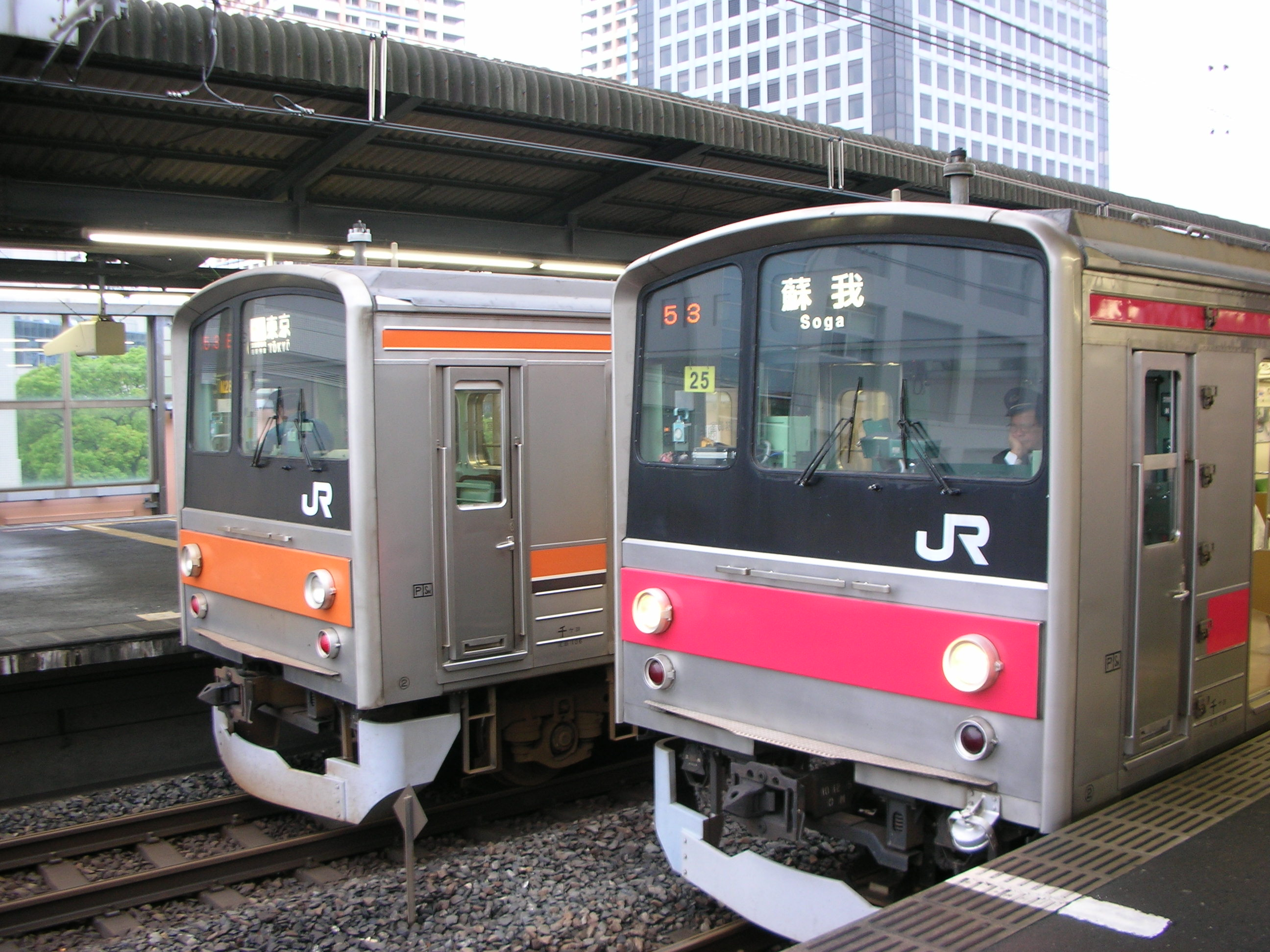
Trains de la série 205–0 de la ligne Musashino (à gauche) et de la ligne Keiyo (à droite) en mai 2006
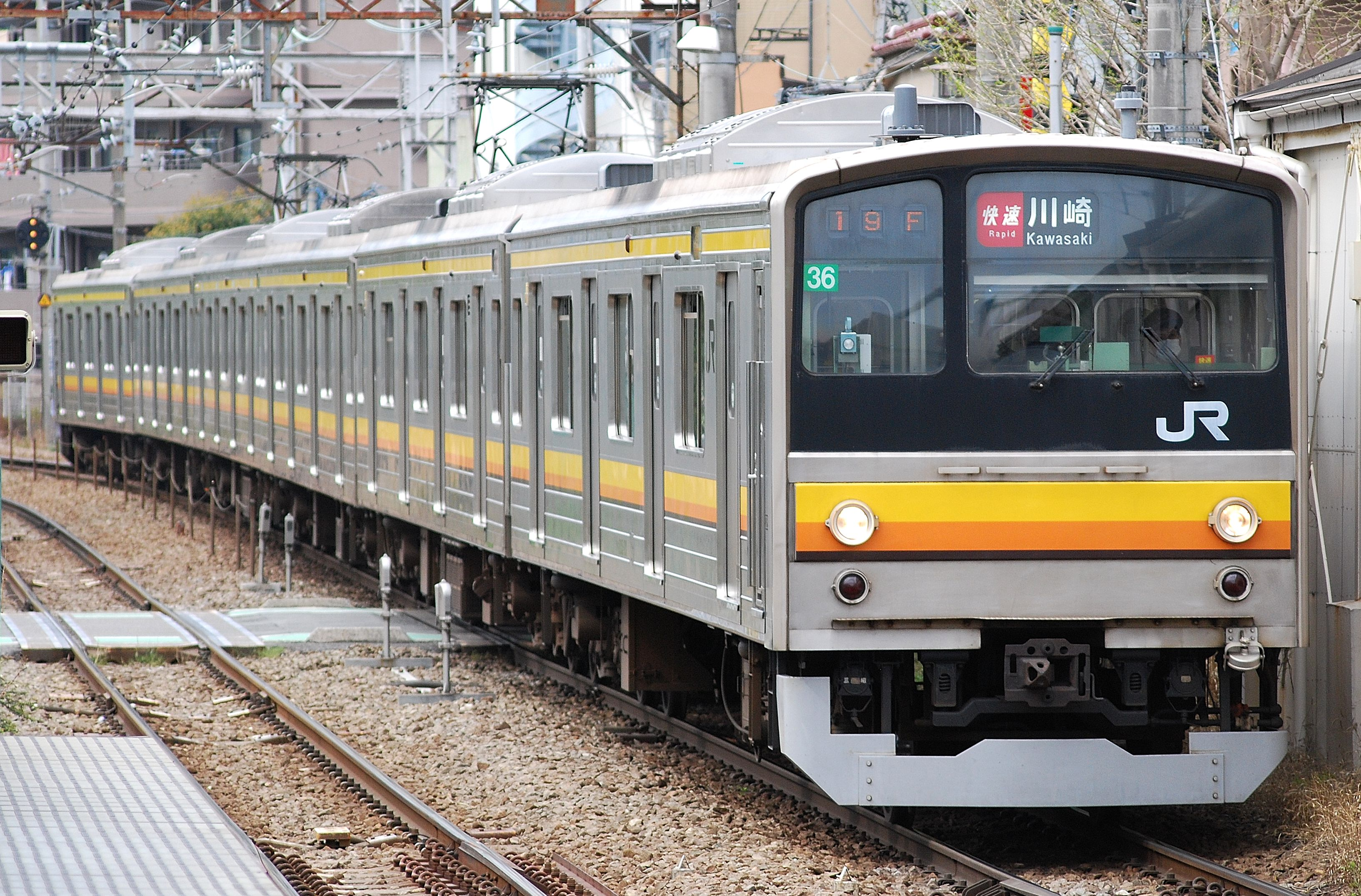
Une série Nambu Line 205–0 en avril 2011
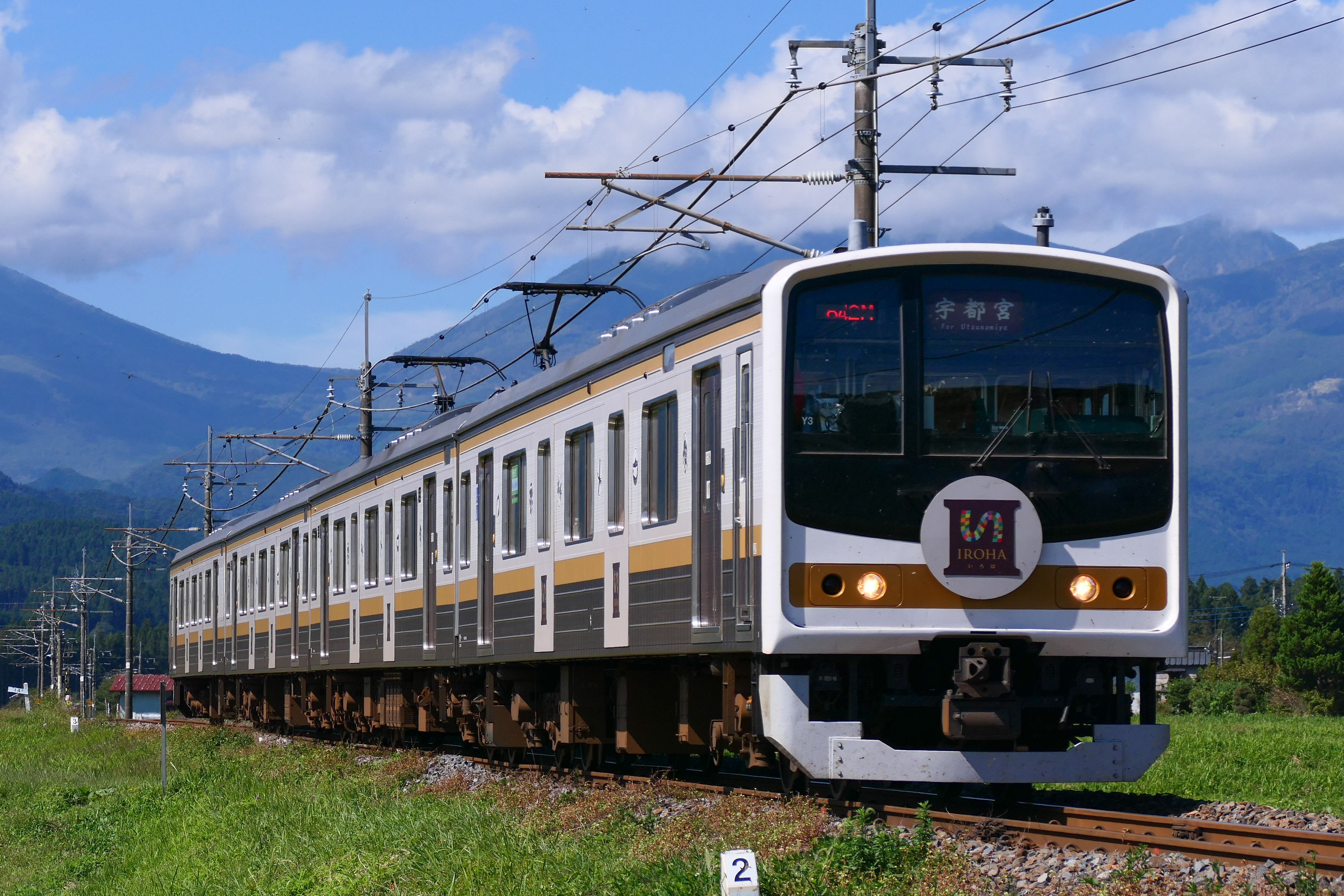
Une série Nikko Line 205–600 "Iroha" en octobre 2019

### Intérieur

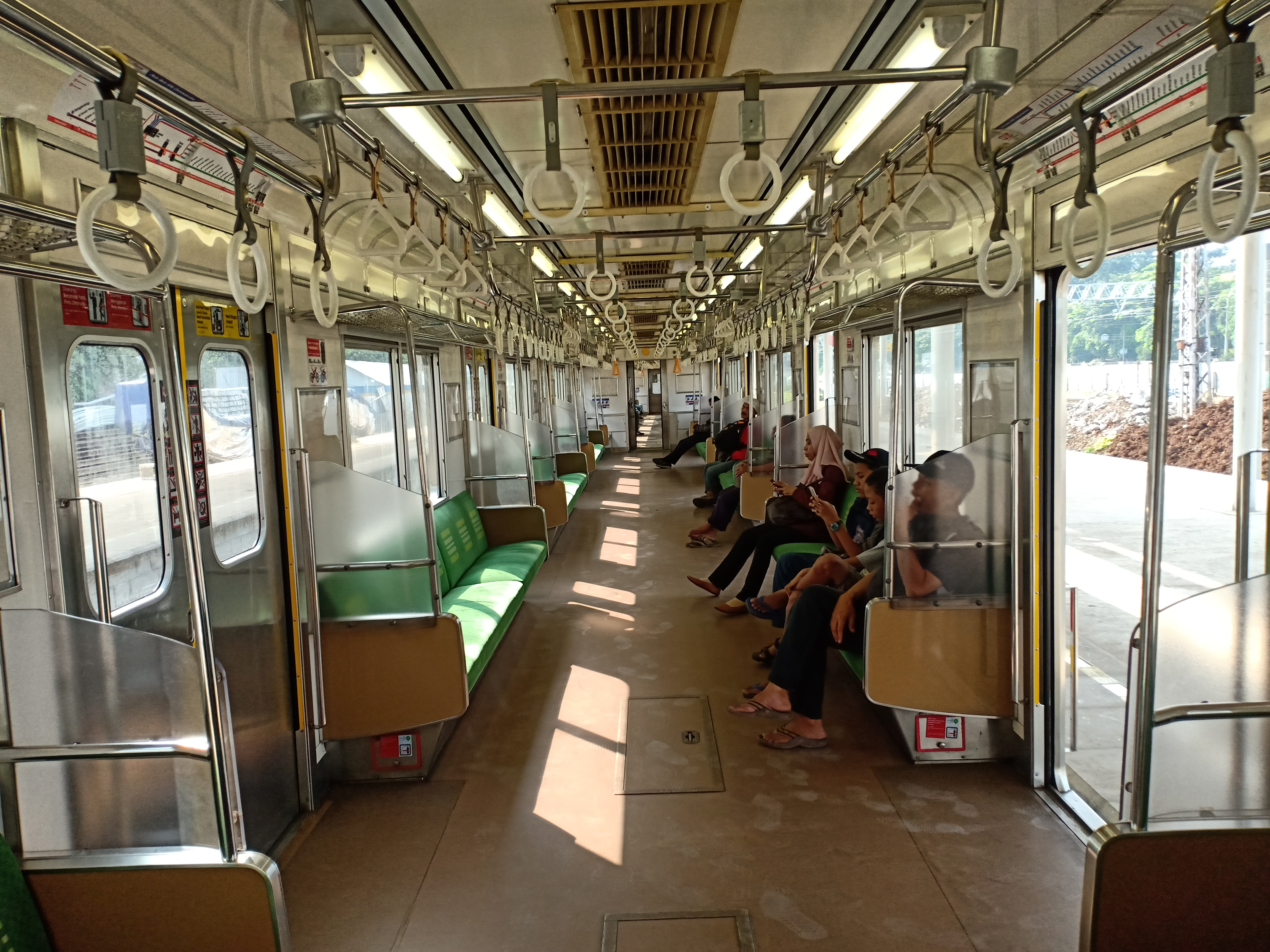
Vue intérieure de la voiture 205 série 29 en 2011
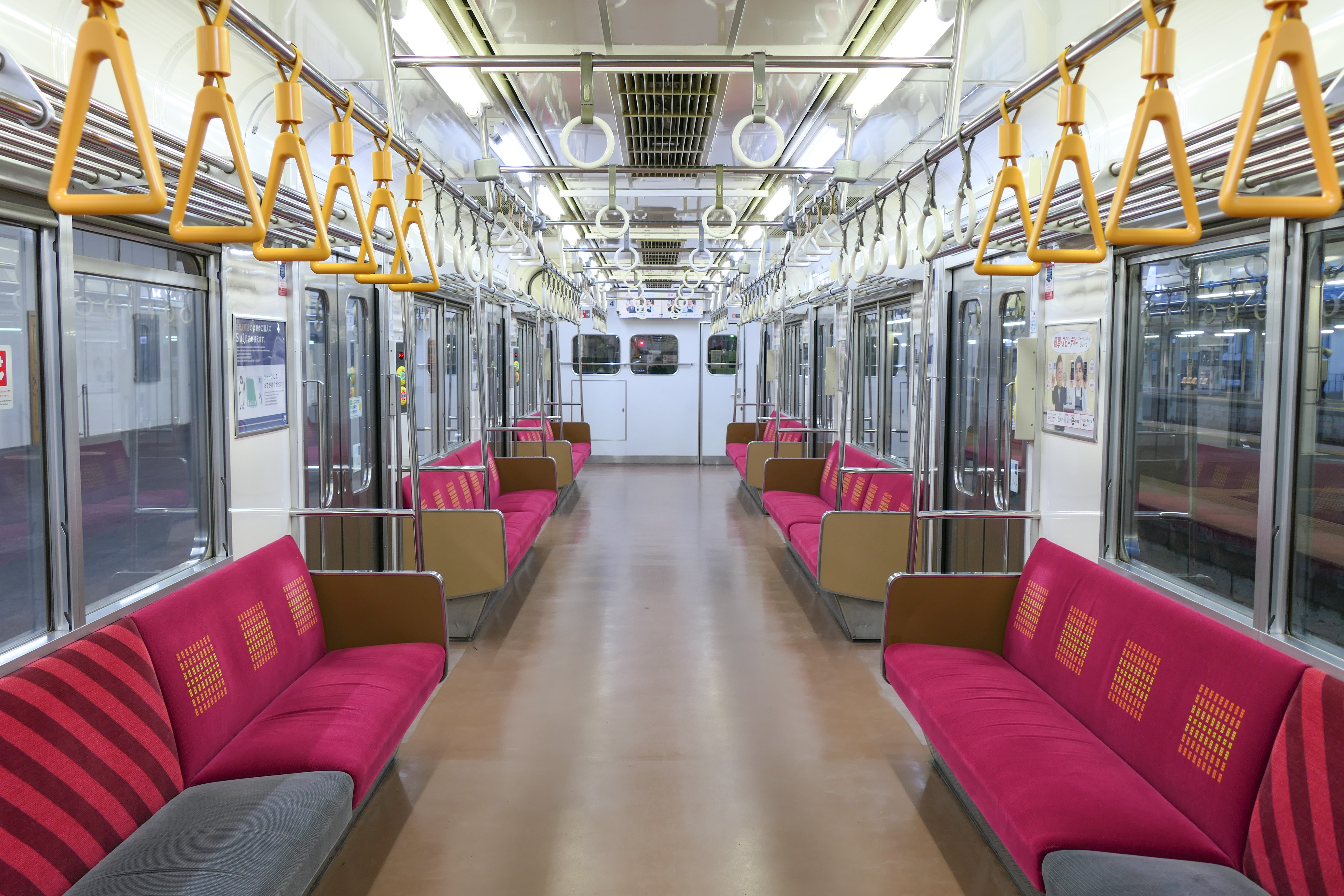
Vue intérieure
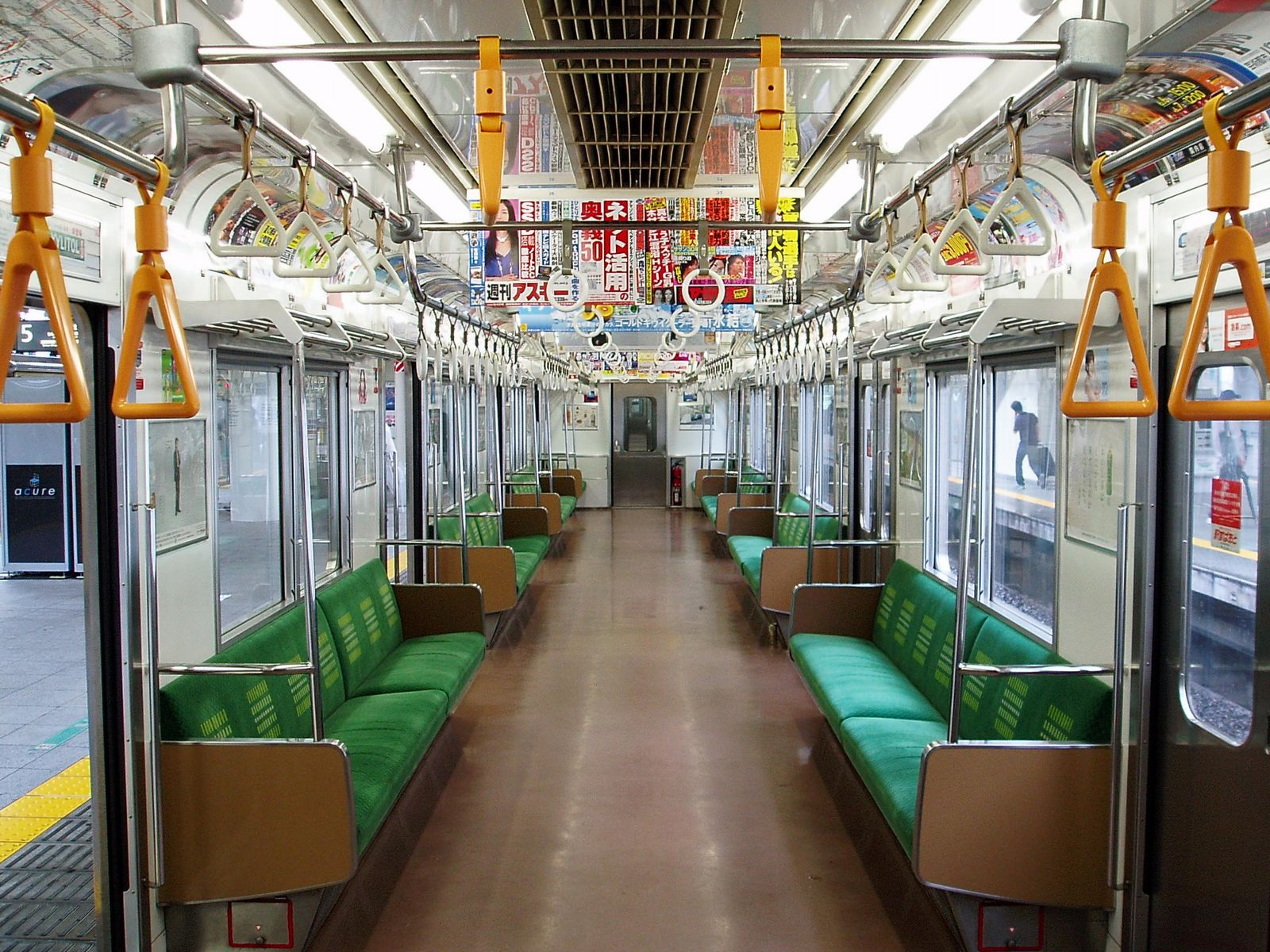
Vue intérieure